# Plobannalec-Lesconil

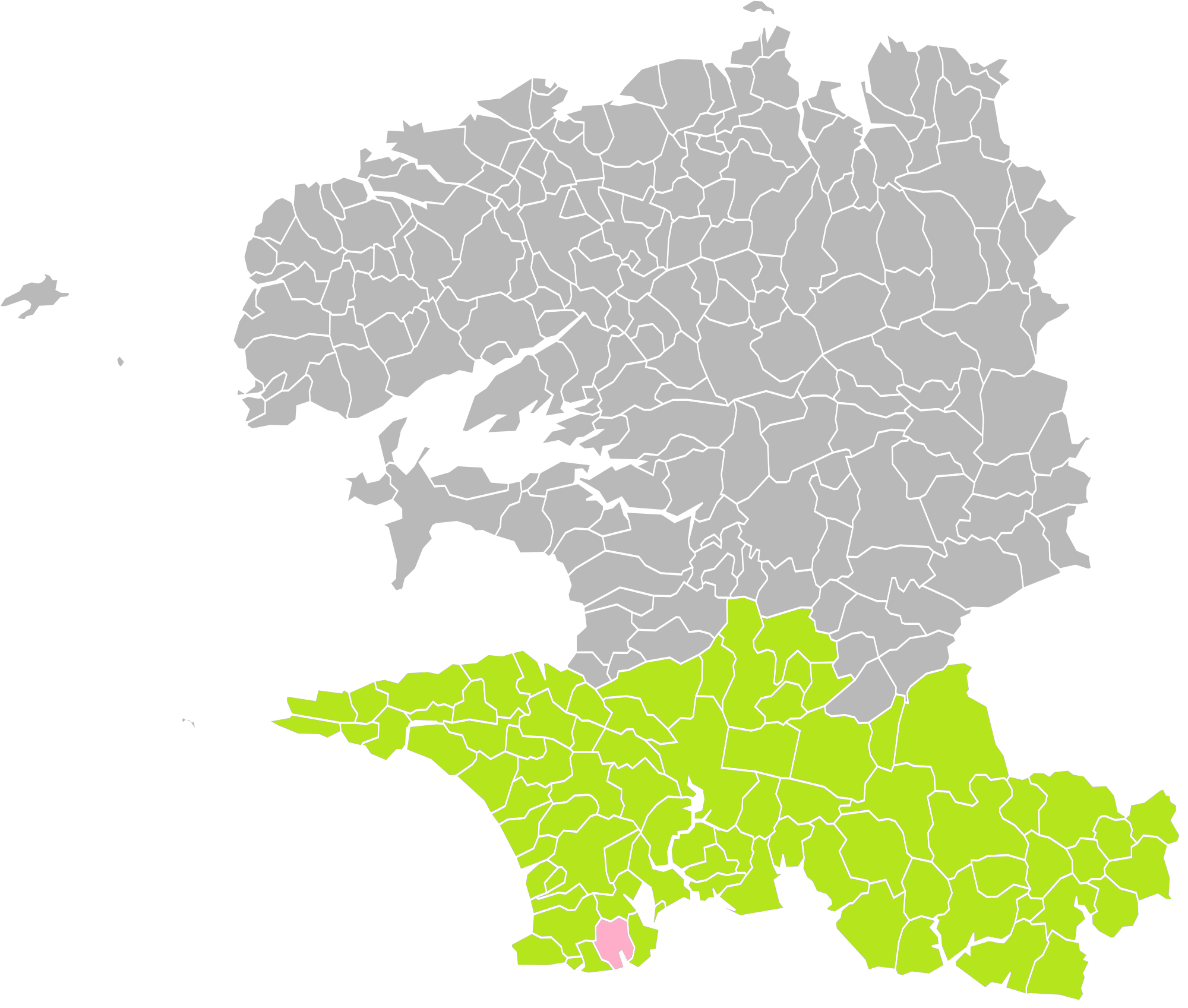

Plobannalec-Lesconil [plobanalɛk lɛskonil], est une commune du département du Finistère, dans la région Bretagne, en France. Située tout au sud de l'entité de tradition du Pays Bigouden, la commune est constituée de deux agglomérations : le bourg initial de Plobannalec, à l'intérieur des terres, de tradition rurale et conservatrice ; du port de pêche de Lesconil, plus au sud, de tradition maritime et d'opinion plus à gauche, qui commença à se développer au milieu du XIXe siècle, qui déclina à partir des années 1970, et dont l'activité de pêche au chalut disparaît dans les premières années du XXIe siècle. Le port obtient en 2018 le label de port d'intérêt patrimonial.
À présent, la commune est essentiellement résidentielle. Elle se concentre sur le développement du tourisme, proposant son port, ses rochers, son littoral, la ria du Ster de Lesconil, les plages proches, les mégalithes, le patrimoine religieux…
Du fait de l'historique de la commune, deux gentilés sont utilisés : Plobannalécois et Lesconilois.

## Géographie

### Localisation

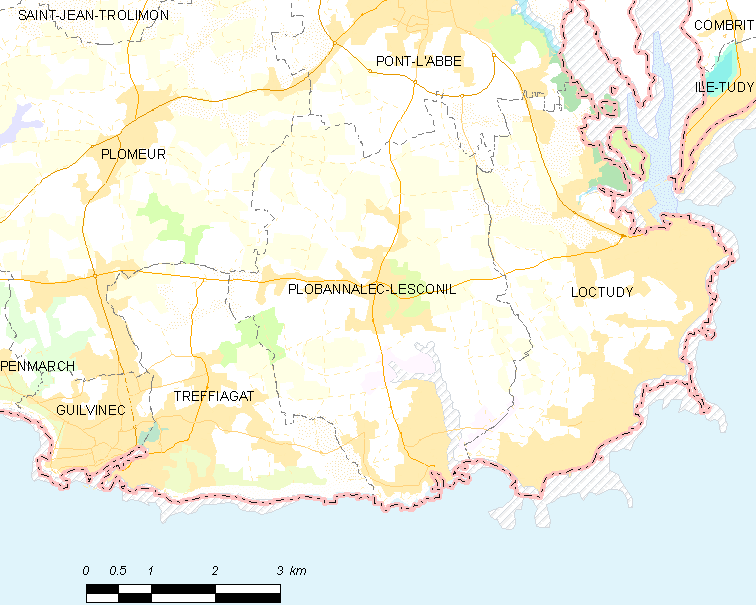
Carte de la commune de Plobannalec-Lesconil.

Plobannalec-Lesconil est une commune du Pays Bigouden située en bordure de l'océan Atlantique et proche de la ville de Pont-l'Abbé. Le territoire de la commune forme un vaste plan incliné vers l'océan et, de presque tous les points, la mer apparaît à l'horizon. La ria du Ster, un petit fleuve côtier qui a sa source dans la commune voisine de Plomeur, traverse la partie orientale de la commune, et séparait par le passé la paroisse de Plobannalec-Lesconil de celle de Plonivel, dont une bonne partie du territoire a été annexé par Plobannalec-Lesconil.
En 2005, la commune compte 3 221 habitants, répartis principalement entre deux villages : Plobannalec, village rural historique situé à l'intérieur des terres ; et, plus au sud, distant de trois kilomètres, Lesconil, port situé dans une anse rocheuse, face à la mer.
La partie littorale de la commune est, en dehors du port, assez étroite, comprenant essentiellement le rocher Goudoul et quelques autres rochers aux formes pittoresques. La plage des Sables Blancs à l'est, face à l'Anse de Lesconil, appartient à la commune de Loctudy, et les plages de Kersauz et Squividan, à l'ouest, à celle de Treffiagat.

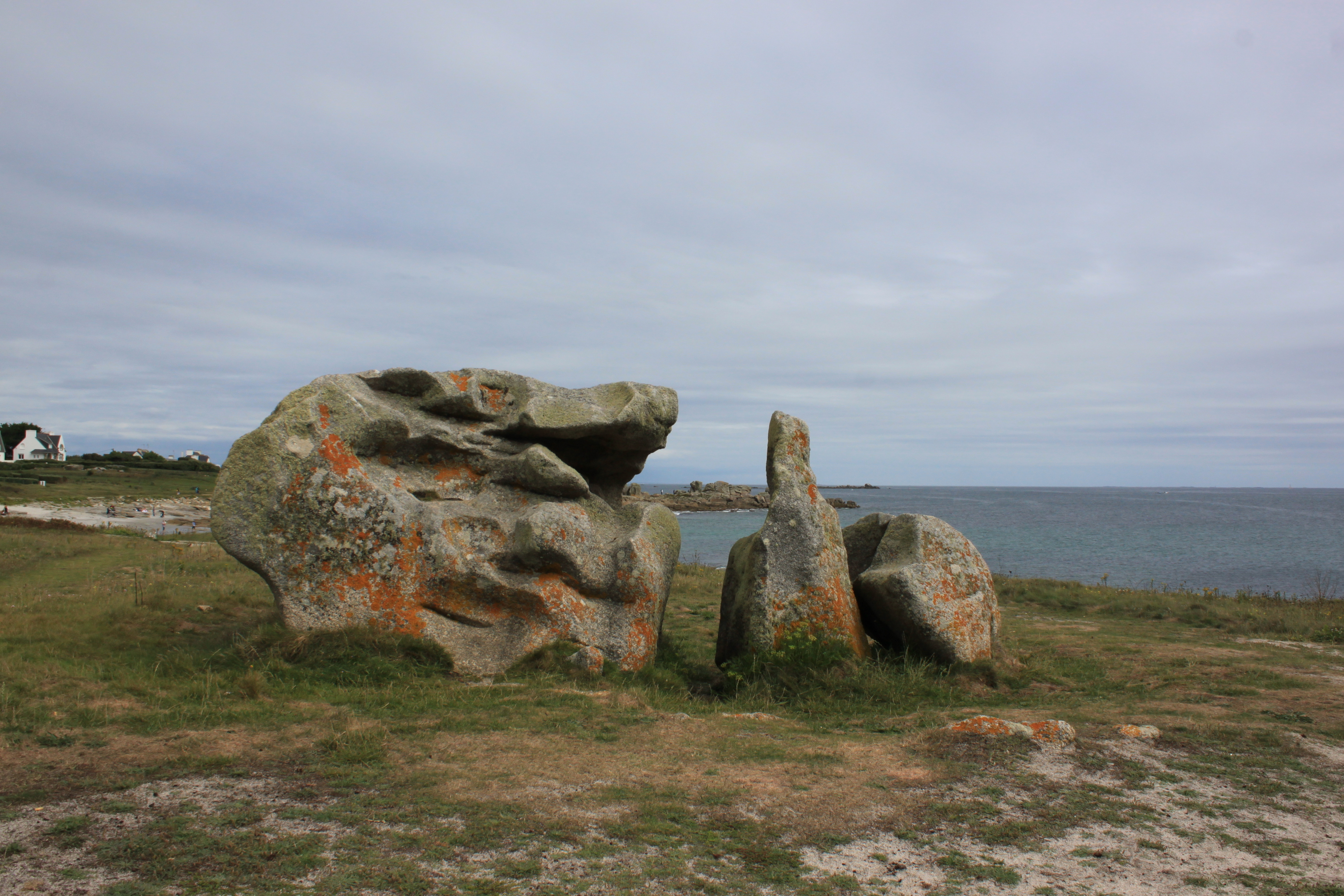
Lesconil : rochers granitiques du littoral 1.
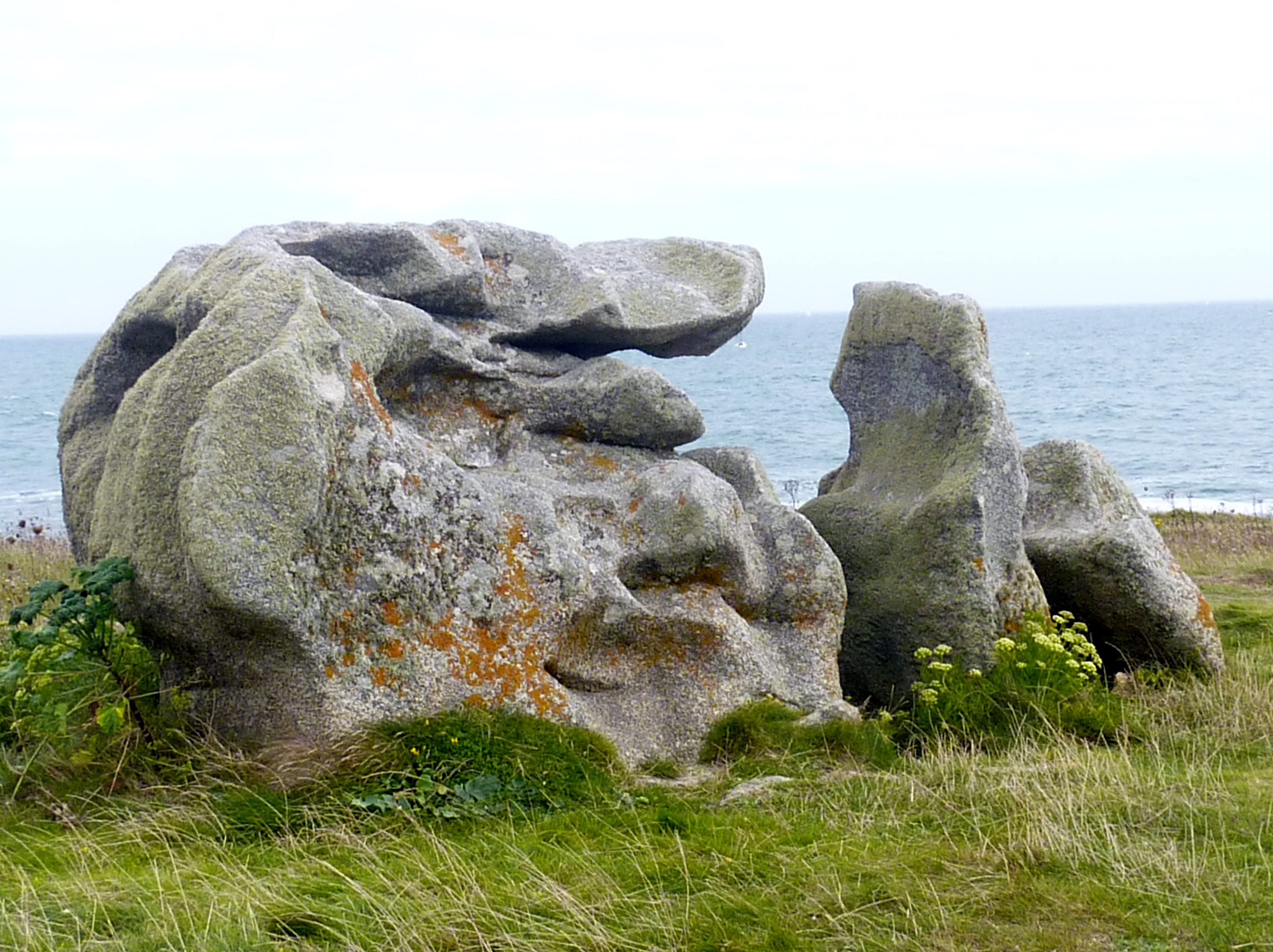
Lesconil : rochers granitiques du littoral 2.
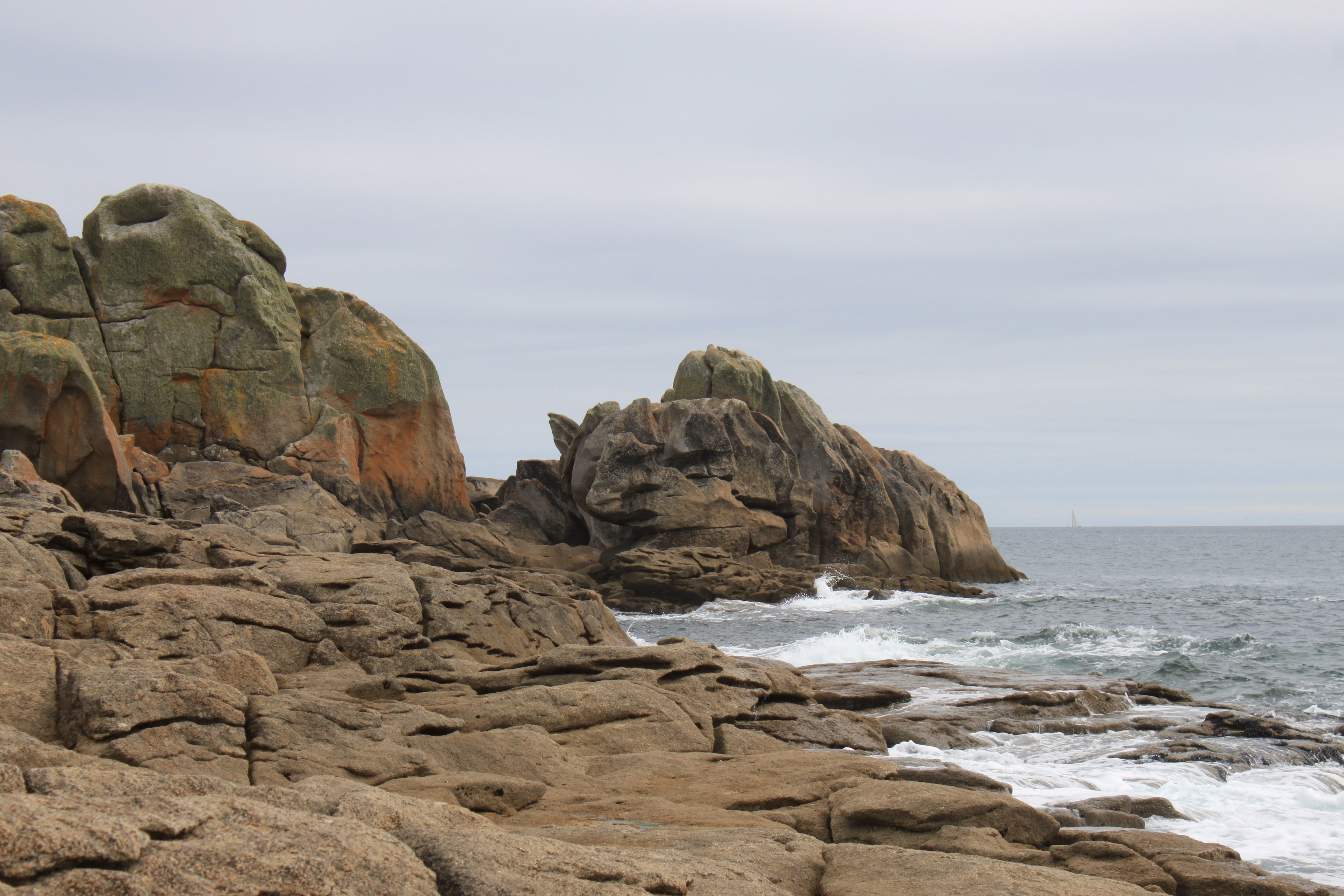
Lesconil : rochers granitiques du littoral 3.
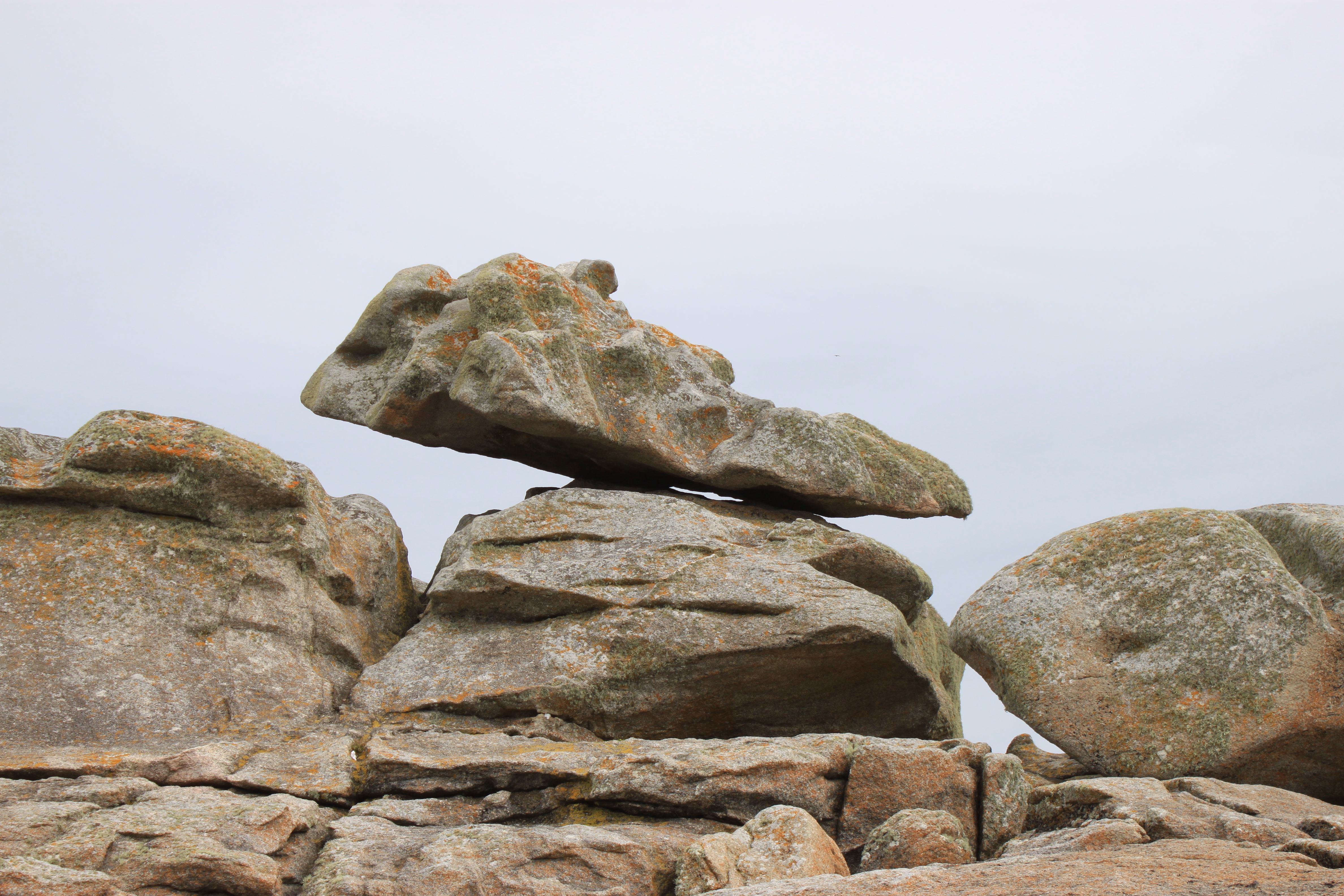
Lesconil : rochers granitiques du littoral 4.
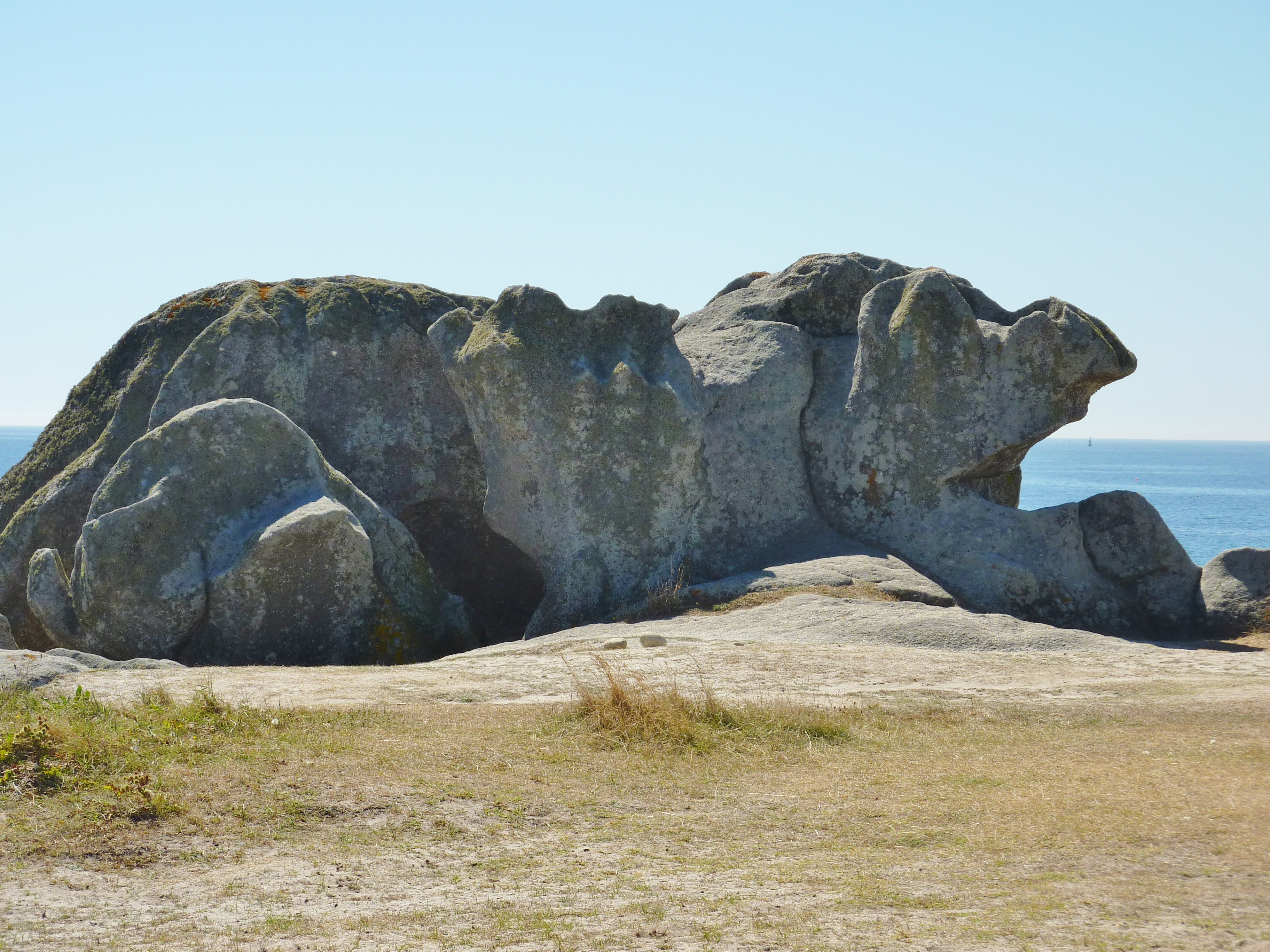
Lesconil : rochers granitiques du littoral 5.
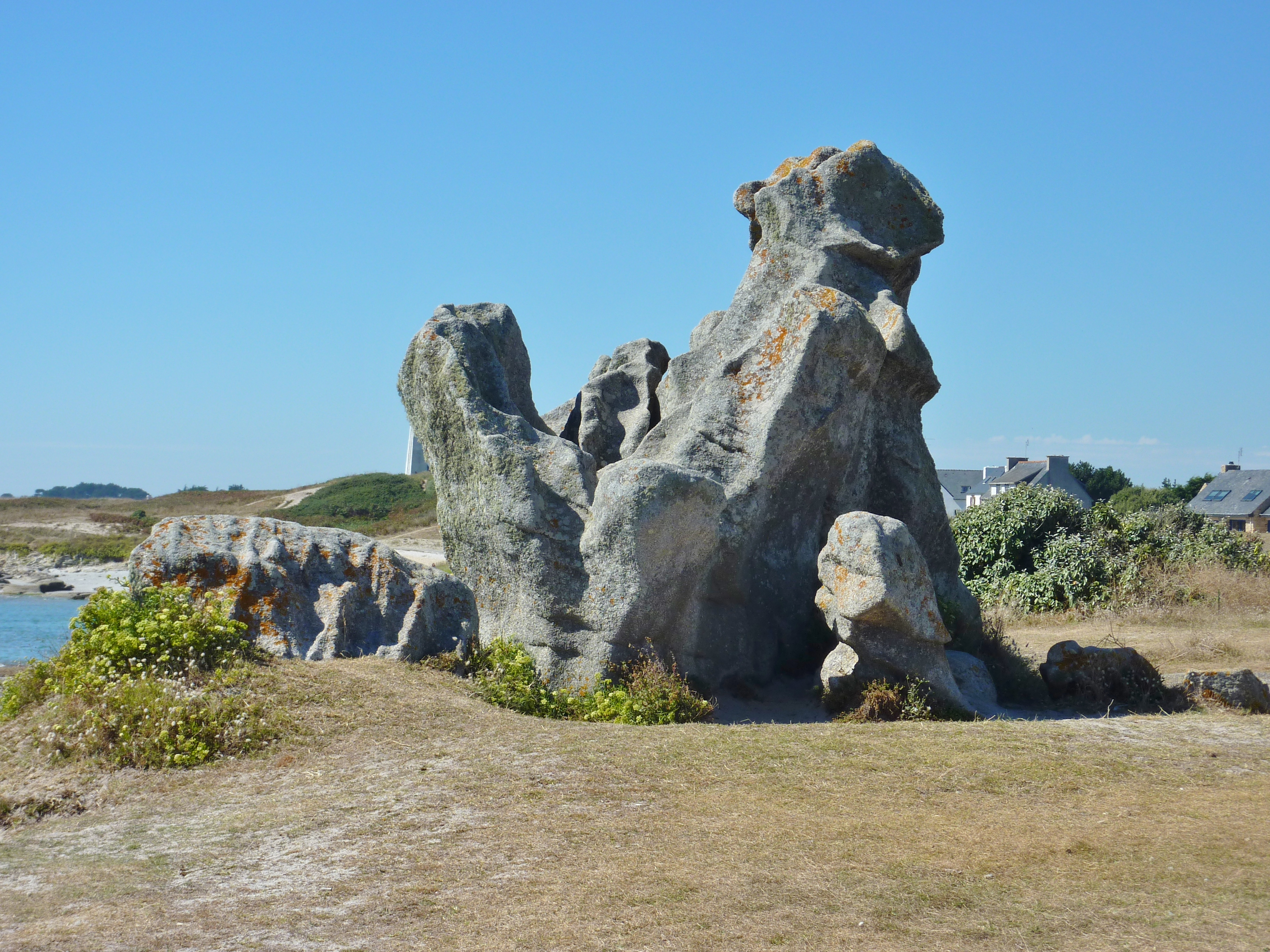
Lesconil : rochers granitiques du littoral 6.
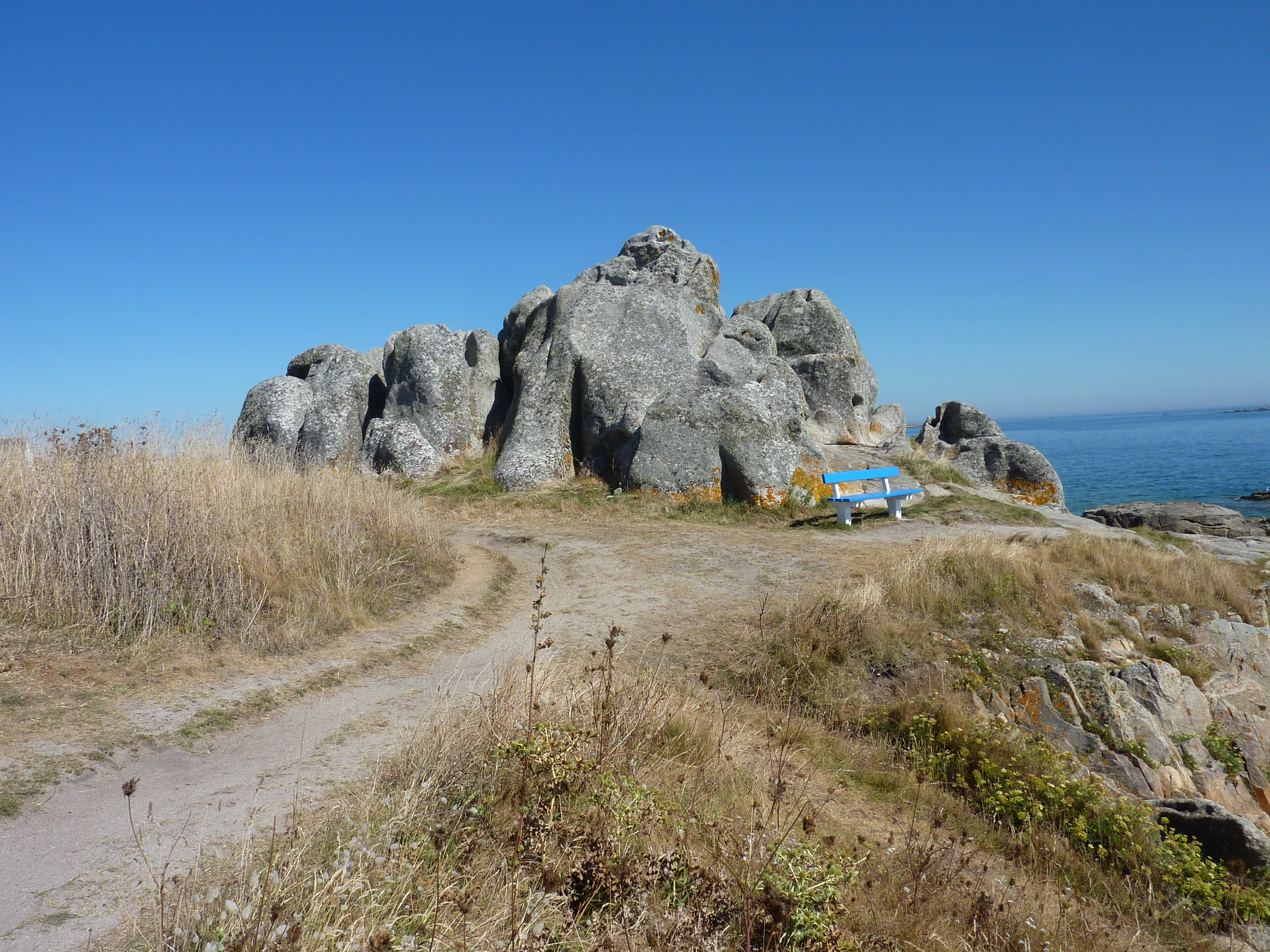
Lesconil : rochers granitiques du littoral 7.
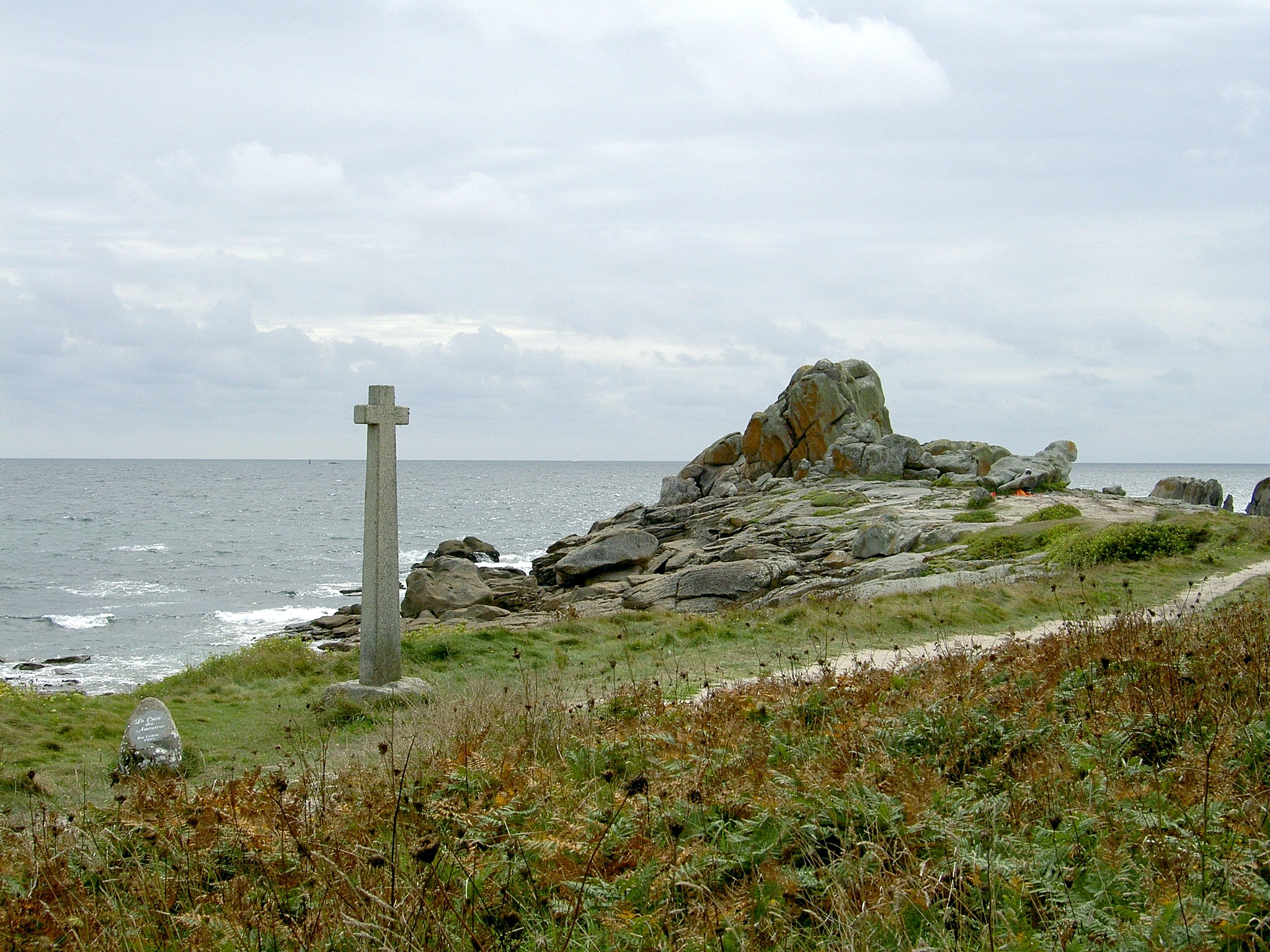
Lesconil : la « Croix des amoureux » et le littoral vers l'ouest.
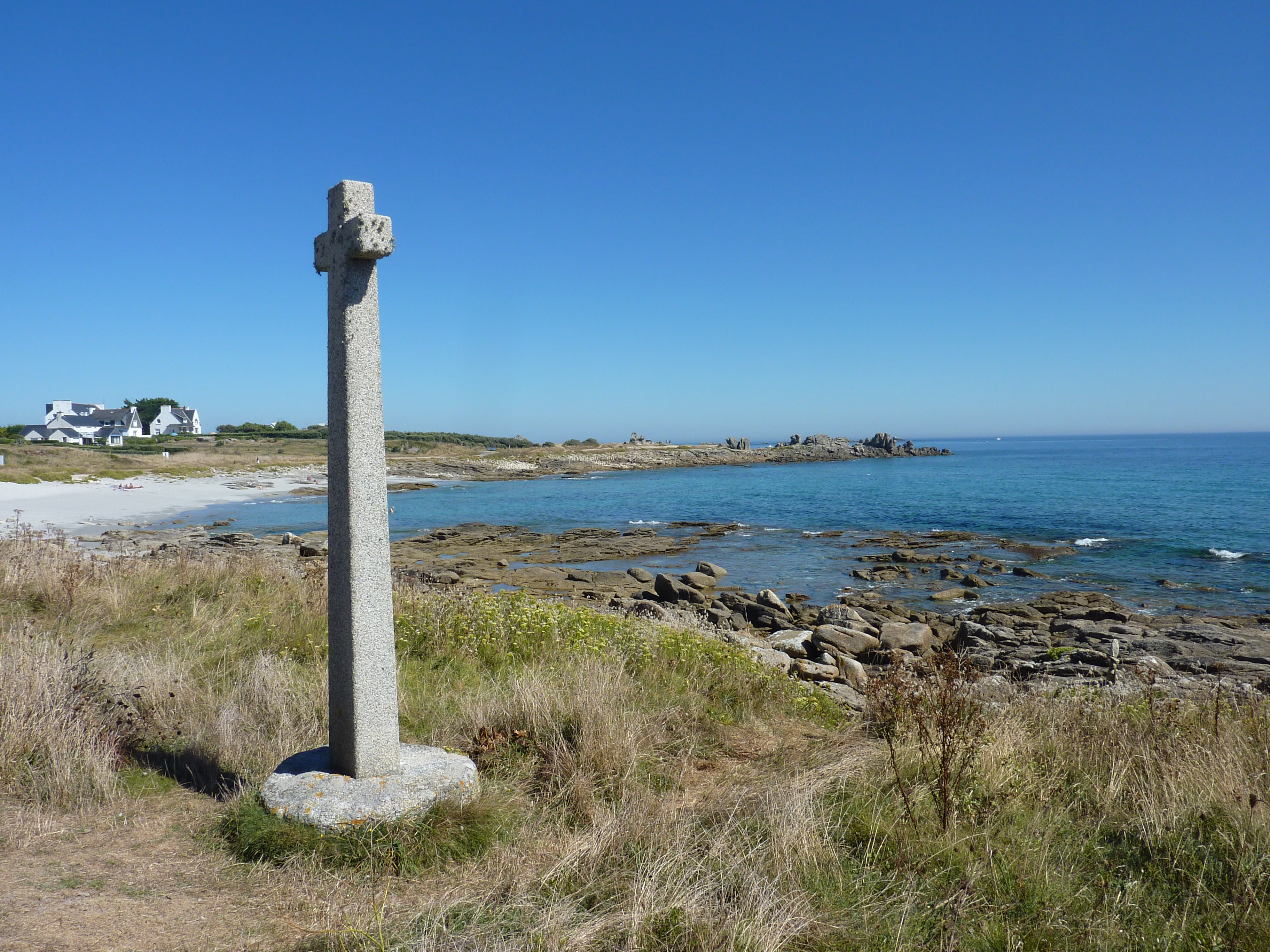
Lesconil : la « Croix des amoureux » et le littoral vers l'est.
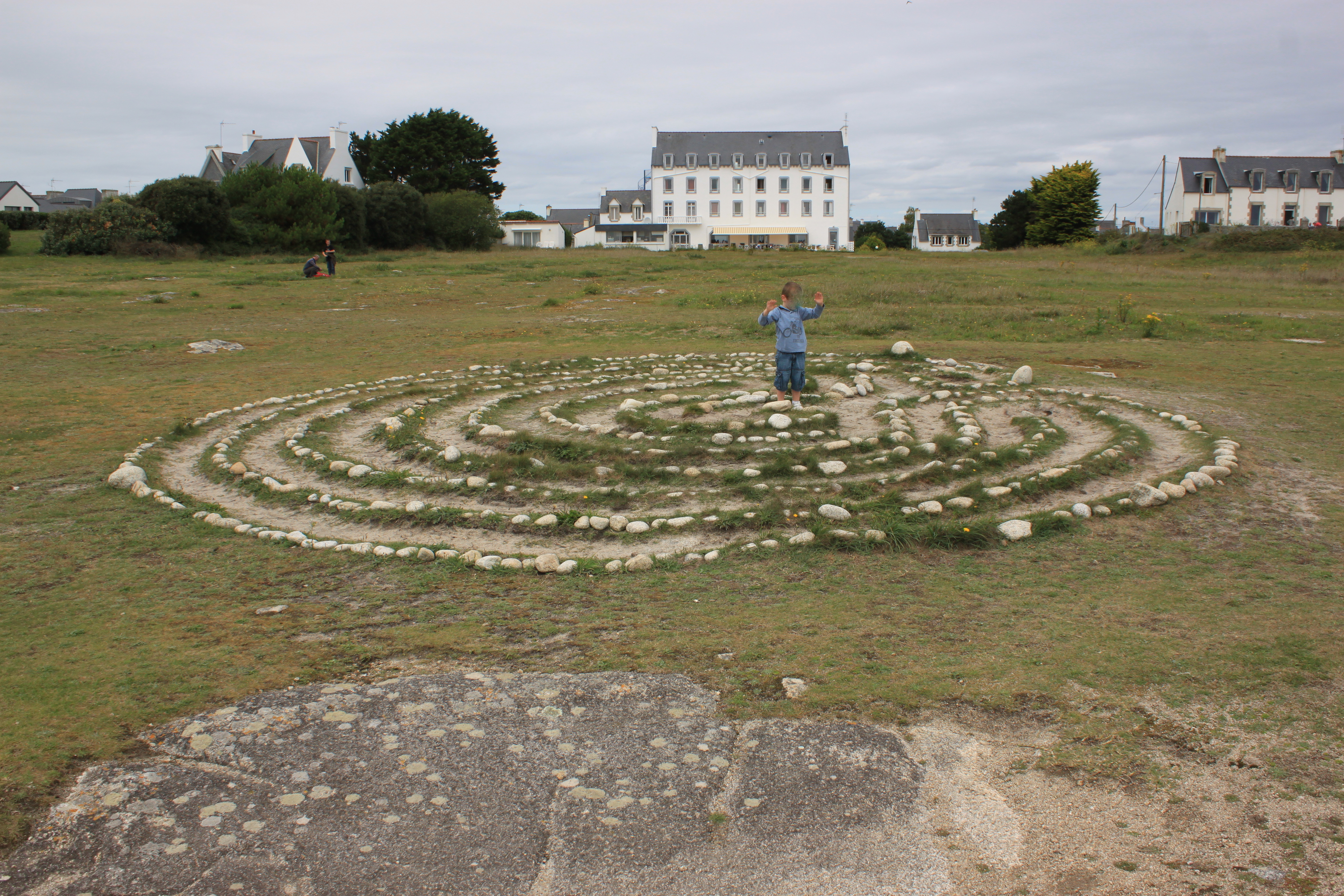
Lesconil : labyrinthe de galets dessiné sur la dune en 2011.

#### Communes limitrophes
| Plomeur              | Pont-l'Abbé          |         |
| Treffiagat-Léchiagat | Plobannalec-Lesconil | Loctudy |
|                      | Océan atlantique     |         |

### Géologie et relief

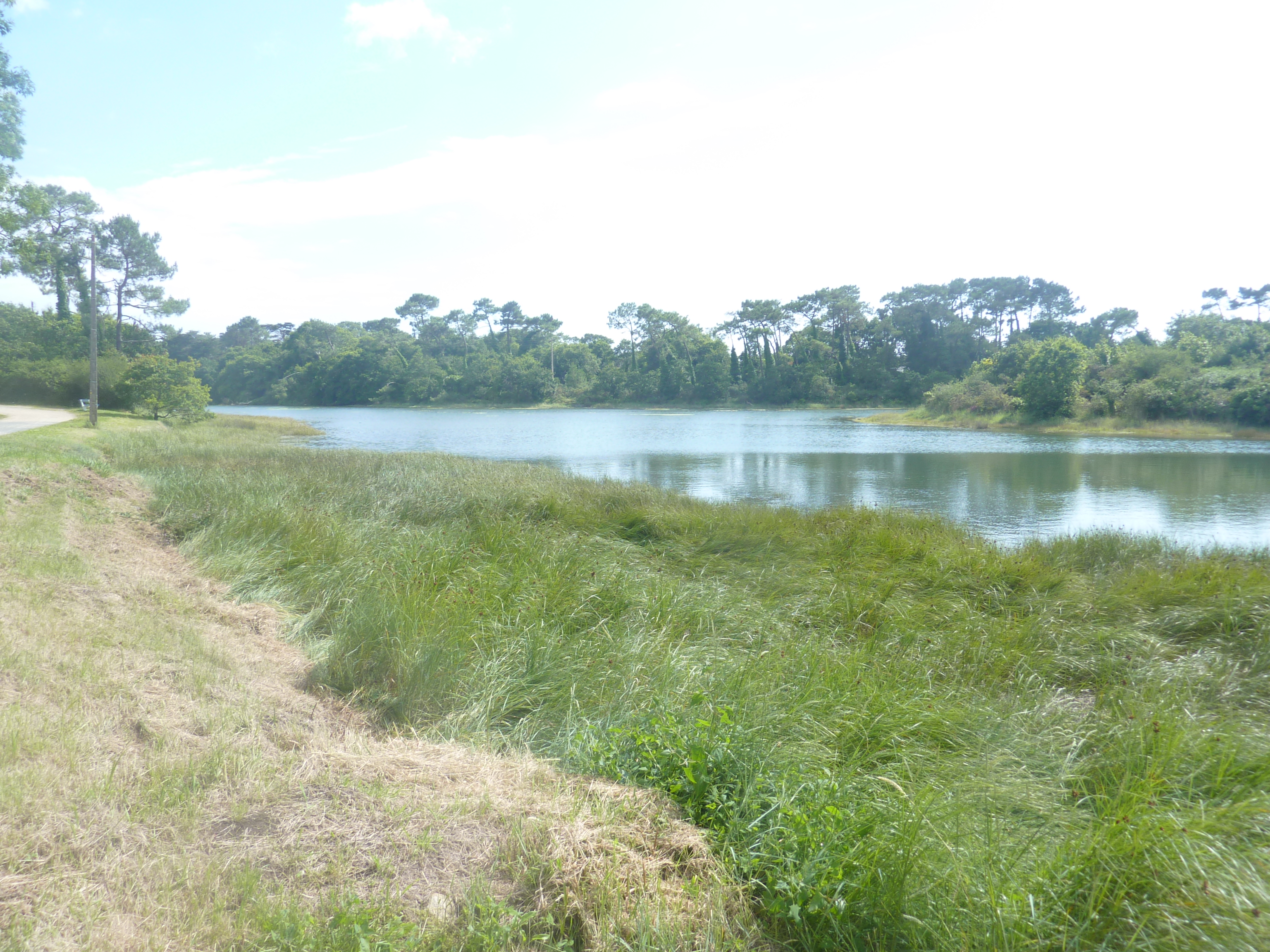
Plobannalec-Lesconil : la ria du Ster près de Kerhoas.

Plobannalec et Lesconil, ainsi que les communes voisines de Treffiagat, Loctudy, Le Guilvinec, Pont-l'Abbé, Combrit, les deux-tiers sud de Plomeur et une partie de Penmarch, sont constitués de leucogranite dit de Pont-l'Abbé. Ce leucogranite est un granite de teinte claire à deux micas (biotite et muscovite) ; il est le plus souvent à gros grain (comme dans les rochers du Goudoul ou à Men ar Groaz à Lesconil), mais peut aussi présenter un aspect plus feuilleté ou être fissuré par des diaclases, donnant alors à cause de l'érosion des rochers aux formes spectaculaires.

### Hydrographie
Le port est longé à l'est par une ria, le Ster (« rivière », en breton), qui remonte jusqu'à Plonivel, à toucher Plobannalec. Sur la rive droite, le Ster comporte une anse, le Ster Nibilik, qui fut le port originel de Lesconil.
De l'autre côté du port actuel, à l'ouest, la côte est une alternance d'avancées rocheuses, parfois imposantes, et de criques. À l'est du rocher Karreg Kreiz (« rocher du milieu »), se trouve une crique de galets, Porz ar Feunteun. Des suintements d'eau douce y ont donné naissance à une fontaine et à un premier lavoir rustique, délimité seulement par de gros galets. Un muret entourant le « trou d'eau douce » primitif est édifié vers 1920. Aux grandes marées, le lavoir est submergé. Il sert encore jusque dans années 1950.
À l'est, le long du Ster, se trouve la fontaine Pomp loch. À Menez Roz, est construit un lavoir. D'autres ruisseaux alimentaient des lavoirs, comme celui de Kerloc'h et celui du Ster Nibilik, un bras du Ster. Une partie du Ster Nibilik est maintenant comblée, de même que le lavoir.
L'ensemble du territoire reste proche du niveau de la mer, malgré les noms de certains quartiers comme le Menez Veil (« la colline du moulin ») à Lesconil, qui culmine à 27 mètres.

### Les problèmes suscités par l'aménagement du Ster
La construction en 1967 du pont-barrage sur le Ster a perturbé la circulation des sédiments, l'effet de chasse du courant de jusant étant fortement amoindri ; les sables s'accumulent désormais à l'entrée de la ria et à l'intérieur de celle-ci, ce qui provoque une nette progression des surfaces recouvertes de plantes halophiles.
Des travaux ont été réalisés en 2013, notamment l'ouverture d'une seconde passe dans le pont-digue afin d'améliorer l'effet de chasse de l'eau contenue dans la ria à marée descendante, mais le résultat de ces travaux reste assez décevant.

### Climat
Pour des articles plus généraux, voir Climat de la Bretagne et Climat du Finistère.
En 2010, le climat de la commune est de type climat océanique franc, selon une étude du CNRS s'appuyant sur une série de données couvrant la période 1971-2000. En 2020, Météo-France publie une typologie des climats de la France métropolitaine dans laquelle la commune est exposée à un climat océanique et est dans la région climatique Bretagne orientale et méridionale, Pays nantais, Vendée, caractérisée par une faible pluviométrie en été et une bonne insolation. Parallèlement l'observatoire de l'environnement en Bretagne publie en 2020 un zonage climatique de la région Bretagne, s'appuyant sur des données de Météo-France de 2009. La commune est, selon ce zonage, dans la zone « Littoral », exposée à un climat venté, avec des étés frais mais doux en hiver et des pluies moyennes.
Pour la période 1971-2000, la température annuelle moyenne est de 12,2 °C, avec une amplitude thermique annuelle de 10,4 °C. Le cumul annuel moyen de précipitations est de 983 mm, avec 15 jours de précipitations en janvier et 7,3 jours en juillet. Pour la période 1991-2020, la température moyenne annuelle observée sur la station météorologique la plus proche, située sur la commune de Pont-l'Abbé à 5 km à vol d'oiseau, est de 13,0 °C et le cumul annuel moyen de précipitations est de 1 012,0 mm,. Pour l'avenir, les paramètres climatiques de la commune estimés pour 2050 selon différents scénarios d’émission de gaz à effet de serre sont consultables sur un site dédié publié par Météo-France en novembre 2022.

### Voies de communication et transports

#### Voies routières
- Venant de Quimper, la voie express D 785 conduit à Pont-l'Abbé. La D 102 mène ensuite à Plobannalec, puis à Lesconil.
- L'axe Saint-Guénolé-Loctudy (D 53) traverse Plobannalec d'ouest en est.

#### Transports
- La gare de Quimper est à 23 kilomètres de Plobannalec et à 26 kilomètres de Lesconil.
- L'aéroport de Quimper-Bretagne est à 19 kilomètres de Plobannalec et à 22 kilomètres de Lesconil.

## Urbanisme

### Typologie
Au 1er janvier 2024, Plobannalec-Lesconil est catégorisée bourg rural, selon la nouvelle grille communale de densité à 7 niveaux définie par l'Insee en 2022.
Elle appartient à l'unité urbaine de Penmarch, une agglomération intra-départementale dont elle est ville-centre,. Par ailleurs la commune fait partie de l'aire d'attraction de Quimper, dont elle est une commune de la couronne,. Cette aire, qui regroupe 58 communes, est catégorisée dans les aires de 200 000 à moins de 700 000 habitants,.
La commune, bordée par l'océan Atlantique, est également une commune littorale au sens de la loi du 3 janvier 1986, dite loi littoral. Des dispositions spécifiques d’urbanisme s’y appliquent dès lors afin de préserver les espaces naturels, les sites, les paysages et l’équilibre écologique du littoral, tel le principe d'inconstructibilité, en dehors des espaces urbanisés, sur la bande littorale des 100 mètres, ou plus si le plan local d’urbanisme le prévoit.

### Occupation des sols

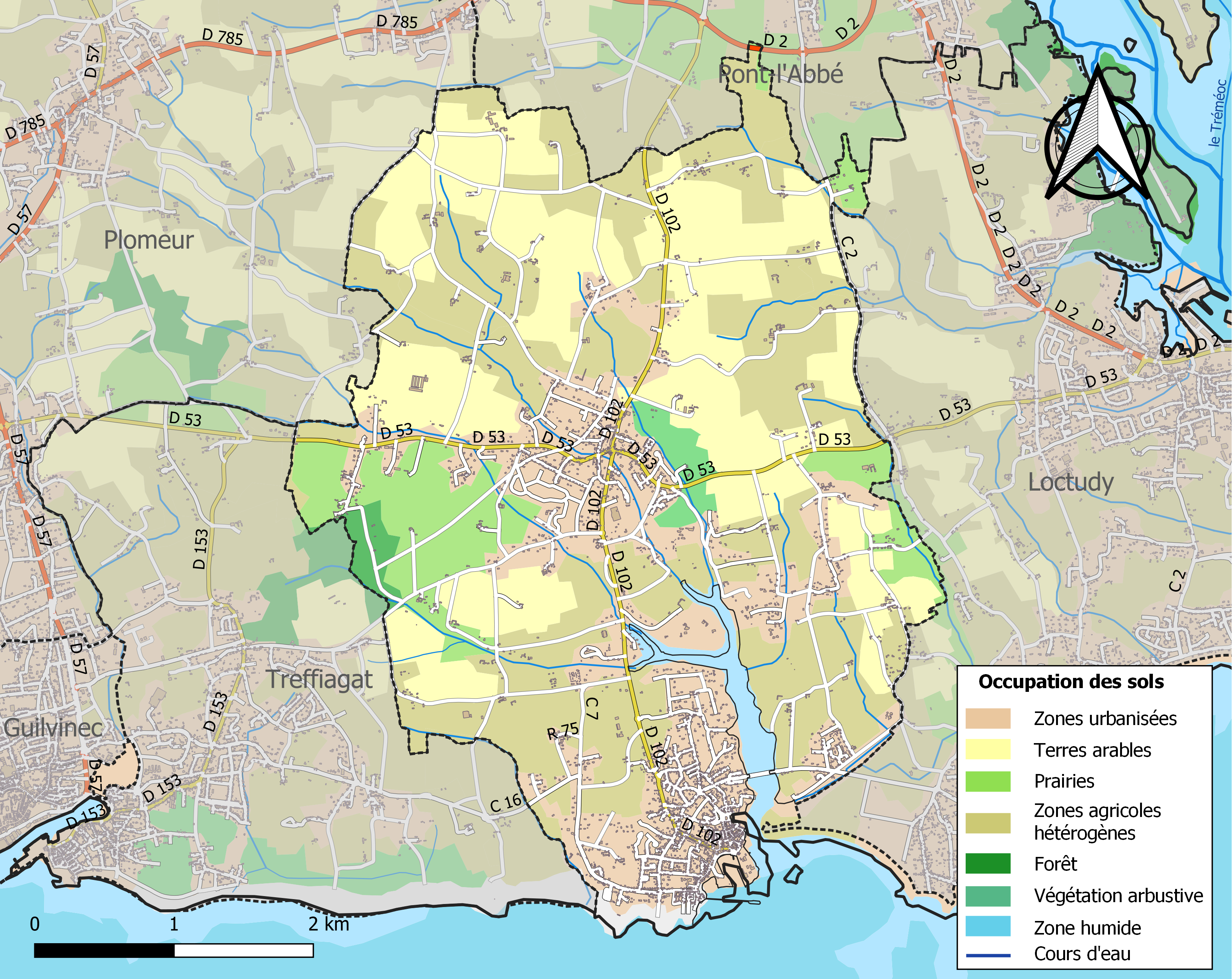
Carte des infrastructures et de l'occupation des sols de la commune en 2018 (CLC).

L'occupation des sols de la commune, telle qu'elle ressort de la base de données européenne d’occupation biophysique des sols Corine Land Cover (CLC), est marquée par l'importance des territoires agricoles (71,9 % en 2018), en diminution par rapport à 1990 (77,7 %). La répartition détaillée en 2018 est la suivante :
zones agricoles hétérogènes (35,5 %), terres arables (27,9 %), zones urbanisées (21,7 %), prairies (8,5 %), espaces verts artificialisés, non agricoles (2,9 %), milieux à végétation arbustive et/ou herbacée (1,4 %), forêts (1 %), espaces ouverts, sans ou avec peu de végétation (0,6 %), zones humides côtières (0,5 %), eaux maritimes (0,1 %).
L'IGN met par ailleurs à disposition un outil en ligne permettant de comparer l’évolution dans le temps de l’occupation des sols de la commune (ou de territoires à des échelles différentes). Plusieurs époques sont accessibles sous forme de cartes ou photos aériennes : la carte de Cassini (XVIIIe siècle), la carte d'état-major (1820-1866) et la période actuelle (1950 à aujourd'hui).

## Toponymie
Le nom breton actuel de la commune est Pornaleg-Leskonil[réf. nécessaire].
Le nom de la localité est attesté sous la forme Ploebanazloc vers 1330, Ploe Banazleuc en 1368, Ploevanazleuc en 1372, Plobanalec au XVe siècle, Ploebanazlec en 1426 et en 1533, Ploubalanec en 1610 et Plobannalech, au XIXe siècle.
Le nom de Plobannalec est formé de Plouev (terme issu latin Plebem = peuple) qui correspond à l'organisation territoriale mise en place par les Bretons lors de leur installation en Armorique. Le plus souvent, Plouev est suivi d'un nom de saint. Ce n'est pas le cas ici. Le second élément est en effet le vieux-breton Banadloc (cf. forme de 1330) qui signifie "genêtière" (ou « genêtaie, champ de genêts »). L'orthographe moderne de ce terme est Banaleg. Sa racine Banal (=genêt) se retrouve dans Penbanal et probablement Lesnaleg autres lieux-dits de la commune. Le nom est aujourd'hui prononcé Pornaleg ([pɔʁˈnɑːlək] ou [pɔʁˈnɑˑʷlɪk]) en breton. Bernard Tanguy (Dictionnaire des Noms de Communes du Finistère) note à ce sujet que "la prononciation bretonne actuelle Pornaleg s'explique à partir d'une forme mutée Plovanalec, abrégée en Ploanaleg, puis Plonalec, devenue par métathèse Polnalec et par dissimilation Pornaleg".
La première forme connue de Lesconil est, en 1545, Lescoulyn. Le premier élément Les- représente l'appellatif toponymique Lez (Les- devant consonne). Il est issu de l'ancien breton les, lis « habitation enclose » proche parent du gallois llys et du cornique lys qui signifient « manoir, cour ». Il recouvre deux réalités distinctes en toponymie : une lisière, bordure ou bien une cour de justice et résidence seigneuriale, servant éventuellement de refuge en cas de danger. En revanche, l'élément -conil n'est pas identifié avec certitude, peut-être s'agit-il du nom d’un personnage influent. Toujours est-il que la forme primitive semble être -coulyn devenue -conil par métathèse. Coulyn a été rapproché du gallois colyn « pointe, épi » (un hameau portant le même nom, Lesconil, existe aussi à Poullan-sur-Mer, près de Douarnenez).
La forme moderne populaire la plus employée en Breton est Leskon [lɛsˈkõːn], par contraction de la dernière syllabe sous l'effet de l'accent tonique pénultième. Toutefois, la forme pleine Leskonil [lɛsˈkõːnɨl] n'était pas inconnue des brittophones locaux, ce qui justifie son emploi officiel[réf. nécessaire].
Le 1er février 2001, la commune prend officiellement son nom actuel. Composé des noms des deux localités, il indique leur importance équivalente.

## Histoire
La zone de la commune a dû connaître une activité humaine au néolithique, puisque le dolmen de Menez Goarem ar Feunteun et le cairn de Quélarn datent de cette période. Il n'existe pas d'autres traces précises.
L'histoire du village n'est pas très fournie, Plobannalec ayant été un petit bourg agricole semblable à ses voisins. C'est le développement industriel et touristique de son hameau côtier, Lesconil, qui a laissé le plus de traces.

### Histoire de Plobannalec

#### Préhistoire

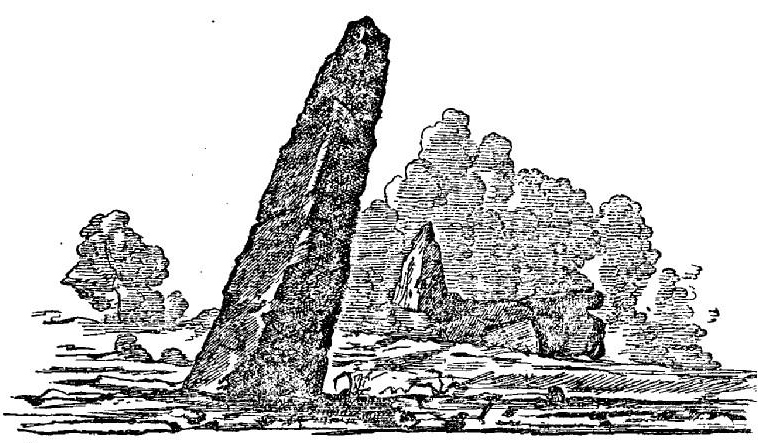
Le menhir de Kervintic (dessiné en 1881 par Paul du Châtellier) désormais disparu.

Selon Paul du Châtellier, la commune de Plobannalec-Lesconil est, de toutes les communes de l'arrondissement de Quimper, celle qui possède le plus grand nombre de monuments mégalithiques. « Les villages de Quélarn, du Moustoir, de Kerviniou, de Kerfeuns et de Kervadel n'ont pas loin de vingt à trente dolmens ou menhirs et celui de Lesconil renferme un espace de dix à douze hectares tout couvert d'une vaste nécropole dans laquelle on remarque plusieurs dolmens et allées couvertes, avec ou sans tumulus, donnant accès à de nombreuses chambres funéraires à ciel ouvert, telles que celles que j'ai exploré à Kervilloc et à Pen-ar-Menez, en Treffiagat ».
La nécropole de Lesconil comprend « plus de 15 groupes importants de sépultures, galeries couvertes, tumulus, coffres funéraires, dans lesquels Paul du Chatellier a trouvé de nombreux restes incinérés, des charbons, des cendres. (...) Les objets recueillis dans ces fouilles sont des vases et écuelles en terre, des fragments de poterie grossière, des éclats de silex, des grattoirs, des haches polies dont une en diorite et une en silex, un polissoir en grès ; des objets en bronze, haches à ailerons, à talon, à bords droits, fragments d'épées, lames de poignards, poinçons en os, enfin des lamelles plates d'ambre percées de trous (...) prouv[ant] que ces populations primitives faisaient des échanges avec des habitants de contrées fort éloignées. Cette vaste nécropole a donné des sépultures de la fin de l'âge de la pierre polie et du commencement du bronze. Elle a servi de champ de repos à des populations dont le mode d'inhumation usité était l'incinération. (...) À l'époque préhistorique, [ce plateau] a dû être habité par une population considérable. Aujourd'hui encore, il est occupé par de nombreux marins qui vivent de la pêche comme leurs devanciers. Malheureusement les pêcheurs modernes ont ravagé les monuments préhistoriques pour en utiliser les matériaux nécessaires à leurs constructions ».
Le tumulus de Quélarn (Kéléarn), haut de 4 mètres pour un diamètre variant de 16 à 52 mètres, possédait 27 chambres funéraires. Un dolmen et plusieurs menhirs se trouvaient à proximité, ainsi que trois autres dolmens dans le village voisin de Tronval, situé à environ 150 mètres de là. Selon des fouilles menées plus récemment par l'archéologue Pierre-Roland Giot, il s'agissait initialement d'un cairn de 50 mètres de long, contenant 6 dolmens, menant à une chambre funéraire géante de 8 mètres sur 8 mètres. Il subsiste encore sur place deux dolmens et un menhir d'à peu près 2 mètres de haut.
Le menhir de Kervintic a été décrit en 1888 (il était haut de 3,9 mètres, large de 1,8 mètre et était penché), mais il a été détruit depuis. D'autres mégalithes subsistent : le dolmen de Kervignon et le menhir couché de Kerdalaë (dit aussi de Kerloc'h) à Plonivel : il est tombé lors d'une tempête en 1929, fragilisé par les fouilles effectuées et des labours trop rapprochés ; il est classé monument historique depuis le 18 janvier 1932, mais a été déplacé en bordure d'un chemin.

#### Antiquité

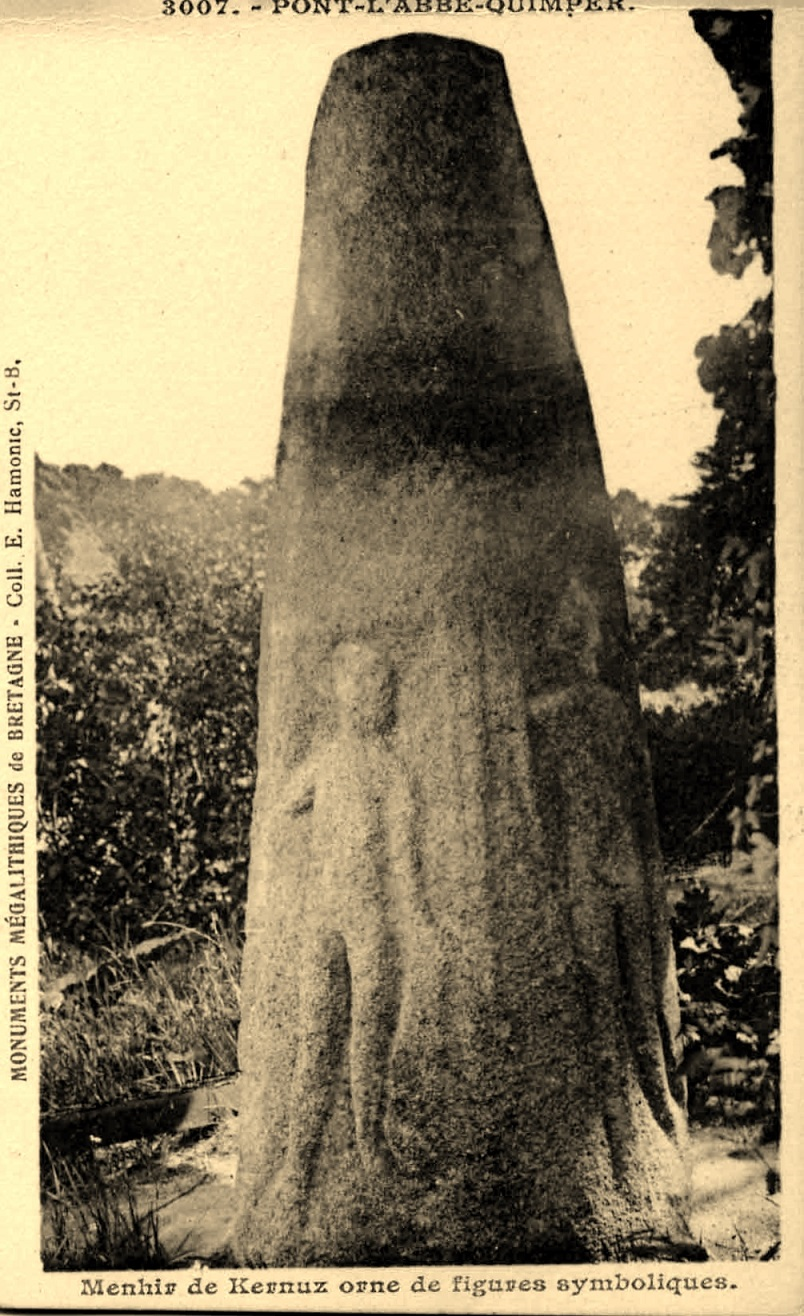
Le menhir-autel de Kernuz (trouvé à Kerdavel en Plobannalec par Paul du Chatellier)

Le témoignage le plus remarquable de Plobannalec-Lesconil est la stèle de Kerdavol - ou kerdavel - qui a été trouvé enfoui couché dans un champ dénommé Cornic Saint-Alour en breton ("Parcelle de Saint-Alour") à 800 mètres environ des ruines de l'ancienne chapelle Saint-Alour. Saint Alour est d'ailleurs le saint protecteur de la paroisse de Plobannalec et il est probable que ce saint évangélisateur soit le responsable de cet renversement et enfouissement. En 1878, lorsqu'il a été découvert par Paul du Chatellier, le paysan propriétaire de la parcelle s'apprêtait à faire éclater par un carrier cette pierre qui gênait son travail agricole en plein milieu de la parcelle ; Paul du Chatellier l'acheta et le fit déplacer et remonter dans sa propriété de Kernuz : il est parfois nommé "menhir-autel de Kernuz". Ce mégalithe est en fait une stèle gauloise ayant probablement fait l'objet d'une réutilisation, d'un recyclage ou d'un aménagement à la période romaine.

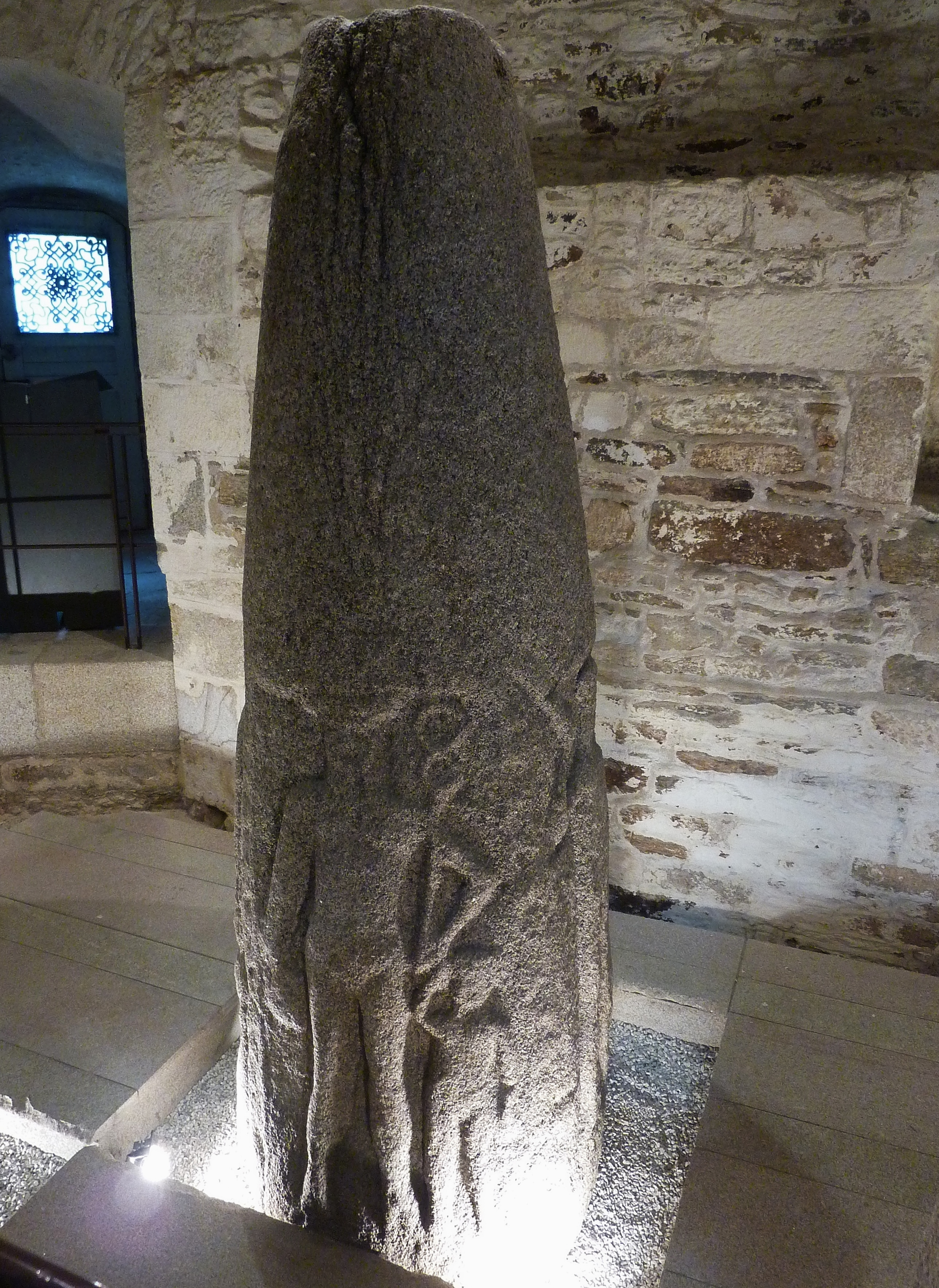
Stèle gauloise romanisée, dite "pierre aux quatre dieux" (musée départemental breton de Quimper)

Sur le pourtour de ce cône tronqué de 3 mètres de long sont sculptées sept figures d'une hauteur moyenne de 1,30 mètre, interprétées comme des figures divines - Hercule, Mars, Apollon, Hygie-Sirona, Mercure et un petit personnage non identifié. Tous sont nus et représentés de face sauf le personnage féminin, vêtue et vue de profil. La première interprétation de ce monument en faisait un menhir transformé en lieu de culte consacré à Mercure à l'époque gallo-romaine, avant d'être détruit lors de la christianisation.

#### Moyen Âge
Plobannalec est fondé entre le Ve et le VIe siècle et fait partie des paroisses de l'Armorique primitive. La paroisse, qui englobe alors Treffiagat et une partie du territoire actuel de Pont-l'Abbé, appartient à la seigneurie de Quéménet, dite encore Quéménet-Even, à l'origine du nom de la commune de Quéménéven (car il aurait appartenu à Even, comte de Léon au Xe siècle, puis à sa descendance), châtellenie des vicomtes du Léon enclavée dans le comté de Cornouaille au XIIe siècle qui s'étendait à l'origine dans les deux pagi (« pays ») du Cap Sizun et du Cap Caval, enclavée dans le comté de Cornouaille au Xe siècle, mais qui au XIIIe siècle ne se composait plus que d'une douzaine de paroisses au sud-ouest et à l'ouest de Quimper. En 1328, la sergenterie de Plobannalec est réunie à la baronnie du Pont à la suite du mariage d'Hervé IV du Pont-l'Abbé avec Mahaud de Léon. En 1362 est construite (dans la partie de la paroisse qui appartient désormais à Pont-l'Abbé à proximité de l'actuelle Place Gambetta) la chapelle Saint-Yves, où les seigneurs de Kerbleustre avaient droit de prééminence.
Le 3 janvier 1464, Jean Régnier est nommé curé de Plobannalec et "dispensé d'idiome" (c'est-à-dire bien qu'il ne parle pas le breton, seule langue parlée par les paroissiens) par le pape Pie II.
La montre de l'évêché de Saint-Brieuc organisée en 1469 cite un certain François Geslin, « archer pour Plobannalec » et, selon Jean-Baptiste Ogée, la famille Geslin possédait des fourches patibulaires à Plobannalec.
En 1481, un seigneur de Kernuz (Kernuz dépendait alors de Plobannalec ainsi qu'une partie du territoire de l'actuelle ville de Pont-l'Abbé) est présent à la montre de Cornouaille. La famille de Kernuz se fondit ensuite dans celle de Plœuc, puis de Riou, puis d'Esclabissac, une famille originaire d'Auvergne.

#### Époque moderne
La famille des Rohan, héritière de la seigneurie de Plobannalec, la vend en 1655. Celle-ci forme alors, avec le territoire de Plonéour et de Plovan, la châtellenie de Lesnarvor. Le seigneur de Plobannalec a droit de haute justice.
Plobannalec participe, comme toute la région, à la révolte des Bonnets rouges en 1675. En juillet 1675, « quelques mutins et gents soulevés dans les paroisses de Plomeur et de Treffiagat (...) dévastèrent le manoir de Lestrédiagat, paroisse de Treffiagat, et le manoir de Brénauvec, trève de Plobannalec, appartenant à Messire René du Haffon, seigneur de Lestrédiégat. Ils en arrachèrent jusqu'aux ardoises des toits ».
Le fief de Plobannalec est cédé en 1689 à la baronnie du Pont, une des plus importantes de Basse-Bretagne (son territoire englobe le bourg de Pont-l'Abbé et une dizaine de paroisses avoisinantes,). En 1731, un aveu des seigneurs de Pont-Croix, la famille de Rosmadec, indique qu'ils disposent des droits seigneuriaux sur les terres de l'ancienne seigneurie de Quéménet, comprenant les manoirs de Kerullut, Le Cosquer, Sequer, Kerloc'h, Kertallec, Trebechoret, Kerollain, Kerlaouenan, Potvellec, Kerfeuntenic, etc.
Dans la seconde moitié du XVIIIe siècle, Plobannalec perd une dizaine de hameaux attribués à Pont-l'Abbé.
En 1759, une ordonnance de Louis XV ordonne à la paroisse de Ploubanalec [Plobannalec] de fournir 17 hommes et de payer 111 livres pour « la dépense annuelle de la garde-côte de Bretagne ».
En 1778, Jean-Baptiste Ogée indique que la paroisse de Plobannalec compte 2 200 communiants, que « les terres y sont fertiles en toutes sortes de grains ; mais il y en a bien d'incultes pour la mauvaise qualité du sol ».

#### Révolution française
Sébastien Biger et Louis Le Run furent désignés comme délégués de la paroisse de Plobannalec, qui comprenait alors 133 feux, à l'assemblée électorale de la sénéchaussée de Quimper pour les États généraux de 1789.
En 1790 la paroisse de Plonivel disparaît au profit des paroisses de Plobannalec et de Loctudy, qui se partagent son territoire, et qui deviennent des communes. L'église paroissiale Saint-Brieuc est maintenant une chapelle. La commune de Plobannalec englobe le hameau de Lesconil et annexe une dizaine de hameaux qui appartenaient à Loctudy et deux qui dépendaient de Plomeur, mais perd le quartier de la place du Marchallac'h, attribué à la nouvelle commune de Pont-l'Abbé.
La loi du 12 septembre 1791 transforma même momentanément la paroisse de Treffiagat en une succursale de celle de Plobannalec.
Marie-Hyacinthe de Geslin est né le 3 juillet 1768 au château de Kerlut en Plobannalec. Seigneur de Pennarun (le manoir de Pennarun se trouve en Ergué-Gabéric) et de Quimperlé, il fut réputé être, selon un rapport de gendarmerie, « un des plus cruels parmi les chouans qu'il commandait. Surnommé "le chouan de Pennarun", il a dirigé une grande partie des assassinats qui ont eu lieu dans le Finistère ». Il est mort le 1er novembre 1832 à Quimperlé. La famille Geslin vit son château de Kerlut vendu comme bien national

#### LeXIXesiècle

##### Plobannalec au milieu duXIXesiècle
En 1839, les conditions proposées à l'instituteur sont telles que « personne ne veut y aller mourir de faim ». Vers le milieu du XIXe siècle l'ossuaire désaffecté servit d'école.
A. Marteville et Pierre Varin, continuateurs de Jean-Baptiste Ogée décrivent Plobannalec en 1853 : pour une superficie totale de 1 782 ha, la commune possédait alors 1 102 ha de terres labourables, 154 ha de prés et pâtures, 15 ha de bois, 8 ha d'étangs, 447 ha de landes et incultes, ainsi que 6 moulins dont ceux à vent de Kerhoas, Kesper et Blanc et celui à eau de Kerhoas. Les auteurs citent deux manoirs, celui de Kerlut, qui remonte au XVIIe siècle, et celui de Kerfeuntenic, qui semble remonter au XVe siècle et qui appartenait à la famille du Marhallac'h, alors tous deux inhabitables. Ils ajoutent que « Plobannalec est généralement bien cultivé, et produit assez de froment, d'orge, d'avoine et de pommes de terre pour qu'on en exporte. (...) Le cultivateur est doux et laborieux ; peu préoccupé d'idées politiques, il se dévoue tout entier aux soins de son exploitation. La propreté et l'aisance semblent régner dans toutes les fermes, et l'eau-de-vie, si recherchée des paysans bretons, n'a pas en cette commune un grand débit ».
À la fin du XIXe siècle et au début du XXe siècle les cultures légumières, principalement de haricots verts et de petits pois, liée aux conserveries proches, fut importante.

##### Les épidémies de choléra
Dans le courant du XIXe siècle, Plobannalec fut touchée au moins à trois reprises par des épidémies de choléra en 1849 (8 cas dont deux décès), 1854 (40 cas et 18 décès en 22 jours entre le 4 décembre 1854 et le 26 décembre 1854) et 1885 (7 cas recensés à Lesconil, Les Quatre-vents, Kerdraon et Brézéhan, dont 4 décès, trois à Lesconil, un à Kerdraon, entre le 11 octobre 1885 et le 28 octobre 1885).
En 1885, l'état sanitaire de la commune est ainsi décrit : « Au bourg, tous les habitants boivent l'eau de puits. Il en existe six, dont quatre dépendent de fermes, et deux appartenant à la commune. L'un de ces deux puits est muni d'une pompe. Quant à l'autre, il ne sert que pour abreuver le bétail, à cause de sa proximité du cimetière. L'eau de ces différents puits est à une profondeur de 5 mètres environ. À Lesconil, il existe quatre puits, deux citernes et une source. Sur les quatre puits, il en existe deux dont l'eau est potable. (...) La source de Lesconil est située en dehors de l'agglomération, près et au fond d'une petite anse. À Quelarn, deux puits, dont un contenant de l'eau potable, à 7 mètres en contre-bas du sol. La source jaillit en dehors de l'agglomération. (...) Contre la source de Quélarn, les habitants de ce village ont creusé le sol de façon à former une mare pour abreuver les bestiaux. (...) En hiver, quand la source est abondante, la mare et la source ne forment qu'une seule nappe d'eau. (...) Dans aucune de ces agglomérations, il n'existe de tuyaux pour amener les eaux. (...) Quelques maisons seulement ont des cabinets d'aisance avec baquets. Partout ailleurs, les matières fécales sont déposées, le plus généralement sur des tas de fumier à proximité des étables. (...) Ces tas de fumiers sont enlevés tous les trois mois environ. Ils sont employés pour fumer les champs. (...) Le linge se lave, en général, le long des ruisseaux. Le lavage se fait entièrement au savon. (...) Dans la commune, il n'y a ni rue, ni place. Peu de maisons ont des cours intérieures. Les résidus ou autres immondices se jettent sur les tas de fumier (...) ».

##### La reconstruction de l'église paroissiale

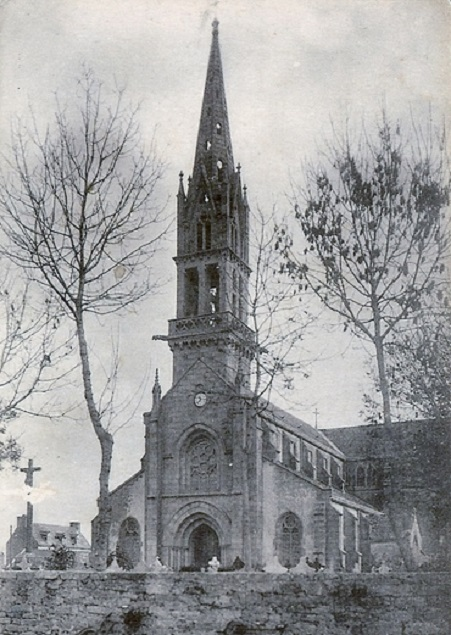
L'église paroissiale Saint-Alour de Plobannalec en 1910

L'église de Plobannalec est construite de 1875 à 1879, en remplacement de l'église du XIIe siècle. Elle est nommée Saint-Alour, du nom du troisième évêque de Cornouaille, patron de la paroisse. Un cantique, dont le texte peut être consulté, fut créé pour l'inauguration de l'église.

##### Le naufrage duPasajes
Le 4 février 1897, la goélette Pasejes, chargée de 645 barriques de vin espagnol, à destination de Rouen, talonne le rocher de Trebeyron à la suite d'une erreur de navigation. Les sauveteurs de la station locale de la Société centrale de sauvetage des naufragés récupèrent les 17 membres de l'équipage, mais la cargaison part à la dérive ; elle fera le bonheur des habitants du secteur.

##### Le décès d'Arthur de Witkowski
Une croix métallique située sur le bord de la route près du bourg en direction de Penmarc'h commémore le décès subit à cet endroit, alors qu'il circulait à bicyclette, d'Arthur de Witkowski, d'origine lituanienne, inspecteur d'assurances, chroniqueur nantais qui jouissait alors d'une certaine réputation dans le monde de l'art.

#### LeXXesiècle

##### Le raz de marée de 1904
Le 5 février 1904 « les digues ont été rompues entre Treffiagat et Plobannalec, et la mer recouvre les belles prairies qui avaient coûté tant d'efforts et de dépenses aux fermiers et aux propriétaires riverains ».

##### La gare du trainBirinik
Le bourg a une petite gare durant le XXe siècle, sur la ligne du train Birinik (dit « le Transbigouden ») des Chemins de fer départementaux du Finistère (la concession date du 3 mai 1902), qui relie la capitale Pont-l'Abbé à Saint-Guénolé. La ligne sert principalement au transport de la production des conserveries qui est la principale industrie de la région, mais aussi au transport des paysans. Concurrencée plus tard par la route, mal adaptée, la ligne est abandonnée en 1939. Réutilisée pendant la guerre, elle disparaît définitivement en 1963.

##### Les querelles liées à la laïcité au début duXXesiècle
En janvier 1903, l'école congréganiste des filles de Plobannalec est laïcisée par arrêté du Préfet du Finistère.
La querelle des inventaires entraîna plusieurs incidents à Plobannalec : le 5 mai 1907, le curé et le vicaire de la paroisse de Plobannalec sont, à la demande du conseil municipal, expulsés manu militari de leur presbytère ; « le recteur et ses deux vicaires refusant de sortir, les gendarmes les saisirent et les mirent dehors. À ce moment il se produisit une vive effervescence dans la foule. Pendant que sonnait le tocsin, des cris étaient poussés et des pierres lancées contre les gendarmes ». Les prêtres durent s'installer temporairement à Pont-l'Abbé ; en représailles l'évêque de Quimper, Mgr Dubillard interdit les sonneries de cloches dans la commune, sauf pour célébrer la messe, et seules trois messes basses, dont une le dimanche, célébrées chaque semaine. L'instituteur public, Deschennes, fut installé dans le presbytère. Dans la nuit du 20 mai 1907 des inconnus tirèrent des coups de feu en direction de la chambre à coucher du nouvel occupant, brisant des vitres. Le journal La Croix du 12 novembre 1907 indique que les prêtres de la paroisse de Plobannalec vont rentrer incessamment dans leur nouveau presbytère construit « par la générosité des bons catholiques ».
En 1910, une école privée de filles ouvre au bourg de Plobannalec.
Christophe Jézégou, recteur de Plobannalec entre 1907 et 1946, qui collabora aux périodiques catholiques Feiz ha Breiz et Le Bas-Breton, a laissé un journal dans lequel il raconte l'état d'esprit régnant dans la commune, et notamment l'élection mouvementée de 1910 ainsi que ses combats contre l'instituteur public et secrétaire de mairie Jules Deschennes et contre le pasteur gallois William-Jenkyn Jones, arrivé à Lesconil en 1894. Christophe Jézégou s'est fait représenter sur un vitrail de l'église paroissiale Saint-Alour.

##### Une vie politique parfois agitée
L'opposition entre les « Blancs », majoritaires parmi les électeurs ruraux de Plobannalec, et les « Rouges », majoritaires parmi les marins de Lesconil, fut longtemps très forte : les élections municipales du 1er mai 1904 donnèrent lieu à des incidents sanglants, de nombreux cultivateurs de Plobannalec étant violemment empêchés de voter par des marins de Lesconil, plusieurs étant même assommés ; l'élection de la liste du maire républicain Jean Souron fut invalidée ; le nouveau scrutin organisé le 17 septembre 1905 donna également lieu à des incidents. « À mesure qu'ils [des marins] avaient voté à Lesconil, ils venaient en troupes monter la garde, munis de bâtons armés de crochets de fer, autour de la salle de scrutin. Les paysans qui, malgré la leçon de l'an dernier, et croyant peut-être à l'existence de mesures d'ordre, osèrent se présenter à partir de 9 heures ½ du matin, n'eurent ainsi qu'à choisir entre un bulletin de la liste blocarde [républicaine] à déposer dans l'urne ou des coups de trique à récolter. Plusieurs furent frappés et durent prendre la fuite (...). Les deux pauvres gendarmes qu'on avait envoyé par dérision avaient évidemment pour consigne de ne rien voir de ces brutalités ». Les "Rouges" l'emportèrent par 314 voix contre 159 et terminèrent leur soirée en allant danser dans l'église.
Lors des élections législatives de mai 1906, à Plobannalec, « fermiers, journaliers et domestiques avaient reçu l'ordre, sous peine d'être remerciés, d'aller tous au scrutin en même temps que leurs chefs de file » soigneusement choisis par le recteur. Mais dans le bureau de vote de Lesconil, ce furent les marins-pêcheurs qui empêchèrent la liberté du scrutin et le résultat fut éloquent : Georges Le Bail, candidat radical, obtint 231 voix et Henri de Servigny, le candidat conservateur, aucune voix car « aucun des cultivateurs inscrits à Lesconil ne put s'approcher de la salle de vote de cette section » et « au bourg, dès le matin, une bande de pêcheurs venus de Lesconil s'empara de la salle de vote et chassa les cultivateurs paisibles qui arrivaient isolément pour voter » indique une pétition de 150 électeurs de la commune adressée au Préfet du Finistère.
En 1910, le marquis de L'Estourbeillon, député royaliste, dénonce les incidents survenus lors des élections législatives dans la deuxième circonscription de Quimper : « ce furent les voies d'accès aux salles de vote et même aux bourgs gardés par des groupes d'individus menaçant et frappant les électeurs ruraux qui venaient voter comme à Treffiagat, Peumerit et Plozévet ; des bureaux et des urnes pris violemment et gardés par des bandes de marins étrangers aux sections de vote, comme à Plobannalec, pour empêcher le vote des cultivateurs ». Le candidat conservateur Henri de Servigny, battu par le radical Édouard Plouzané lors de cette élection déclare que « 250 cultivateurs n'ont pas pu voter à la section du bourg et que 44 n'ont pu voter à celle de Lesconil, par suite des violences exercées sur eux par des marins, groupés en bandes à l'entrée des salles de vote ». Un électeur, Henri Le Nepvou de Carfort (1851-1919), comte de Carfort, capitaine de vaisseau en retraite à Loctudy expose que « la mairie de Plobannalec a été envahie dès six heures et demie du matin par une bande de 150 marins venus de Lesconil pour empêcher les électeurs cultivateurs de voter ». Cette élection fut particulièrement mouvementée à Plobannalec.
Le journal L'Aurore dans son édition du 24 avril 1910 écrit : « Des incidents se sont produits dans la deuxième circonscription, notamment dans les communes de Plozévet, Treffiagat, Peumerit, Plovan et Plobannalec. Des rixes se sont produites. Plusieurs électeurs ont été blessés ». Un procès est ensuite intenté par l'abbé Jegou, curé de la paroisse, contre le maire Jean Souron car ce dernier « fit à deux reprises sonner les cloches de la paroisse pour célébrer la victoire de son parti ».
En 1914, lors du deuxième tour des élections législatives qui donnent de justesse la victoire à Georges Le Bail, de tendance radicale, sur son concurrent conservateur, Derrien, « le maire de la commune de Plobannalec aurait provoqué des troubles pendant le dépouillement du scrutin et n'aurait rien fait pour empêcher des gens sans aveu de se livrer à des actes de violence sur les scrutateurs désignés par M. Derrien. Il paraît certain que des scènes regrettables se sont produites à Plobannalec au moment du dépouillement du scrutin et que la police de la salle de vote a été mal faite ».

##### La Première Guerre mondiale

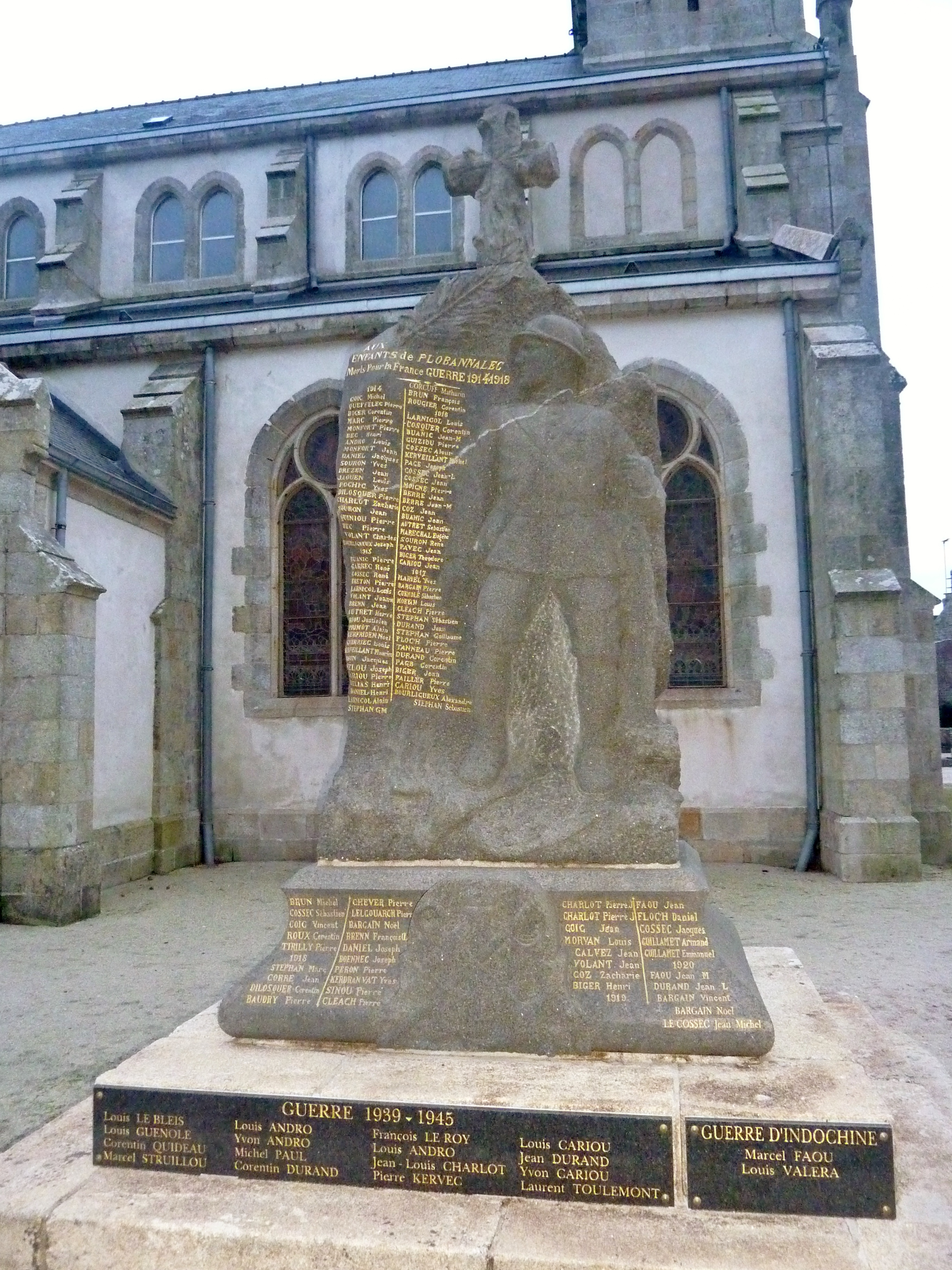
Le monument aux morts de Plobannalec

Le 20 octobre 1914, un convoi de réfugiés belges arriva en gare de Plobannalec ; une vingtaine de personnes descendirent (les autres continuant sur Penmarc'h) et furent conduites à Lesconil où elles furent hébergées.
Le monument aux morts de Plobannalec-Lesconil porte les noms de 113 soldats morts pour la France pendant la Première Guerre mondiale. Parmi eux certains sont morts sur le front belge lors de la Course à la mer comme Pierre Queffelec et Charles Volant, d'autres sont morts en Turquie (Hervé Autret) lors de l'Expédition des Dardanelles ou dans les Balkans comme Sébastien Autret, Henri Biger et Sébastien Stéphan, car ils étaient membres de l'Armée française d'Orient, mais la plupart sont décédés sur le sol français. Plusieurs marins sont disparus en mer comme Noël Bargain, Vincent Coïc, Sébastien Cossec, Eugène Maréchal.

##### L'Entre-deux-guerres
L'abbé Jean-Baptiste Le Mel, surnommé le "curé d'Ars" breton, est nommé recteur de la paroisse de Lesconil en 1924. Il fait venir pour prêcher une mission en 1928 le père Yvon de Guengat, lequel, personne n'osant se rendre à l'église, ose aller prêcher sur le port ; le maire communiste de Douarnenez, Daniel Le Flanchec, vint lui porter la contradiction. En 1932, l'abbé Le Mel parvint même à ouvrir une école, laquelle accueillit jusqu'à 78 élèves en 1938. Mort en 1935, la tombe de l'abbé Le Mel, au pied de l'église Notre-Dame de la Mer de Lesconil, a longtemps été l'objet d'un pèlerinage.
En 1927 un rapport de l'inspecteur d'académie de Quimper est élogieux pour l'enseignement de l'hygiène dans l'école publique de Lesconil, indiquant notamment que l'école possède un lavabo modèle, que « les élèves y sont conduits régulièrement avant huit heures », que « tous les samedis soirs, après la classe, les élèves prennent des bains de pieds dans des seaux individuels » et que « presque tous les élèves possèdent une brosse à dents ».
Au début du mois de janvier 1936, d'importantes inondations frappent la région de Pont-l'Abbé. « Le chemin vicinal de Loctudy à Plobannalec est coupé sur près de 150 mètres, les attelages seuls y passent dans près de 30 cm d'eau. Le chemin vicinal dit de Plonivel est également coupé en différents endroits dans sa partie voisine du Ster ».
En 1937, plusieurs colonies de vacances étaient organisées dans la commune : deux à Lesconil (une de 35 enfants, une autre de 80 enfants) et une à Plobannalec dans le château de Kerlut. Cette dernière, organisée pendant plusieurs années, recevait 70 enfants et était organisée par la « duchesse de Guise ».

##### La Seconde Guerre mondiale

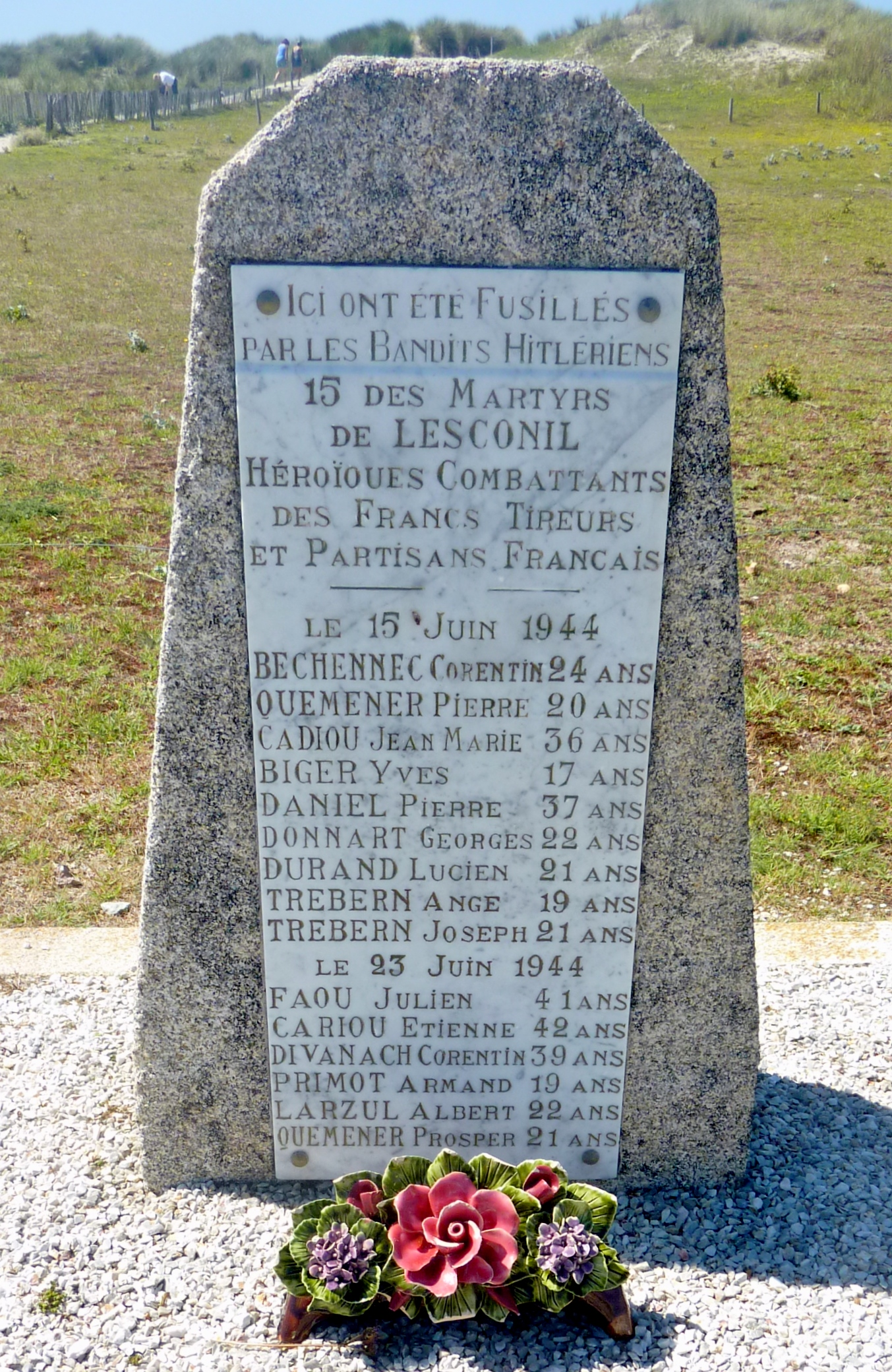
Stèle commémorant les 15 résistants de Lesconil fusillés par les Allemands près de la Pointe de la Torche les 15 et 23 juin 1944

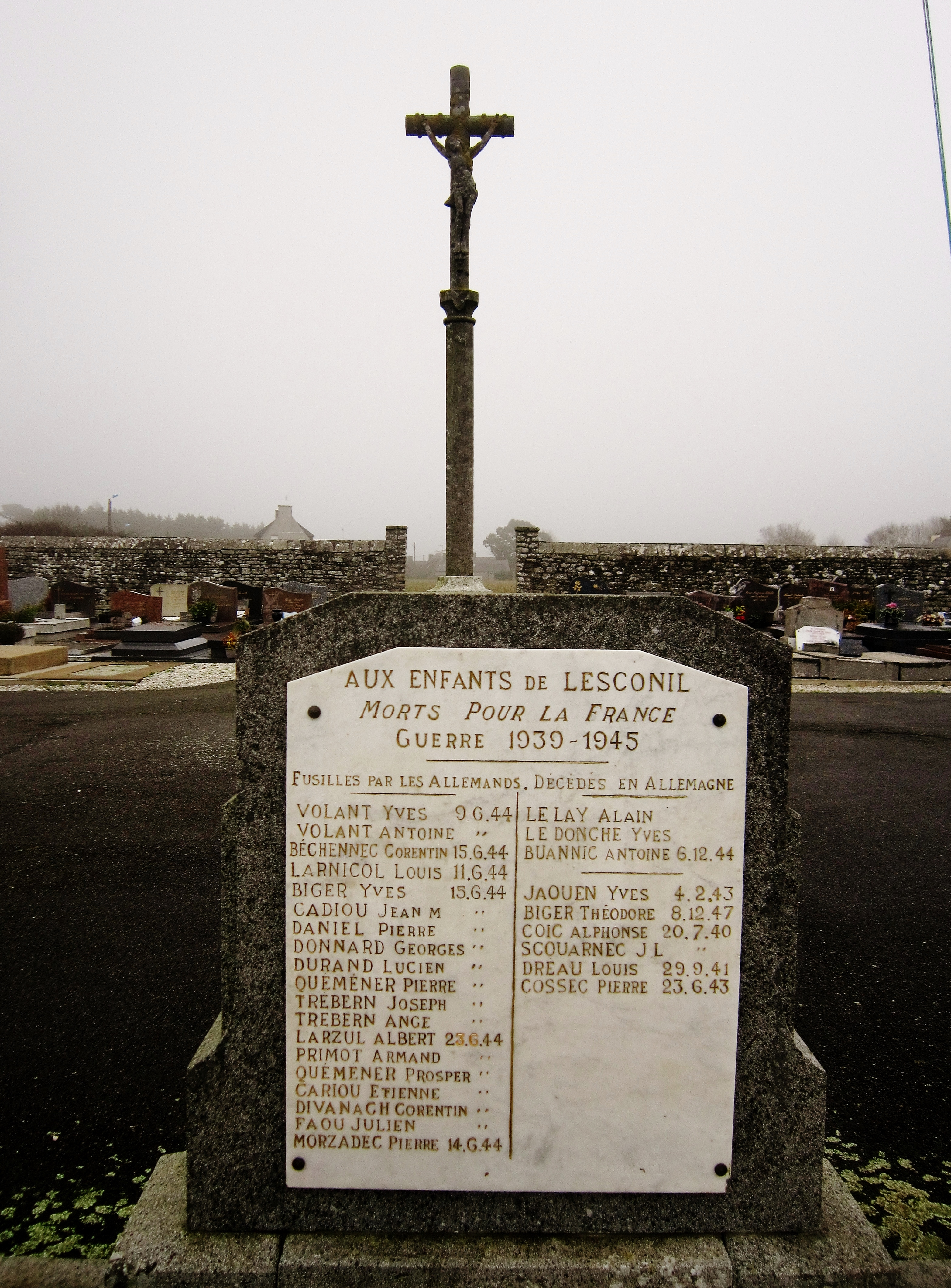
Lesconil : le monument aux morts de la Seconde Guerre mondiale et le calvaire du cimetière.

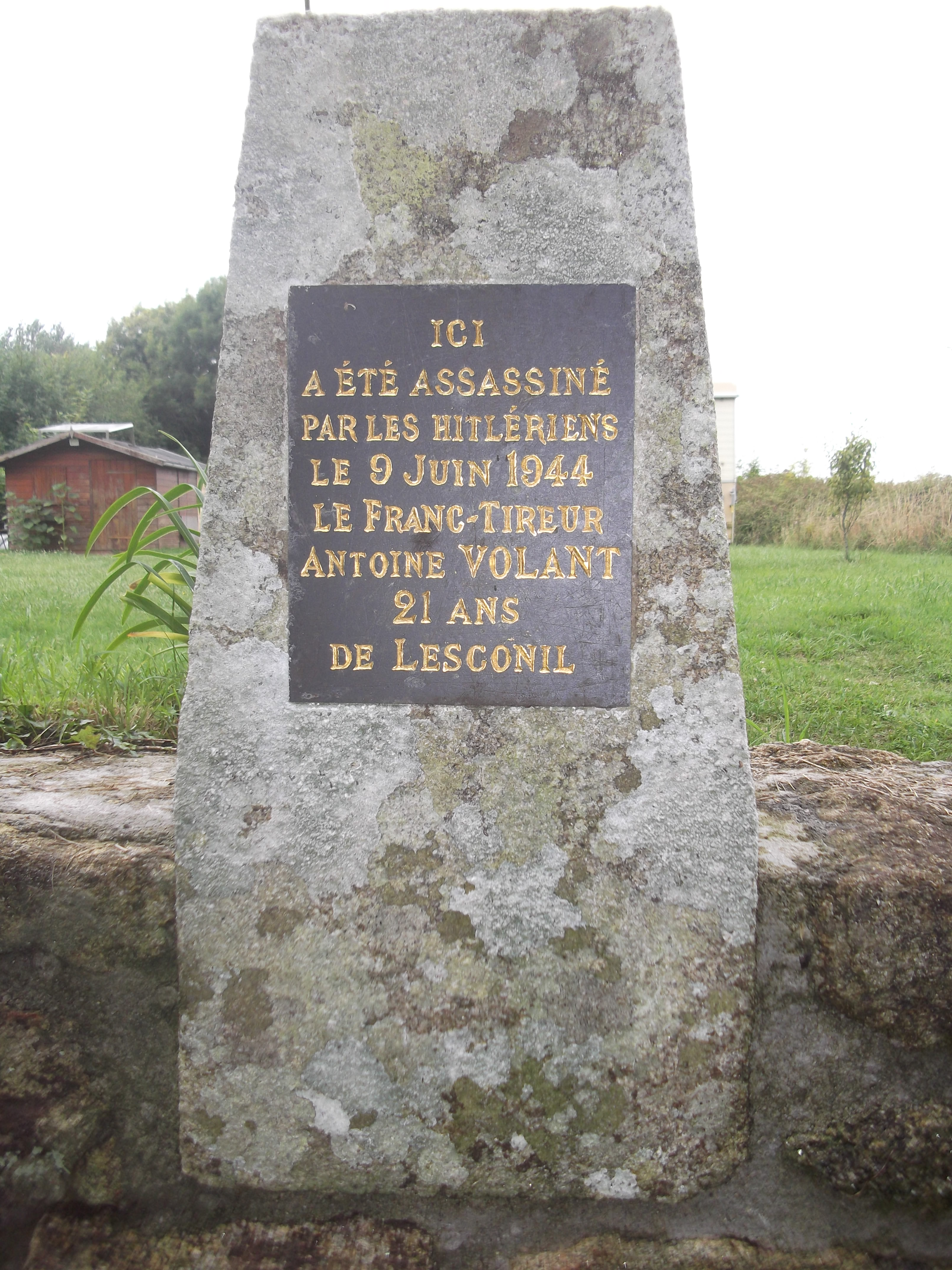
Plobannalec : stèle commémorative évoquant la mort d'Antoine Volant le 9 juin 1944, érigée à l'endroit même de sa mort

De nombreux marins de Lesconil s'engagèrent à partir surtout de 1942 dans des actions de résistance, en particulier en allant récupérer des conteneurs d'armes mouillés dans les parages de l'archipel des Glénan. Le 6 juin 1944, obéissant aux mots d'ordre d'insurrection générale lancés parallèlement au débarquement de Normandie, des jeunes de Lesconil capturent quatre soldats allemands qu'ils séquestrent dans l'ancien presbytère de Plonivel. Les soldats de la Wehrmacht opèrent alors une rafle le 9 juin 1944 dans la ferme de Brézéan et y arrêtent les résistants présents (Joseph Trebern, Georges Donnart, Corentin Béchennec, Corentin Durand, Emile Stephan, Lucien Dréau et Louis Larnicol), qui sont emprisonnés à Saint-Gabriel, en Pont-l'Abbé.
L'après-midi du même jour, les soldats allemands cernent l'ancien presbytère de Plonivel, tuent Antoine et Yves Volant, deux frères, qui cherchaient à s'échapper (seul Pierre Cossec put s'enfuir), et font prisonniers les jeunes résistants présents (Ange Trébern, Pierre Quéméner, Pierre Daniel, Yves Biger, Jean-Marie Cadiou), parvenant à libérer les quatre soldats allemands.
Le 12 juin 1944, en guise de représailles après cette opération des jeunes résistants de la commune, l'armée allemande rafle pour interrogatoire tous les hommes de Plobannalec-Lesconil âgés de 16 à 50 ans, retenus dans l'usine Maingourd. Certains sont envoyés en camp de travail. Quinze résistants, condamnés à mort par une cour martiale allemande, sont fusillés dans les dunes de La Torche les 15 juin 1944 (Corentin Béchennec, Pierre Quémeneur, Jean-Marie Cadiou, Yves Biger, Pierre Daniel, Georges Donnart, Lucien Durand, Ange Trebern, Joseph Trebern) et 23 juin 1944 (Julien Faou, Étienne Cariou, Corentin Divanach, Armand Primot, Albert Larzul, Prosper Quémeneur), où une stèle rappelle cet épisode dramatique. Les tombes de ces jeunes martyrs, âgés de 17 à 42 ans, sont regroupées au cimetière de Lesconil.
D'autres plobannalecois ont été déportés, par exemple Alain Le Lay et Corentin Béchennec. Roger Fleury, un autre grand résistant qui a vécu après la guerre à Lesconil (mais ses activités de résistance furent en Isère), arrêté le 4 février 1944 à Saint-Égrève (Isère), fut déporté le 6 avril 1944 depuis Compiègne vers le camp de concentration de Mauthausen, puis de Gusen, et fut élevé au grade d'officier de la Légion d'honneur.
Colette Noll, résistante parisienne qui survécut à sa déportation, ayant une résidence secondaire à Lesconil, fut après la Seconde Guerre mondiale présidente d'honneur de l'ANACR du Pays Bigouden.

##### L'après Seconde Guerre mondiale
Les clivages entre Plobannalec et Lesconil ont perduré : par exemple en 1950, on comptait 6 messalisants parmi les 225 habitants de Lesconil, alors qu'ils étaient encore environ 50 % chez les paysans de Plobannalec.

### Histoire de Lesconil
Le 24 pluviôse an IV le Mont-Louis, naufragé sur la côte de Lesconil, est pillé par les riverains. Le commissaire provisoire du district proclame : « Ces brigandages attentatoires au droit des gens et capables de déshonorer la nation française aux yeux de tous les peuples policé doivent être réprimés avec la plus inflexible rigueur ».

#### Naissance du port

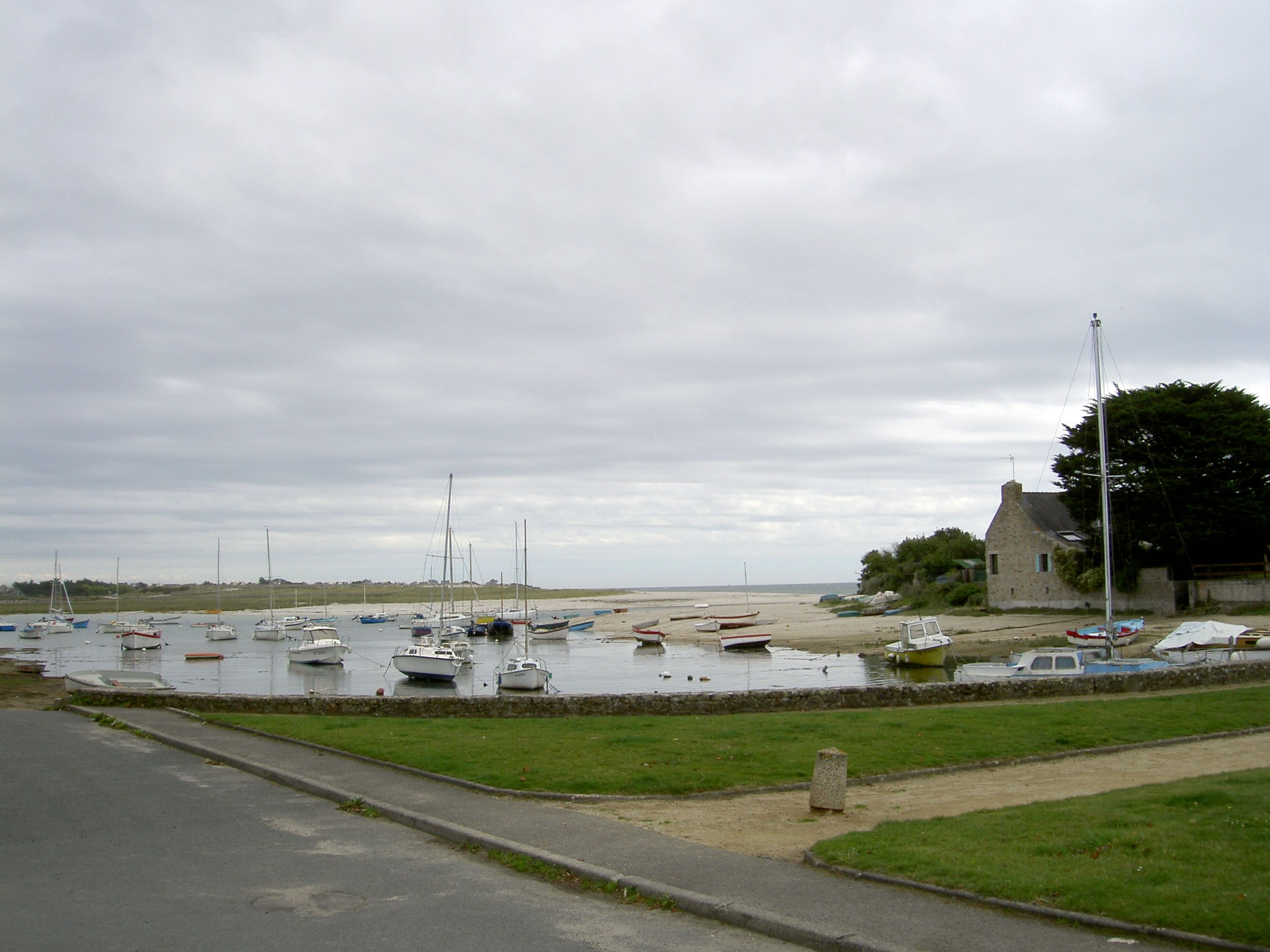
Le Ster Nibilik, abri initial des bateaux de Lesconil. Depuis, le fond de l'anse a été comblé.

En 1792 Lesconil et Guilvinec n'avaient qu'une chaloupe, Sainte-Marine 3, Treffiagat et Kérity 4 chacun, L'Île-Tudy 8, Concarneau 250 et Douarnenez 275 environ. Vers 1800, Lesconil est un hameau côtier de 80 feus, dont une soixantaine de paysans, les autres des pêcheurs. Le premier événement marquant est la création, entre 1804 et 1806, d'un sémaphore sur la côte, à environ 600 mètres à l'ouest du port. Ce bâtiment fait partie d'un réseau de signaux sémaphoriques dont la mise en place est décidée au début du XIXe siècle par ordre du vice-amiral Decrès. Il est équipé d'un téléphone, d'un télégraphe et de mâts avec bras utilisés pour la communication par sémaphore, ou pour donner des informations météorologiques aux marins en mer. En cas de naufrage, il peut alerter le canot de sauvetage du port (construit plus tard) à l'aide d'un petit canon. Un canon lance-amarres est utilisé pour établir un va-et-vient avec les bateaux échoués.
Dans la première moitié du XIXe siècle, le port initial de Lesconil n’est qu'un port d'échouage dans une petite crique naturelle n’offrant qu’un abri précaire par beau temps seulement aux bateaux, qui doivent par gros temps se réfugier dans le ‘’Ster Nibilic’', petit bras de la ria du Ster (aujourd'hui encore utilisé pour les petits bateaux), ou, pour les plus gros, à Loctudy. La pêche pratiquée n'est d'abord qu'une activité accessoire, mais qui se développe à partir de 1870. Mais, dans la seconde moitié du XIXe siècle, les paysans de Plobannalec commencent à préférer la pêche à l'agriculture, moins lucrative dans ces terres sablonneuses.
Le port actuel est créé de l'autre côté de l'avancée de terre, dans une anse rocheuse appelée Pors Carn, pour l'heure ouverte à la mer. Le coup d'envoi de sa fondation est, en août 1878, la décision de la SCSN de construire une station de bateau de sauvetage. Ce canot est le second du Pays Bigouden, après celui de Kérity (1868). Un terrain est offert. Il jouxte la petite maison en pierre de la douane, aujourd'hui détruite. En 1879, l'abri et la cale, longue de 90 mètres; sont terminés. Ils peuvent accueillir le canot de sauvetage Foubert de Bizy (du nom du donateur), un canot « redressable » de 10,10 mètres de long.
Le port compte en 1879 36 bateaux et une centaine de marins. L'activité des plus grosses unités se concentre sur le maquereau et la sardine, tandis que les petits canots pêchent au casier (le homard et la langouste) et au trémail (le poisson de fond). La cale du canot de sauvetage permet aux bateaux de décharger plus facilement par beau temps, mais l'orientation de la baie, face à la mer, ne permet pas son utilisation par mauvais temps. Une roche gênante, nommée Kerdrevel, est arasée en 1884. Les premières digues sont construites entre la fin du XIXe siècle et le début du XXe (le brise-lames, long de 200 mètres est édifié en 1907 et prolongé en 1912). Mais le port reste exposé aux houles du large, et n'est équipé d'aucun quai. Le déchargement des bateaux se fait souvent au canot. La roche est présente partout dans l'anse lors des marées basses, et le déroctage du port reste un souci pendant plusieurs décennies. Les femmes des pêcheurs pratiquant la pêche côtière vont vendre les poissons à pied, en poussant une charrette (plus tard, en car), jusqu'à Pont-l’Abbé, mais des commerçants de cette localité se déplacent aussi à Lesconil en char à bancs pour venir en acheter.

#### Développement du port et naissance de l'industrie des conserveries

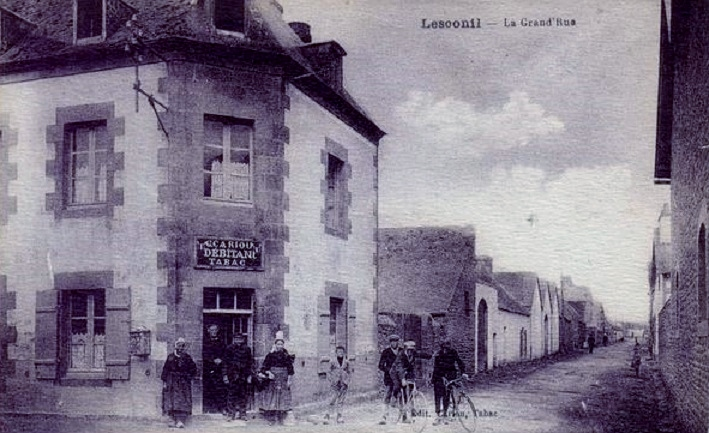
La grande rue de Lesconil en 1915

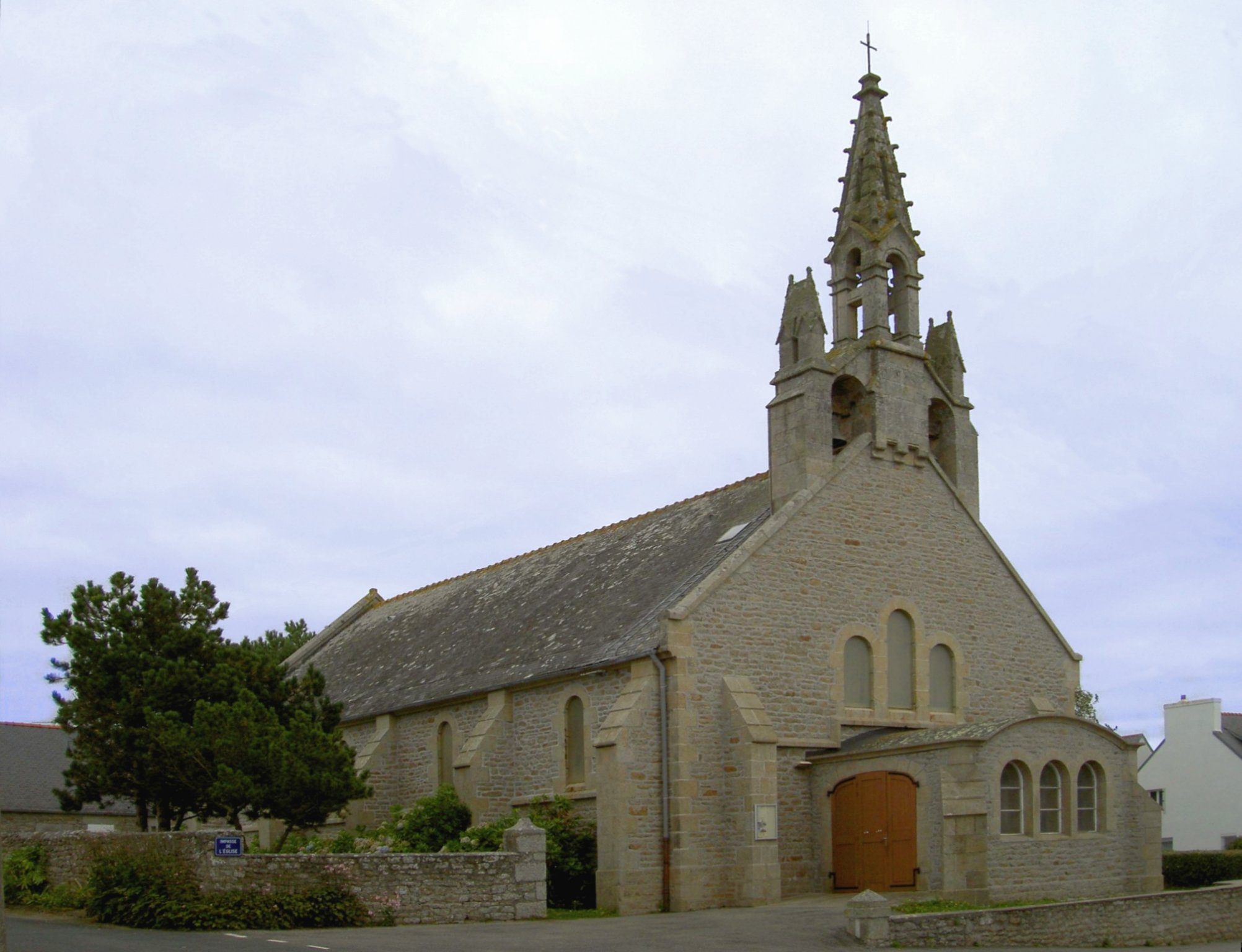
Église de Lesconil.

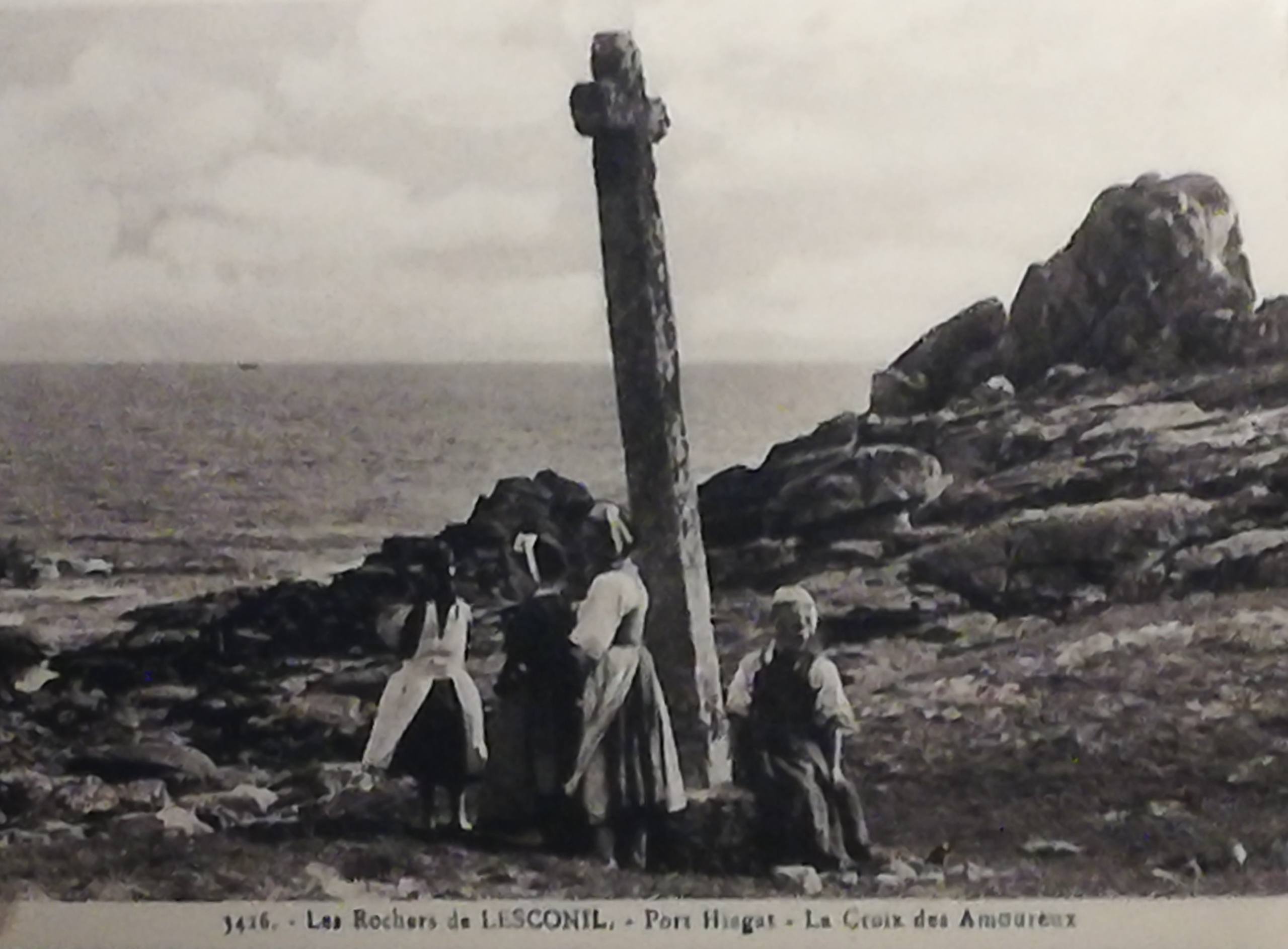
La "Croix des Amoureux" vers 1920.

L'année 1895 est une importante étape dans l'essor du port : un mareyeur, Pierre-Marie Richard, s'y installe et crée des viviers. Parallèlement, des "friteries" [conserveries] (usine Jacquiers fils en 1895, reprise par René Maingourd en 1907, puis usine J. Dumagnan et Cie en 1900, reprise par Billet-Lemy en 1910) s'implantent, donnant de plus en plus d'importance économique au hameau. Ces conserveries emploient 110 ouvriers, principalement des ouvrières, et 14 soudeurs (chargés de la fermeture des boîtes de conserve) en 1900. Au début du XXe siècle, il y a 47 bateaux à Lesconil, qui débarquent de 200 à 250 tonnes par an ; en 1906, 359 pêcheurs à bord de 67 bateaux, qui pêchent cette-année-là 154 tonnes de maquereaux, 16 tonnes de sardines, 7 tonnes de poissons divers, 7,6 tonnes de homards et langoustes, 2,9 tonnes de crevettes. Si les petits canots pratiquent la pêche aux crustacés, des chaloupes et des grands canots pratiquant la pêche hauturière de la sardine et du maquereau, vendus dans les ports voisins du Pays Bigouden. Les petits pêchent au filet la raie, la vieille et le rouget.

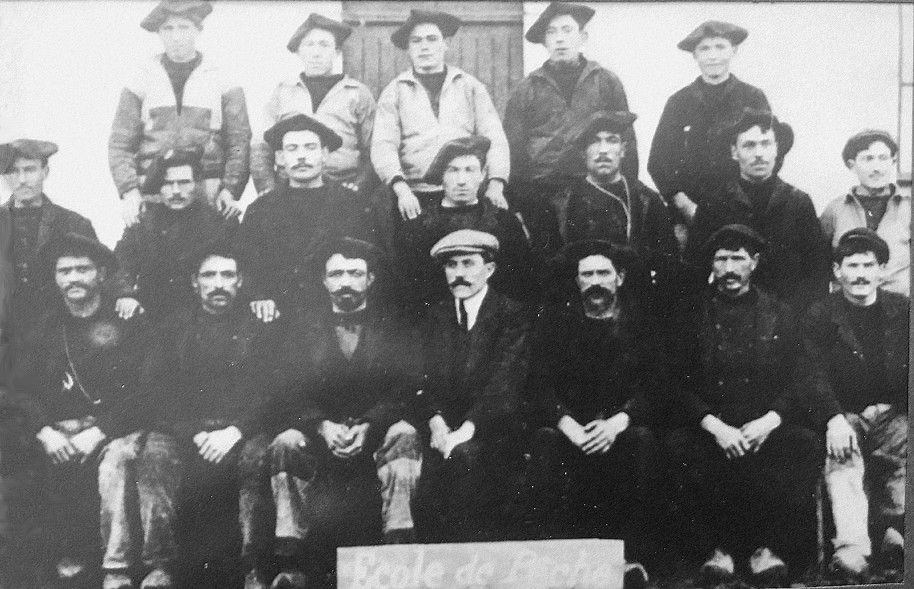
Ecole de Pêche de Lesconil vers 1910 - Au centre le directeur Corentin Rougier.

Lesconil, comme les autres ports du Pays Bigouden, a été très touché par la crise de la sardine des premières années du XXe siècle (elle commence en 1902), le travail du picot bigouden sauvant alors les familles des pêcheurs de la famine. On délaisse alors les gros bateaux pour les petits. L'activité passe de la pêche à la sardine et au maquereau à celle aux crustacés (homards et langoustes) et au filet. Quelques thoniers sont armés. En 1905, Alain Le Cœur, menuisier ébéniste, crée le premier chantier naval de Lesconil, dans la rue Principale. En 1905, un feu (marchant au pétrole) est construit sur l'îlot du Men ar Groaz, à l'entrée est du port. Auparavant, les marins rentrant de nuit devaient se repérer à la lueur du phare d'Eckmühl, distant de 14 kilomètres, et au bruit du ressac… Un môle-abri, long de 333 mètres, est construit entre 1907 et 1914 et permet au port de développer considérablement ses activités. À l'initiative de la municipalité, une école de pêche voit le jour en 1908. Elle est confiée à Corentin Rougier, instituteur, qui avait auparavant créé l'école de pêche de l'Île-Tudy. Vers 1910, 120 bateaux de pêche sont recensés : une quinzaine de gros bateaux et une centaine de petits canots.

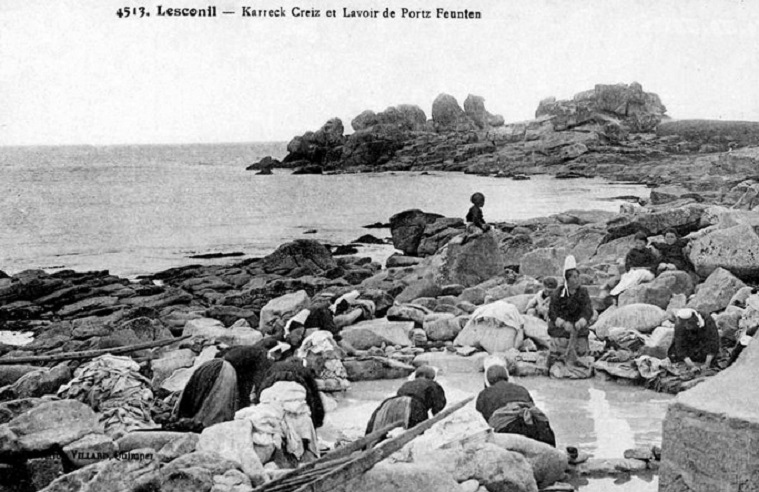
Le lavoir de Pors-ar-Feunteun et les rochers de Karreck Creiz vers 1920

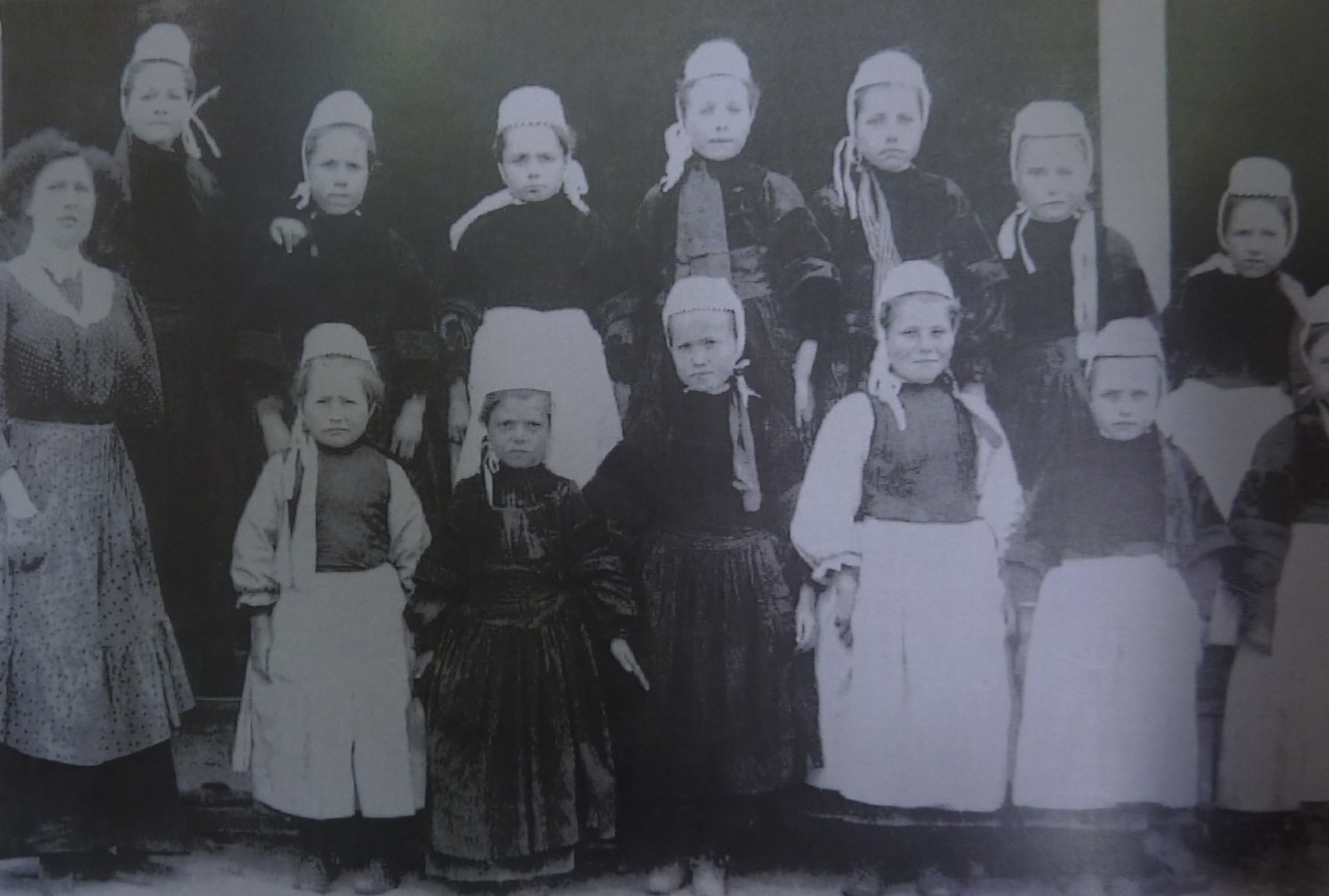
Lesconil : classe des filles à l'école communale avant la Première guerre mondiale avec l'institutrice Marie-Joséphine Rougier

Après la Première Guerre mondiale, 8 grands sloops pratiquent la pêche à la langouste. Le premier d’entre eux, le ‘’Patouillard’’ fut construit en 1911 ; il est en 1919 le premier bateau du port à pratiquer la pêche au chalut.
En 1926, Henri Kerhom est le premier à équiper d'un moteur son canot à voile, le Nous arrivons. En 1931, Henri Kerhom introduit dans le port la première pinasse arcachonaise, le Henri Jean. Ce type d'embarcation est vite adopté par les autres pêcheurs, car il permet presque tous les types de pêche, et notamment le chalut à perche. En 1935, Joseph Trébern est le premier à équiper sa pinasse d'un chalut à panneaux. Lui aussi est vite imité. La pêche au moteur remplace la pêche à la voile.
Depuis 1907, le volume de pêche n'a cessé de progresser. Les deux usines de poisson ferment aux alentours de la Seconde Guerre mondiale : l’usine Maingourd fut occupée par les Allemands et ne rouvrit jamais ses portes ; l’usine Billet-Lémy, construite vers 1900, ferma après la guerre. En 1948, la production annuelle se stabilise autour de 900 tonnes débarquées. En 1982, 1 894 tonnes, principalement par de petits chalutiers et des caseyeurs. Les quelques gros chalutiers de Lesconil vont alors vendre leur poisson au Guilvinec. Lesconil est alors le 4e port de pêche du Pays Bigouden.Certains arment pour la pêche au thon. Les derniers sloops langoustiers disparaissent. En 1949, on pêche surtout des crustacés et, en priorité, la langoustine. Le port ne compte encore que neuf chalutiers mais, dans les années 1950, leur nombre ne va cesser de croître.

#### L'école de hameau de Lesconil
Fin XIXe la construction de 67 écoles de hameaux a été autorisée dans le Finistère par deux décrets :
- Le décret du 25 octobre 1881 qui a délégué une subvention pour 18 écoles de hameaux sur l'arrondissement de Quimperlé ; toutes ont été bâties.
- Le décret du 14 mars 1882 qui a délégué une subvention pour 50 écoles de hameaux sur les quatre autres arrondissements du département (Brest, Châteaulin, Morlaix, Quimper) à choisir dans les communes « dont le territoire est le plus étendu et les ressources les plus restreintes » ; 49 ont été bâties dont 1 à Plobannalec (Lesconil)[133].

#### Rivalités religieuses et luttes syndicales

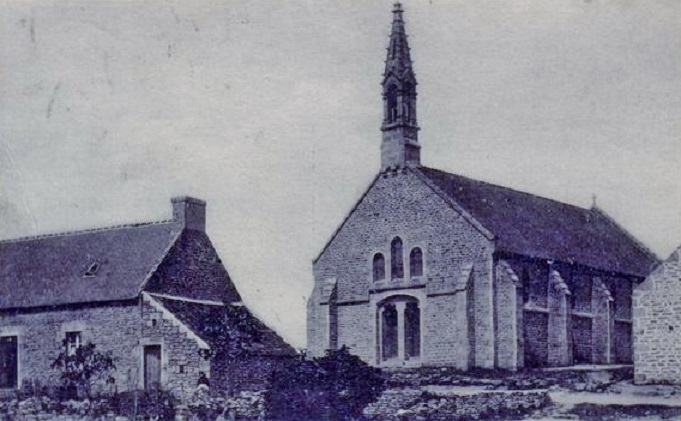
La chapelle Sainte-Anne de Lesconil vers 1915

La chapelle Sainte-Anne est construite en 1903, mais le catholicisme a beaucoup de difficultés à pénétrer à Lesconil. Le pardon de Notre-Dame-de-la-mer était organisé chaque dernier dimanche d'août. Le protestantisme s'implante à Lesconil, grâce aux efforts de William-Jenkyn Jones, pasteur gallois de la Welsh Calvinistic Methodist Foreign Mission, arrivé en 1893. Un temple méthodiste est inauguré le 18 août 1912. En 1910, 54 convertis au protestantisme sont dénombrés à Lesconil et le temple est fréquenté par 143 auditeurs, enfants compris. « Grâce au pasteur gallois Lesconil « est devenu, un temps,  'le seul port de pêche où on ne buvait plus ».
Déjà, dans la première partie du XXe siècle, les deux parties de la commune se trouvent souvent opposées : le port de Lesconil, « rouge », laïque, d'une part ; et le bourg de Plobannalec, peuplé d'agriculteurs « blancs », conservateurs, d'autre part. Le 1er mai 1904, lors d'un scrutin municipal, des marins de Lesconil empêchent les paysans du bourg d'entrer dans le bureau de vote de Plobannalec. La liste « de gauche » est élue, mais le 1er juillet, le conseil de préfecture annule le vote pour cause d'irrégularités et de pressions, et demande de nouvelles élections. Elles ont lieu le 17 septembre 1905. Un second bureau est ouvert à Lesconil. À nouveau, les cultivateurs sont repoussés. La liste « de gauche » est une nouvelle fois élue…

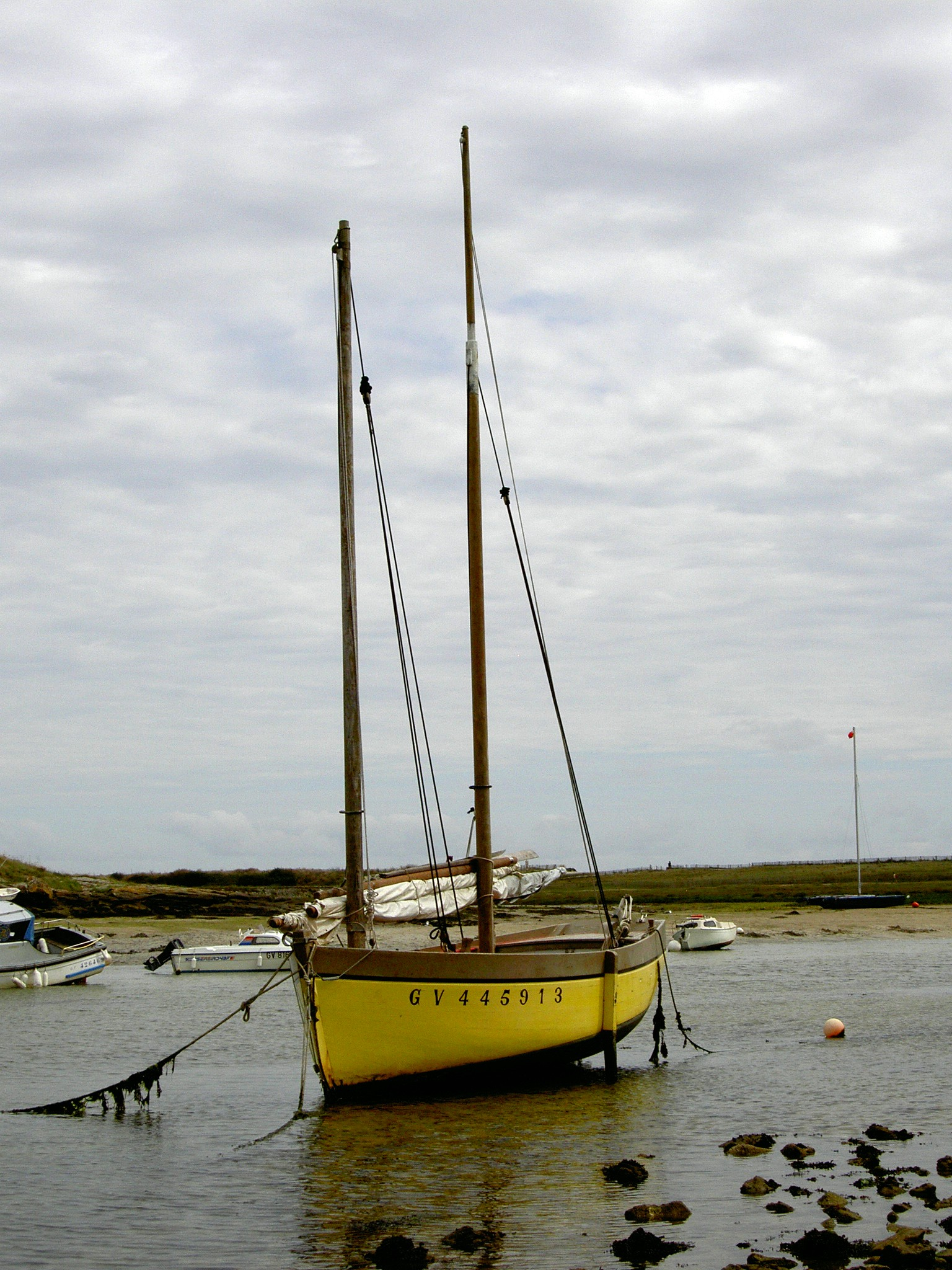
Canot dans le Ster.

Lors des élections législatives du 6 mai 1906, le résultat des votes au bureau de Lesconil est de 232 voix pour le député radical-socialiste Albert Le Bail, et aucune pour son adversaire. Il ne semble pas qu'il y ait eu d'intimidations cette fois-ci, mais les cultivateurs proches du port semblent avoir préféré ne pas voter. Le problème se repose en 1910 : le recteur du bourg écrit au préfet qu'il n'a pu entrer dans le bureau qu'avec l'aide d'un gendarme, et qu'il a été insulté par le président du bureau lui-même.
Après la Première Guerre mondiale, les pêcheurs se tournent plus que jamais vers les crustacés. Le port compte huit grands sloops pêchant la langouste. L'un d'eux, Le Patouillard, est en 1919 le premier bateau du port à pratiquer la pêche au chalut.

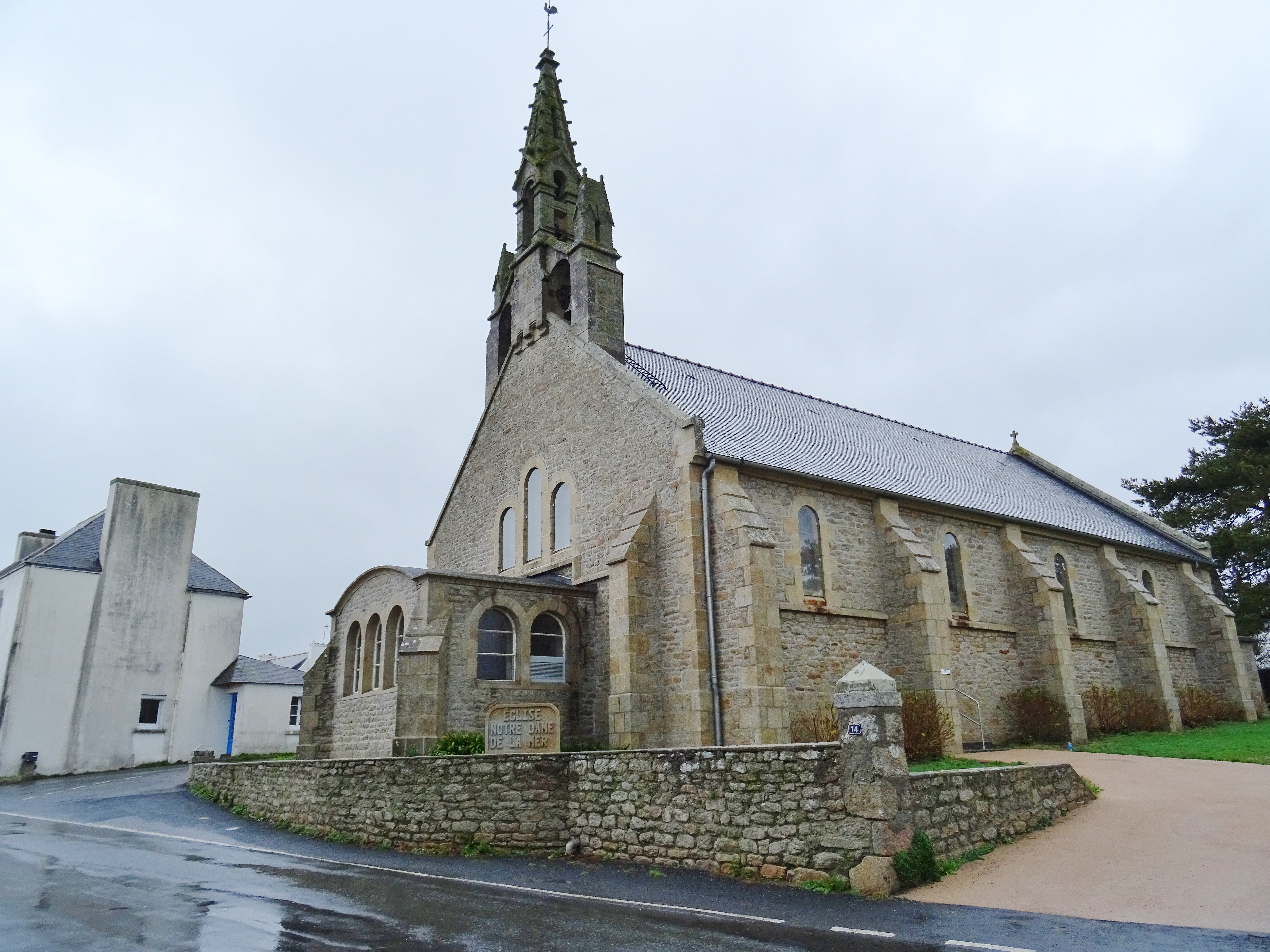
Lesconil : l'église paroissiale Notre-Dame-de-la-Mer : vue extérieure d'ensemble.

Le 15 août 1924, une paroisse catholique est créée à Lesconil. La chapelle Sainte-Anne devient église Notre-Dame-des-Flots. Le premier recteur, l'abbé Le Mel va devoir mener un dur combat pour tenter de s'imposer.
Longtemps enclave protestante et fief rouge sur la côte bigoudène, les pêcheurs de Lesconil donnaient à leurs bateaux des noms révélateurs, s'inspirant d'idées humanitaires ou de savants, comme Démocratie, Droits de l'homme, Pasteur, Nansen, ou même révolutionnaires comme Prolétariat, Esclave des riches, Karl Marx, Sacco, Vanzetti, Lénine, etc.
Le 26 juillet 1926, les ouvrières des conserveries de Lesconil démarrent une grève, entraînant les ouvrières de certaines autres usines du Pays Bigouden. Leur revendication, une augmentation à 1,25 franc de l'heure (payée 1,13 franc jusque-là, les hommes étant payés 1,70 franc de l'heure), est accordée petit à petit par les patrons des usines, sauf par ceux de Lesconil. En guise de représailles, les deux conserveries du port, les usines René Maingour et Billet Lemy, ferment pour un an. Elles peuvent se le permettre car, à la différence de certaines petites conserveries familiales des environs, elles sont simple portion des biens de propriétaires parisiens. La famine venant, les ouvrières cèdent aux conditions des propriétaires d'usine. Le responsable de la conserverie Maingourd peut écrire au préfet : « Nous avons maintenant des assurances par ailleurs qui font que nous nous moquons complètement de Lesconil et que nous pouvons nous en passer complètement. Si donc les ouvrières veulent travailler, c'est à elles de faire le premier pas. » À la réouverture des usines, le 7, puis le 9 juin 1927, les femmes syndiquées sont licenciées, et aucun avantage n'est acquis, alors que le port est à l'origine des avancées sociales dans les entreprises voisines.
Les pêcheurs de la région se mettent en grève à leur tour fin juin 1927, réclamant de meilleurs prix d'achat pour leur pêche. À nouveau, les conserveries campent sur leurs positions, et l'on doit reprendre le travail pour éviter la famine. Dans cette atmosphère, les idéologies communistes sont largement partagées par les familles de pêcheurs. En témoignent les noms des bateaux : Stalingrad, Exploité de la mer, Karl Marx, Esclave du riche, entre autres. À cette époque, le Parti communiste récolte de nombreuses voix : il passe de 20 à 41 % à Lesconil, aux élections législatives de 1928. Pour autant, Plobannalec reste plus conservateur, et l'opposition entre le port « rouge » et le bourg d'agriculteurs « blancs » est parfois rude.

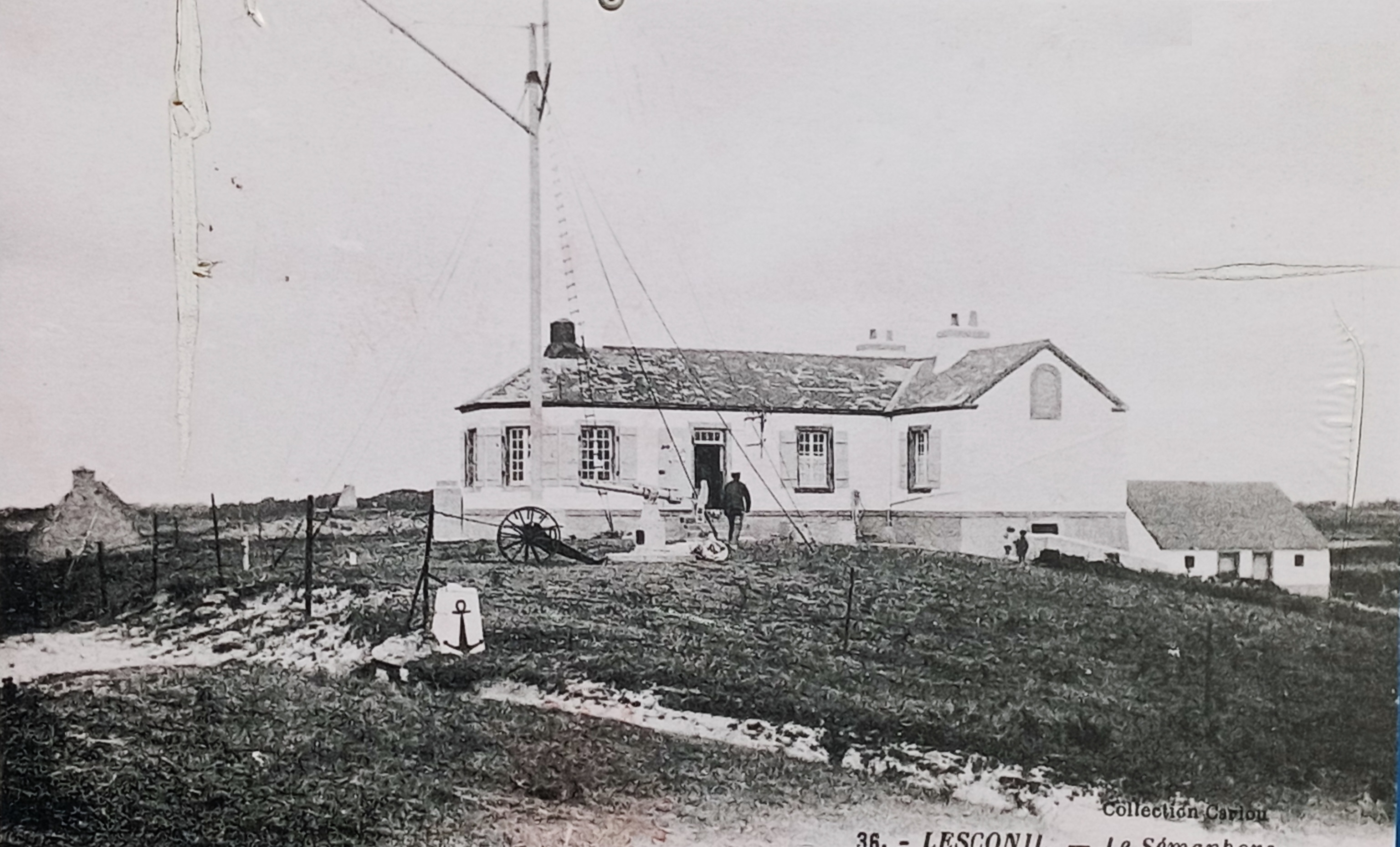
Le sémaphore de Lesconil vers 1930 (carte postale).

Dans un article paru le 20 janvier 1933 et intitulé La grande misère des pêcheurs des côtes bretonnes, le journal L'Ouest-Éclair décrit la grande misère des pêcheurs du Guilvinec et de Penmarch contraints d'émigrer ou de s'engager dans la Marine nationale et ajoute : « Il faut ajouter aux deux ports précédemment cités ceux de Lesconil, l'Île-Tudy et Sainte-Marine, qui ne sont pas mieux partagés tant s'en faut ».
En 1930, l'église de Lesconil est modifiée : on ajoute deux clochetons, un porche et un muret. La même année, on construit à côté du sémaphore un amer en béton. Il sert de point de repère pour des essais de vitesse de bateaux, parmi lesquels le Normandie et, 30 ans plus tard, le France.
En 1937, le nombre des estivants à Lesconil, séjournant tant à l'hôtel que chez l'habitant, est estimé à 5 à 6 000 personnes.
À la fin de la Seconde Guerre mondiale, le sémaphore est désaffecté. Les conserveries ferment une dizaine d'années plus tard.
Depuis 1907, le volume de pêche n'a cessé de progresser. En 1948, la production annuelle se stabilise autour de 900 tonnes débarquées. Certains arment pour la pêche au thon. Les derniers sloops langoustiers disparaissent. En 1949, on pêche surtout des crustacés et, en priorité, la langoustine. Le port ne compte encore que neuf chalutiers mais, dans les années 1950, leur nombre ne va cesser de croître.

#### L'aménagement du port moderne

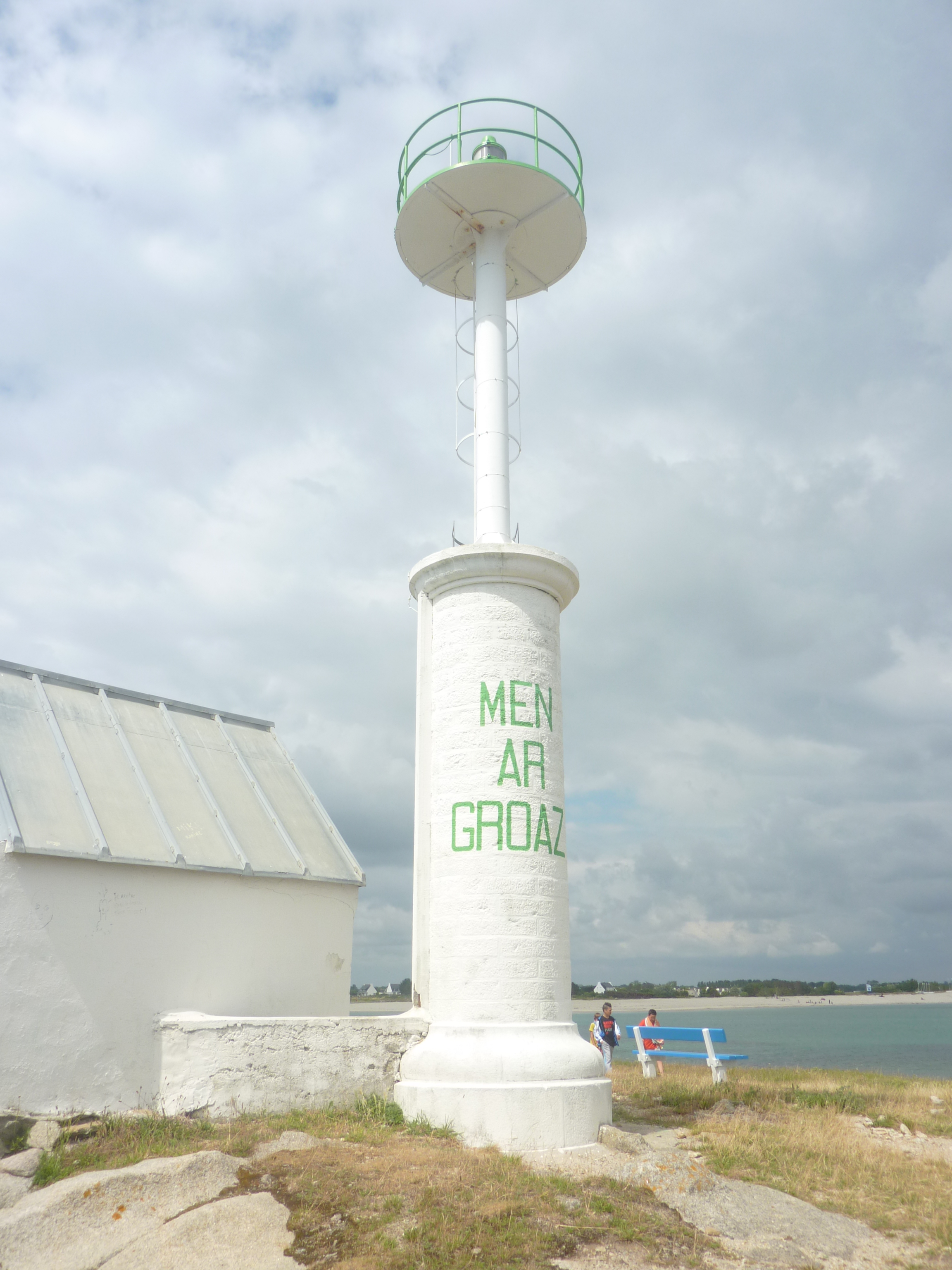
Lesconil : la tourelle de Men ar groaz à l'entrée du port

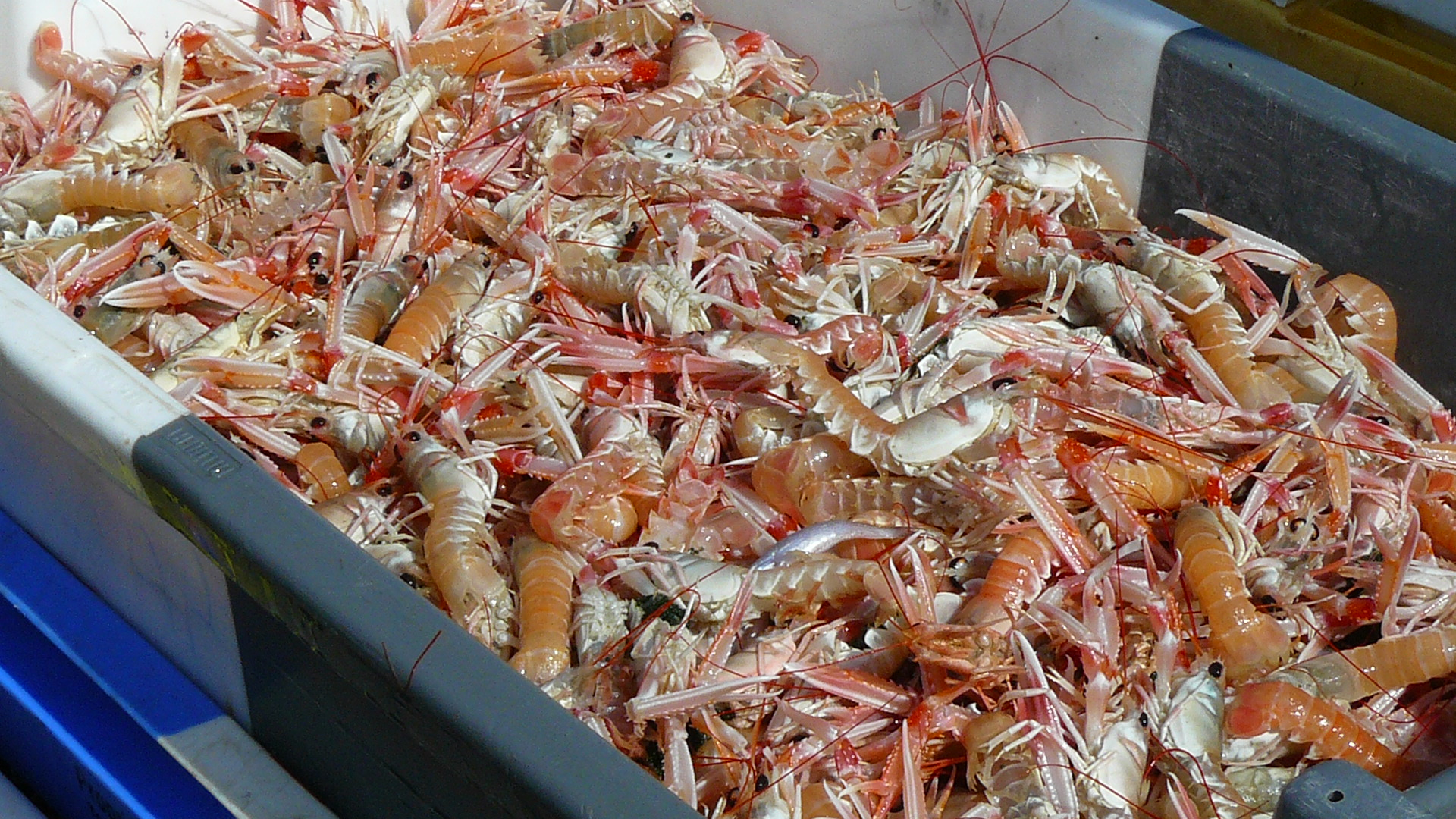
La langoustine vivante, espèce phare de Lesconil à la fin du XXe siècle.

De 1948 à 1980, le port est totalement aménagé. En mars 1949, on rehausse et on électrifie le feu du Men Ar Groaz, pour le rendre plus puissant. Entre 1948 et 1951, un brise-lame long de 125 mètres et la cale du vivier, longue de 55 mètres, sont construits et le môle-abri prolongé ; d’autres travaux d’aménagement, en particulier de dragage et de déroctage, ont lieu les années suivantes ; la digue de Men ar Groaz est édifiée pendant la décennie 1960 (ce qui fait disparaître l'ancien ilôt de marée) ainsi qu’un second quai. Les travaux de remblaiement du Steir Nibilic font aussi disparaître le menhir de Men Rouz. Entre 1951 et 1954,, les digues et quais actuels sont construits. Sur le flanc est du port, entre 1959 et 1961, on bâtit une plate-forme. Un autre terre-plein est élevé au milieu du port, de 1962 à 1964.
Fin novembre 1954 le bateau de pêche Lilas-Blanc disparaît lors d'une terrible tempête.
Sur la plate-forme est, en 1965-1966, on construit la criée. L'abri du canot de sauvetage, qui sert de criée depuis les années 1950, est détruit en 1966 (sa cale existe toujours). Des rallongements de digues, quais et dragages du port sont faits dans les décennies suivantes : l'anse naturelle d'autrefois, ouverte au large, est désormais totalement protégée et aménagée.
De la fin des années 1960 à 1974, les pêcheurs français produisent de plus en plus de langoustines. Trop exigu pour accueillir les hauturiers (un chalutier hauturier mesure une vingtaine de mètres, un chalutier de petite pêche 14 mètres), le port de Lesconil pratique ce que l'on appelle à partir de 1973 la petite pêche : des marées de moins de 24 heures. Il se spécialise donc dans la langoustine vivante, espèce d'un excellent rapport qui représente, en valeur, la première espèce débarquée (67 % de la valeur, en 2004). Les chalutiers rentrent chaque soir, un peu avant 17 heures, et la vente sous criée a lieu aussitôt. À Lesconil, il n'y a pas une vente supplémentaire le matin. Au milieu des années 1970, le port compte 57 malamoks (chalutiers).

#### Le déclin
Mais les années 1980 marquent un tournant. Le régime d'aide à la construction des navires hauturiers s'est amélioré. Jeunes patrons et jeunes matelots sont attirés par cette activité mieux rémunérée. La flottille hauturière bigoudène se renouvelle. Pendant ce temps, l'âge moyen des patrons de la petite pêche s'élève. L'âge moyen de leurs bateaux également, du fait des difficultés rencontrées pour rentabiliser les entreprises. L'effort de pêche est contrôlé. Des plans de casse des vieux navires vont se succéder.
En 1982, la flottille des chalutiers de petite pêche compte 29 navires, et la production est de 1 894 tonnes. Cinq unités de pêche au large sont également rattachées à Lesconil, mais vendent dans d'autres ports. Cependant, au quartier des Affaires maritimes, on note : « Ce port verra sa physionomie changer dans les années à venir par la cessation d'activité de navires et patrons âgés et le déclassement de navires anciens, tandis que le renouvellement de cette flottille de petite pêche est pratiquement impossible dans le contexte économique actuel. »
Dans les années 1990, la production de langoustine vivante décroît fortement à Lesconil : les volumes débarqués sont divisés par deux entre 1992 (plus de 300 tonnes) et 1999 (à peine plus de 150 tonnes). Elle se stabilise au début des années 2000.
En 2001, il ne reste qu'une quinzaine de chalutiers, une cinquantaine de marins, et la production totale du port est de 648 tonnes. En 2005, il reste dix chalutiers à la vente ; en 2006, sept chalutiers. La production est de 537 tonnes (285 tonnes sous criée, 252 hors criée). Le 29 février 2008, la criée ferme. On décide de continuer de débarquer la pêche à Lesconil, et de la transporter par camion à Guilvinec pour la vente sous criée. En septembre 2011, il reste trois chalutiers : An Dyven, L'Odyssée et Ynizan. En 2012, Ynizan est vendu, et quitte le port. Au printemps 2015, An Dyven part à Guilvinec. Il ne reste plus que L'Odyssée. Son patron, Gwenaël Coïc, rentre assez tôt, débarque sa pêche sur le quai de Lesconil, et la transporte lui-même jusqu'à la criée de Guilvinec.

#### Les goémoniers

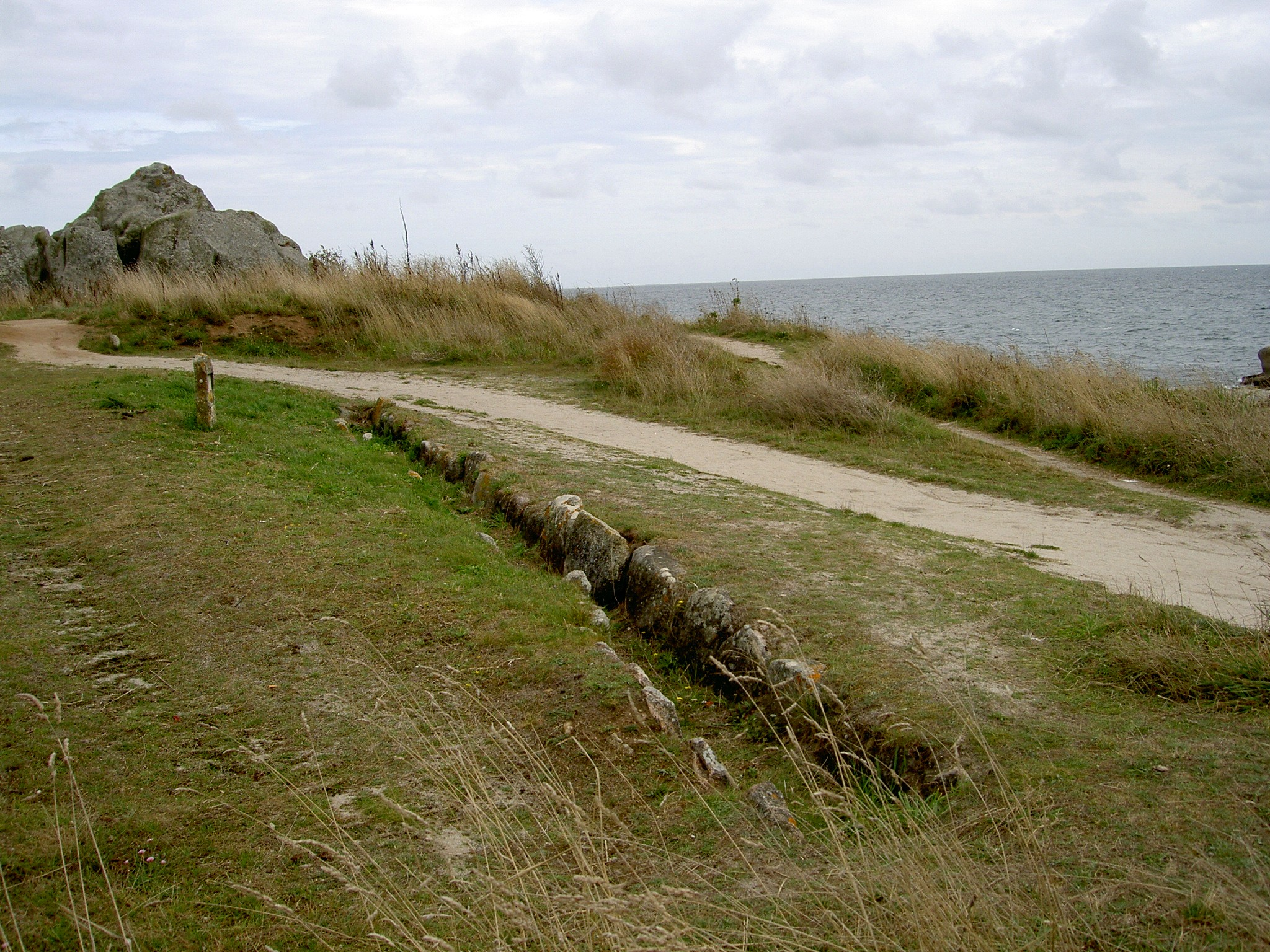
Four à goémon restauré, à Lesconil.

Les habitants de Lesconil ramassaient aussi le goémon, surtout du côté de Port Riagat. Le goémon, arraché aux fonds marins par les tempêtes d'hiver, vient s'échouer en grande quantité sur la côte. Il était jadis ramassé par les habitants pour être vendu comme engrais aux agriculteurs de l'arrière-pays, ou utilisé comme combustible pour l'hiver, ou encore brûlé dans les fours à goémon. La « récolte » se fait sur les berges où les algues ont été rejetées, mais elle se pratique également sur les rochers immergés de pleine mer, ou à marée basse sur les côtes.
Cette pratique était strictement réglementée : le ramassage ne pouvait se faire qu'entre le lever et le coucher du soleil, et jamais les dimanches et jours fériés.
Au début des années 1960, presque 20 % de la production bretonne de goémon provient du Pays Bigouden. Mais l'activité s'éteint rapidement, remplacée par la pêche.

#### Naufrages et sauvetages

##### Les canots de sauvetage
Le premier canot de sauvetage, le « Foubert de Bizy » à rames et à voiles, date de septembre 1879 (la station reçut un certain nombre de dons dont un legs de 10 000 francs de Mlle Foubert de Bizy et un autre du comte de Chatauvillard mais celui-ci étant contesté par la baronne du Port, sœur du comte de Chatauvillard, il ne fut jamais remis à la station). Construit au Havre, sa mise à l’eau s’effectuait grâce à un chariot de circulant sur rails.
Le second, l’ « Amiral Maigret », un canot insubmersible de 9,80 mètres de long, à rames également, armé par douze marins: un patron et un sous-patron et dix canotiers surnommés "les galériens", inauguré le 9 juillet 1911 par la comtesse de Maigret, belle-sœur de l’amiral Edgard de Maigret, fut en service jusqu'à près la Seconde Guerre mondiale ; le bâtiment servant d’abri au canot de sauvetage servit alors de hangar à criée jusqu'en 1966, date de sa destruction après la construction d’un hangar à poisson.

##### Les naufrages et sauvetages
Plusieurs naufrages ont lieu sur la côte proche de Lesconil. Certains équipages sont sauvés par le canot de sauvetage de la commune. Ceux listés ici sont les plus importants, et dont il reste une trace. De nombreux drames concernent les familles des pêcheurs de la commune, mais ils ne sont pas forcément connus, la taille des barques de pêche étant trop petite pour que les naufrages soient consignés. Ainsi, en cinq mois, lors de l'année 1885, quatorze pêcheurs périssent en mer.
C'est parfois l'occasion pour les habitants de la côte de piller les épaves, ou de récolter les biens échoués après dérive. Il n'y a toutefois pas de trace de naufrageurs dans la région.
- 1750 : naufrage du Les Deux Frères, d'Amsterdam. Des perquisitions permettent de découvrir des barriques de vin récupérées par les habitants, et cachées à Plobannalec[TNPB 1].
- 1er janvier 1866 : le Bannière, sloop de 40 tonneaux, s'échoue près de Lesconil. Le bateau et sa cargaison sont perdus, mais l'équipage est sauvé[TNPB 2].
- Les 29 et 30 juin 1872 : le William Connals, un vapeur de 289 tonneaux s'échoue près du sémaphore. Grâce au beau temps, la cargaison de vin peut être déchargée. Le bateau, désensablé, est rechargé au port voisin de Loctudy[TNPB 2].
- 16 janvier 1874 : le Monato, chaloupe de pêche du port de Lesconil, sombre après le passage d'une lame. Quatre des six hommes périssent, dont le patron, les deux survivants ayant pu saisir l’un un aviron, l’autre le mât, pour se maintenir sur l’eau jusqu’à l’arrivée des secours[TNPB 2].
- 6 décembre 1881 : le cotre Le Coq de l'Île de Ré, se rendant à Pont-l'Abbé, démâte près des rochers d'Inizan, dérivant dangereusement vers les roches de Larvor. Il est secouru par le Foubert de Bizy, dont c'est le premier sauvetage[159].
- 24 novembre 1885 : le Saint Chamond, caboteur à vapeur de 1 600 tonneaux de La Rochelle, touche une roche en face du Goudoul, qui ouvre une voie d'eau. L'équipage quitte le navire, qui s'échoue sur les roches de Goudoul, près de Lesconil[159]. Un pêcheur alerte le canot de sauvetage du port, qui récupère les 18 hommes[TNPB 2].
- 10 janvier 1889 : le trois-mâts barque Bolivar, de Bordeaux, venant de Newportsmouth avec une cargaison de charbon, talonne une roche, ce qui ouvre une voie d'eau, difficilement colmatée avec l'aide des canotiers du Foubert de Bizy qui escortent le Bolivar jusqu'à Concarneau[159].
- 19 novembre 1889 : le Comte de Hainaut, un vapeur, s'échoue sur la roche "Men Du" en face du sémaphore. Le canot de sauvetage du port, prévenu par le sémaphore, sauve les 16 hommes d'équipage et la cargaison[TNPB 2].
- 28 octobre 1892 : le vapeur Le Louvre, venant de Bordeaux rempli de fûts de vin, se rendant au Havre, se fracassa sur "Ar Guisty" ("Les putains") en face de Léchiagat. Ce naufrage fut 13 morts parmi les 16 hommes de l'équipage. Le Foubert de Bizy sortit en vain, ne parvenant à en sauver aucun.
- Dans la nuit du 6 au 7 mai 1896, le vapeur Raoul Godard s’éventre sur la roche "La Charrette" à un demi-mille au sud de Men-Du[161]; le 8 juin des marins de Douarnenez commencent à boire le vin des barriques échappées du navire éventré et à se battre à plusieurs reprises avec les gardes maritimes qui tentaient de les en empêcher.
- 25 septembre 1896 : une tempête disperse les chaloupes de pêche des ports environnants. Le canot de Lesconil arrive à remorquer cinq d'entre elles et à les ramener au port[TNPB 2],[Note 10].
- 4 février 1897, le Pasajès, un vapeur français de 415 tonneaux aussi gréé en goélette, chargé de 645 fûts de vin d'Espagne, se perd dans la brume et s'éventre sur la roche de Trébéyon près du Goudoul. Réfugié dans une baleinière, l'équipage est sauvé par le canot de sauvetage de Lesconil. Une bonne partie de la cargaison, flottant à la surface, atteignit la côte aux alentours de la pointe de Trévignon, où fit le bonheur des pêcheurs locaux lorsqu'ils les rencontraient en mer[162]. Des procès-verbaux sont dressés à plusieurs marins s'étant fait prendre[TNPB 2].
- 20 mars 1897 : le canot Clovis, de Lesconil, coule ; les deux hommes à bord sont noyés.
- 16 octobre 1903 : le Rigoletto, un canot de pêche de Lesconil, est coulé par une lame. Cinq des six marins périssent[TNPB 3].
- 26 octobre 1909 : le canot de pêche Courage petit chavire près de "Men an Ed" ; les trois marins à bord sont sauvés par un autre bateau de pêche, Athos.
- novembre 1910 : le Saint-Paul, un canot de pêche de Lesconil, chavire. Les trois hommes d'équipage périssent[TNPB 3].
- Le Journal des débats politiques et littéraires du 3 février 1911 écrit : « La gendarmerie maritime de Brest, saisie d'une plainte du représentant du Lloyd's, assureur du vapeur anglais Arden, coulé dans le Raz de Sein, s'est livrée à une enquête pour retrouver les pillard du bâtiment naufragé. Une dizaine de procès-verbaux ont été dressés contre des habitants de Plogoff ; de nombreux procès-verbaux ont été également établis contre des pêcheurs de Lesconil qui s'approprièrent des épaves sans les déclarer à l'inscription maritime et les vendirent à des habitants de l'Île-Tudy. Tous seront poursuivis devant le tribunal correctionnel de Quimper »[163].
- 11 juin 1911 : le canot Martin Pêcheur chavire à l’entrée du port de Lesconil, le patron seul à bord est sauvé par un autre canot se trouvant à proximité, le Japonais.
- 31 mai 1913 : le canot Vieux Fayol, de Lesconil, démâte près des roches de Men ar Groaz. Son patron est sauvé par l'Amiral Maigret, dont c'est le premier sauvetage[159].
- Le 28 juin 1924, Jean Péron, pêcheur originaire de Loctudy, mais seul à bord du Scrogneu, du Guilvinec, tombé à l'eau, à un mille au sud de la tourelle Men Du qui borde la sortie du chenal de Bénodet, est repêché par Armel Mariel et Yves Jaouen, deux pêcheurs de Lesconil, à bord du bateau de pêche Le nom est changé[164].
- Le 8 août 1927, le canot de pêche Petite-Maria, de Lesconil, chavire sous voile près des rochers d'Inizan. Son patron est sauvé par le Jean et le canot renfloué par l'Amiral Maigret[165].
- Le 17 septembre 1927, un misainier se brise sur les rochers Ar Guisty : les deux hommes d'équipage sont sauvés par un autre misainier qui relevait ses casiers à proximité, le Laffaux[159].
- Le 27 septembre 1927, le vapeur anglais Bramhall, venant de Bilbao chargé de minerai, s'échoue sur "Les Fourches" entre Lesconil et Guilvinec. Les 14 hommes à bord sont secourus par des pêcheurs de Lesconil[159].
- Le 7 août 1948, le langoustier Ursifan, de Concarneau, en panne de moteur, heurte une roche en entrant sous voiles dans le port de Lesconil et s'échoue sur la plage des Sables Blancs.
- 21 janvier 1950 : le Korrigan, un chalutier de Lesconil, parti du port de Concarneau pour rentrer à son port d'attache, s'échoue de nuit sur la roche "Men Du" après avoir dépassé Loctudy. Sur la côte, il passe inaperçu. La houle disloque le navire, et l'équipage doit se jeter à l'eau. Les six hommes d'équipage périssent[TNPB 3].
- Début décembre 1954 le Lilas Blanc, de Lesconil, est victime de la série de tempêtes qui secouent l'Atlantique du Nord-Est fin novembre-début décembre, provoquant en tout 7 naufrages de chalutiers finistériens[Note 11] et la mort de 64 marins-pêcheurs.
- Les 15 et 16 octobre 1987 : un ouragan s'abat sur la Bretagne. À Lesconil, les chalutiers Duchesse Anne et Château Saint-Clair sont drossés contre les rochers de la digue est du port. Plusieurs caseyeurs coulent[TNPB 3].

La chanson Les martyrs de Lesconil (qui se chante sur l'air de Le vieux voyou) évoque le naufrage du Rigoletto en octobre 1903. Son texte intégral peut être consulté dans le journal L'Ouest-Éclair du 25 mars 1906. En voici les deux premières strophes :
C'est un naufrage lamentable

Marine, que je viens vous chanter

Des agonies épouvantables

Luttes et cris désespérés ;

D'abord cinq hommes qui périrent

Après quatre heures de martyre...

Et, toute la nuit, par gros temps

L'homme et le mousse qui dérivèrent

Sur un coffre à filets, pendant

Dix-sept heures de mortelles misères

Le cinq octobre l'année dernière

Sept pauvr's pêcheurs de Lesconil

Cherchant la sardine (O chimère !)

Partaient, sans souci du péril

Vers Lorient, ils allaient en quête

Du « sprat ».. Or, il ventait tempête !..

Quand, sous l'vent de l'Île-aux-Moutons

Une rafale irrésistible

Chavira les pauvres Bretons

Alors ce fut un drame horrible...

#### Le chantier naval Le Cœur
Le chantier naval Le Cœur a construit entre 1906 et 1980 environ 355 bateaux de pêche en bois. Racheté par la commune en 2002 et béficiant d'un legs de matériel de la part de la famille Le Cœur, c'est désormais un écomusée animé depuis 2008 par l'association "Bag Leskon"

#### LeXXIesiècle

##### La fin du port de pêche
Le déclin de la pêche professionnelle a été accentué par la fermeture de la criée de Lesconil en 2008, les rares bateaux de pêche subsistant débarquant désormais leurs poissons à Guilvinec. Désormais, Lesconil n'est plus qu'un port de plaisance avec quelques bateaux de pêche artisanale. L'ancienne criée a été reconvertie et le bâtiment est occupé par une poissonnerie et par l'entreprise "Aqua B", spécialisée depuis une vingtaine d’années dans la récolte et la commercialisation d’algues alimentaires sous la marque "Marinoë".
Le dallage de la place située près du port de Lesconil a été refait en granite bleu de Lanhélin.
Le port de Lesconil obtient le label port d'intérêt patrimonial le 14 juin 2018.

##### Les inconvénients de la reconversion touristique

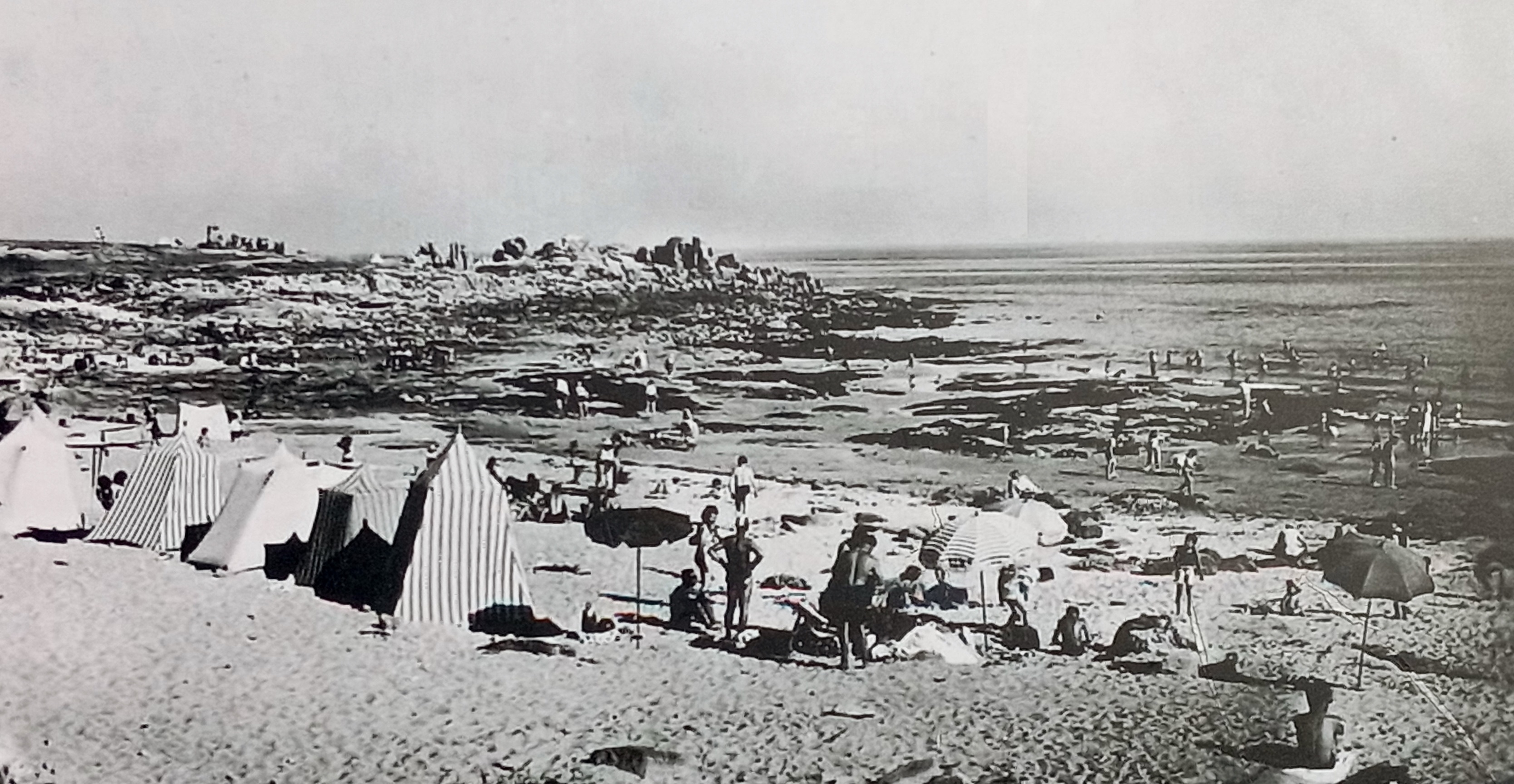
Lesconil : la plage de Porz Riagat vers 1950 (carte postale).

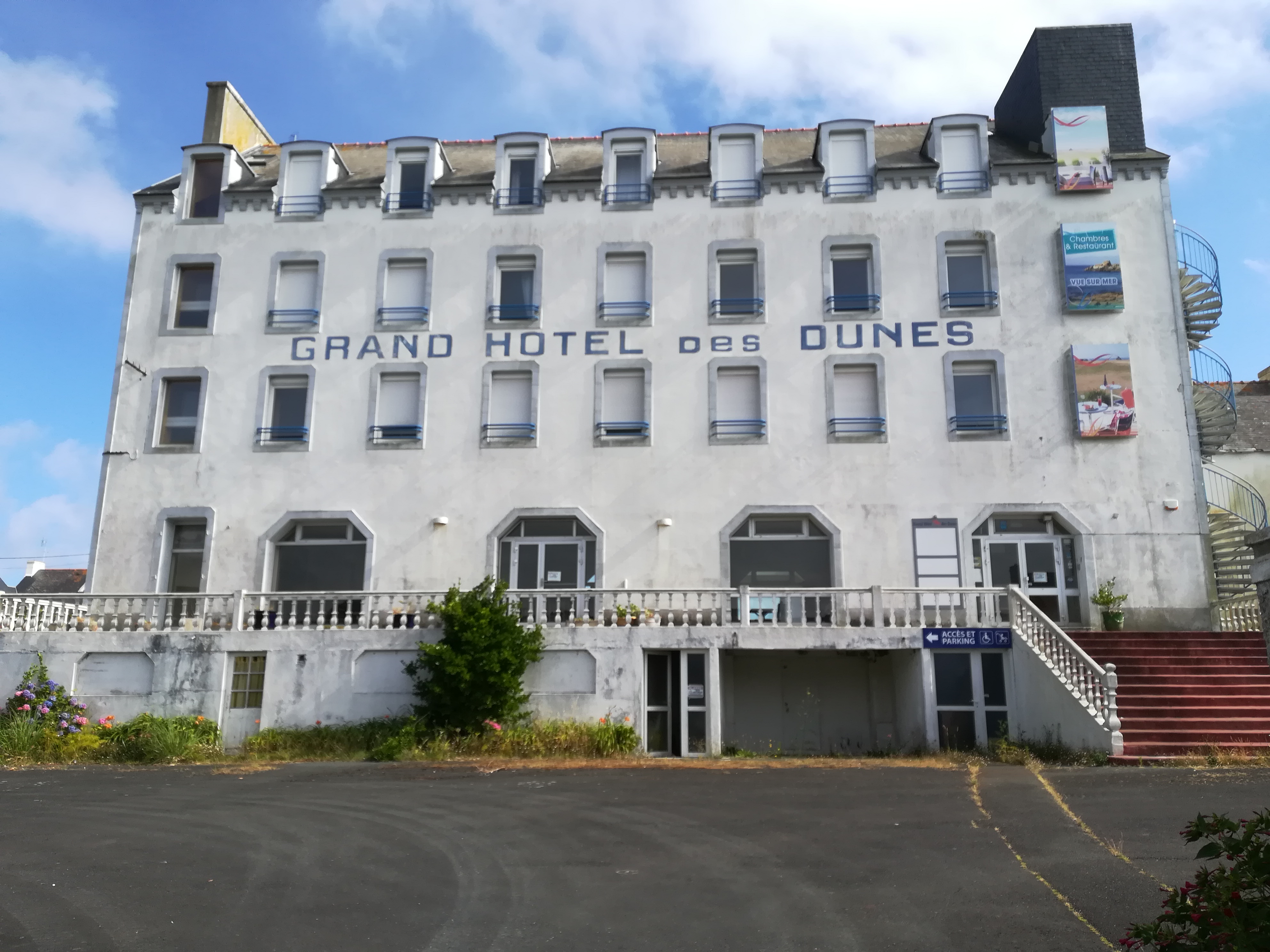
Lesconil : l'Hôtel des Dunes en 2023 (après sa fermeture).

Bondé l’été, le port de Lesconil, port de plaisance désormais, est devenu particulièrement calme l'hiver : des rues quasi désertes, des commerces emblématiques fermés (l'Hôtel de la Plage et l'hôtel des Dunes, le restaurant "Chez Fernando", et d'autres), des quais bien tristes, la prolifération des résidences secondaires, bref l'inconvénient que connaissent nombre de stations touristiques. « À vouloir tout axer sur le tourisme saisonnier, non seulement Lesconil, mais toute la côte bigoudène est devenue un désert l'hiver, avec huit ou neuf maisons fermées sur dix » déclaré un habitant. Mais cette vision pessimiste est contestée par d'autres habitants : « Certes, tout n'est pas rose, mais Lesconil n'est pas éteint, il y a une dynamique » affirme une commerçante.

## Politique et administration

### Nom de la commune
De la Révolution Française à 2001, la commune se nomme simplement Plobannalec. Cette même année, à la demande de l'INSEE et pour des raisons pratiques de recherche du nom des communes, la ville prend le nom de Plobannalec-Lesconil. Jusqu'alors, Plobannalec était référencée sous le code commune 29165, et Lesconil sous le code commune 29138, ce qui ne se justifiait pas sur le plan administratif, les deux foyers de population formant une seule agglomération. Depuis l'année 2001, la ville de Plobannalec-Lesconil est référencée sous le code commune commun 29165.

Logo de la commune jusqu'en 2015

Nouveau logo de la commune à partir de 2015

### Logos de la commune
Le logo de la commune de Plobannalec Lesconil, en vigueur jusqu'en 2015, représente les initiales des deux bourgs, de couleur bleue, avec un cercle jaune du côté gauche (représentant le soleil) et deux formes géométriques rouges sur la droite (représentant des voiles). En dessous, le nom complet de la commune, en bleu également.
En 2015, la municipalité modifie le logo communal.

### Administration municipale
En 2008, le budget municipal principal totalise 3 161 000 euros de produit de fonctionnement et 2 266 000 euros de charges fonctionnement.
La taxe d'habitation est en 2009 de 13,59 %, chiffre élevé en comparaison du niveau départemental, qui est au même moment de 8,40 %.

### Liste des maires

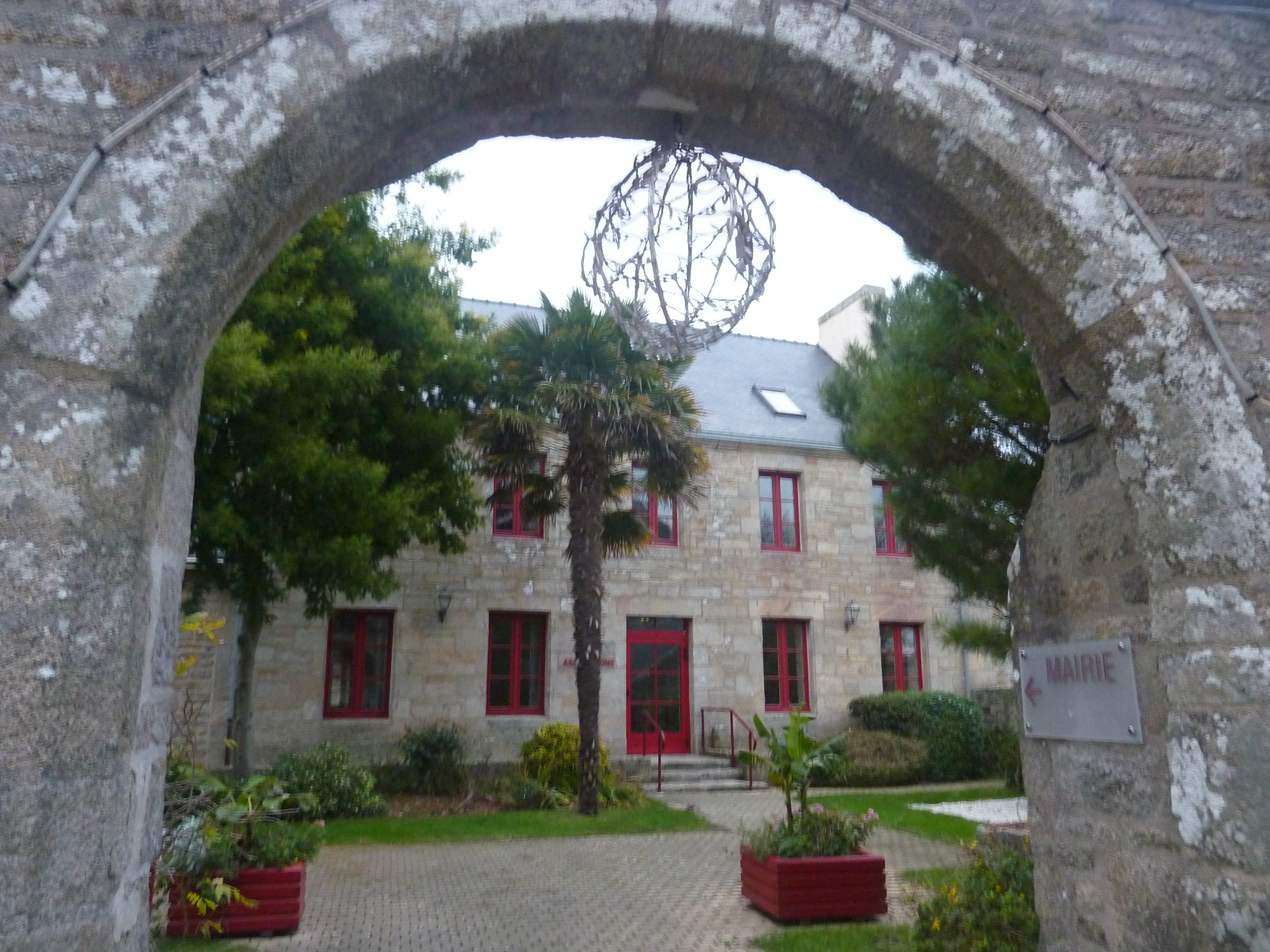
La mairie de Plobannalec

| Période | Période  | Identité           | Étiquette                  | Qualité |
| ------- | -------- | ------------------ | -------------------------- | --- |
| 1790    | 1799     | Hervé Le Floch     |                            | |
| 1799    | 1799     | Yves Biger         |                            | |
| 1799    | 1800     | André Morvan       |                            | |
| 1800    | 1809     | Michel Breton      |                            | Cultivateur |
| 1809    | 1813     | Henri Bleis        |                            | Cultivateur |
| 1813    | 1821     | Jean Tanneau       |                            | Cultivateur |
| 1821    | 1831     | Mathias Nedelec    |                            | Cultivateur |
| 1831    | 1867     | Pierre Toulemont   |                            | Cultivateur propriétaire                                                                                       |
| 1867    | 1884     | François Guirriec  |                            | Cultivateur |
| 1884    | 1904     | Laurent Toulemont  | Conservateur               | Propriétaire-agriculteur. Fils de Pierre Toulemont, maire entre 1831 et 1867. Battu lors des élections de 1904 |
| 1904    | 1912     | Jean Souron        | Républicain                | Élection invalidée, mais réélu le 17 septembre 1905                                                            |
| 1912    | 1929     | Guillaume Calvez   |                            | Forgeron |
| 1929    | 1944     | Hervé Guirriec     | SFIO                       | Marin-pêcheur                                                                                                  |
| 1944    | 1945     | Pierre Le Moigne   |                            | |
| 1945    | 1971     | Jacques Cariou     | SFIO-FGDS                  | Retraité de la Marine                                                                                          |
| 1971    | 1977     | Louis Le Pape      | DVD                        | Artisan peintre                                                                                                |
| 1977    | 1995     | Jean Folgoas       | PS                         | Marin-pêcheur, conseiller général du canton de Pont-l'Abbé (1979-1982) puis du canton de Guilvinec (1982-1985) |
| 1995    | 2008     | Yannick Le Moigne  | DVD                        | Cadre administratif, conseiller général du canton de Guilvinec (1998-2004)                                     |
| 2008    | 2014     | Alain Lucas        | MoDem                      | Retraité Gendarmerie                                                                                           |
| 2014    | 2016     | Frédéric Le Loch   | PS                         | Professeur de lycée                                                                                            |
| 2016    | 2020     | Bruno Jullien      | Liste de rassemblement DVG | Urbaniste |
| 2020    | En cours | Cyrille Le Cléac'h | Liste de rassemblement DVD | Professeur d'éducation physique et sportive                                                                    |

### Jumelages
Plobannalec-Lesconil est jumelée :
- à la ville savoyarde de  La Léchère ;
- à la ville britannique de Broadclyst, dans le Devon.
- à la ville allemande de Glienicke-Nordbahn, près de Berlin

## Population et société

### Démographie
L'évolution du nombre d'habitants est connue à travers les recensements de la population effectués dans la commune depuis 1793. Pour les communes de moins de 10 000 habitants, une enquête de recensement portant sur toute la population est réalisée tous les cinq ans, les populations de référence des années intermédiaires étant quant à elles estimées par interpolation ou extrapolation. Pour la commune, le premier recensement exhaustif entrant dans le cadre du nouveau dispositif a été réalisé en 2005.

En 2022, la commune comptait 3 694 habitants, en évolution de +6,86 % par rapport à 2016 (Finistère : +2,16 %, France hors Mayotte : +2,11 %).
| 1793  | 1800  | 1806  | 1821  | 1831  | 1836  | 1841  | 1846  | 1851  |
| ----- | ----- | ----- | ----- | ----- | ----- | ----- | ----- | ----- |
| 1 518 | 1 218 | 1 285 | 1 556 | 1 531 | 1 676 | 1 728 | 1 865 | 1 880 |

| 1856  | 1861  | 1866  | 1872  | 1876  | 1881  | 1886  | 1891  | 1896  |
| ----- | ----- | ----- | ----- | ----- | ----- | ----- | ----- | ----- |
| 1 866 | 1 910 | 1 979 | 2 011 | 2 167 | 2 208 | 2 313 | 2 289 | 2 286 |

| 1901  | 1906  | 1911  | 1921  | 1926  | 1931  | 1936  | 1946  | 1954  |
| ----- | ----- | ----- | ----- | ----- | ----- | ----- | ----- | ----- |
| 2 565 | 2 716 | 2 922 | 2 832 | 2 822 | 2 910 | 2 878 | 2 784 | 2 765 |

| 1962  | 1968  | 1975  | 1982  | 1990  | 1999  | 2005  | 2006  | 2010  |
| ----- | ----- | ----- | ----- | ----- | ----- | ----- | ----- | ----- |
| 2 916 | 2 831 | 2 835 | 2 844 | 3 022 | 3 007 | 3 221 | 3 240 | 3 332 |

| 2015  | 2020  | 2022  | - | - | - | - | - | - |
| ----- | ----- | ----- | - | - | - | - | - | - |
| 3 440 | 3 615 | 3 694 | - | - | - | - | - | - |

La commune a depuis les années 1920 une vocation touristique. Les logements en location et les campings sont nombreux. En 1999, 29,4 % des 1 909 habitations sont des résidences secondaires. Durant l'été 2006, du fait de la venue des estivants, la population de la commune double.
L'âge de la population locale est assez bien réparti, y compris dans la tranche de 60 à 74 ans, les retraités représentant 30,4 % de la population locale ; la commune accueille environ 30 % de plus de personnes de cette tranche que dans le reste du département.
| 0-14 ans | 15-29 ans | 30-44 ans | 45-59 ans | 60-74 ans | 75-89 ans |
| -------- | --------- | --------- | --------- | --------- | --------- |
| 15,4 %   | 15 %      | 19,8 %    | 18,45 %   | 22,1 %    | 9,15 %    |

### Langue bretonne
L'adhésion à la charte Ya d'ar brezhoneg a été votée par le Conseil municipal le 1er décembre 2016.

### Enseignement

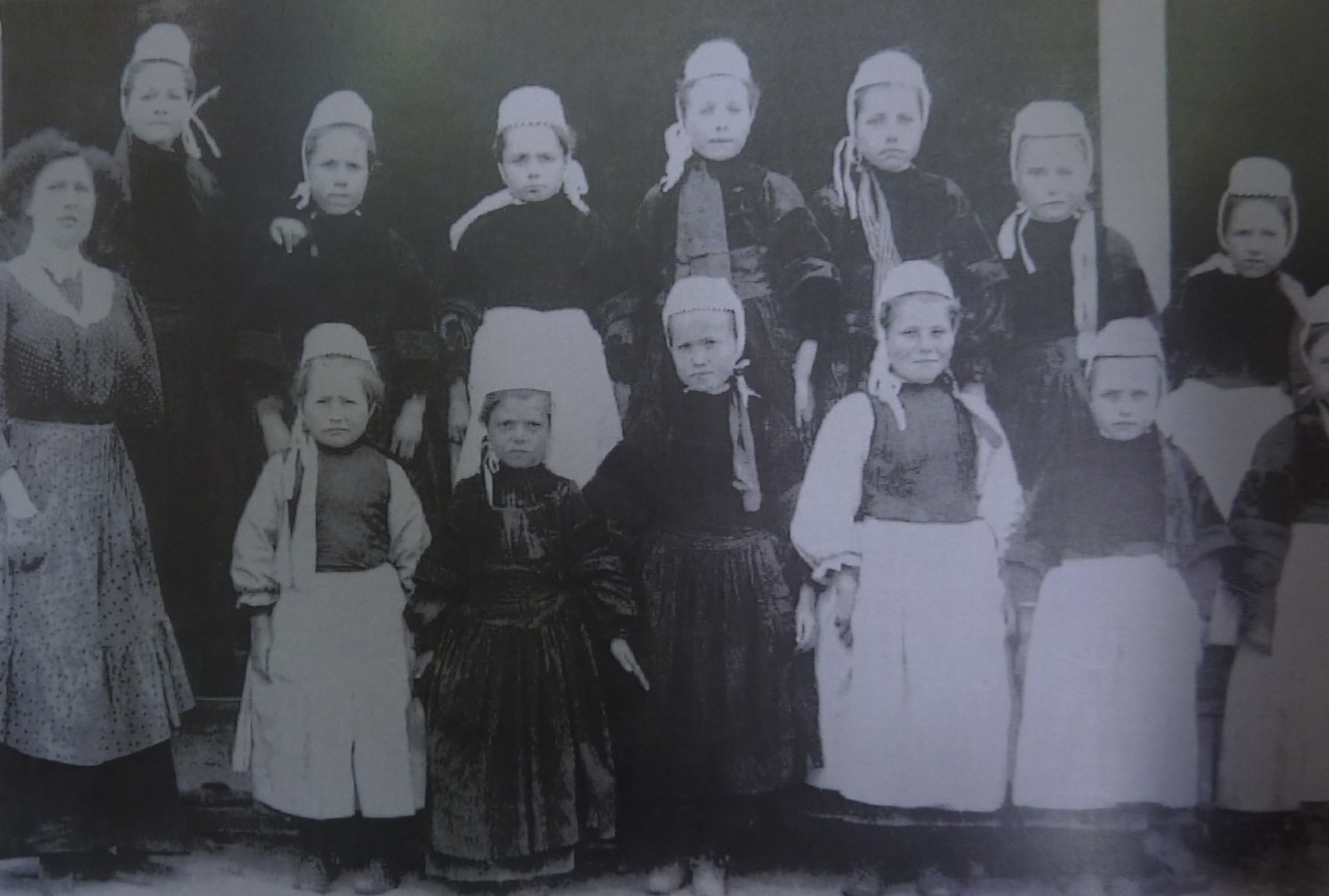
Classe des filles à l'école communale de Lesconil, avant la Première Guerre mondiale.

La commune dispose de deux écoles élémentaires (maternelle et primaire) : celle du Docteur-Fleming, publique, à Lesconil ; et celle de Saint-Joseph, privée, à Plobannalec. Au-delà de ce niveau élémentaire, il faut se rendre à Pont-l'Abbé, à 5 kilomètres de Plobannalec et à 8 kilomètres de Lesconil, pour trouver collèges et lycées. Au-delà, les universités et établissements de troisième cycle se situent à Quimper, Brest, Lorient…

### Services
La commune dispose de deux bureaux de poste, l'un à Plobannalec, l'autre à Lesconil. Elle compte plusieurs campings, hôtels et restaurants, et des bureaux de banque.

### Associations
La commune compte de nombreuses associations : à but culturel, à but caritatif et social (comme le Secours catholique et le Secours populaire), ou à vocation sportive…
Un Comité de jumelage organise les relations avec La Léchère et Broadclyst.
Certains événements festifs, par exemple la "Fête de la langoustine", sont organisés par des associations comme le Comité des fêtes, ou "Tout An Dud".
L'association "Lire à Plobannalec" gère bénévolement la bibliothèque de la commune, en assurant entre autres la permanence les mercredis, samedis et dimanches.
La commune compte aussi des associations à but écologique ou tournées vers la mer, comme l'"Association pour la défense et la réhabilitation du Ster", qui alerte sur l'envasement du Ster ; et "Bag Leskon", association pour le patrimoine maritime et local de Lesconil.
En 2015, une association est très active sur la commune de Lesconil : il s'agit du "Collectif Fleming". Elle conteste le projet du maire de déplacer l'école Fleming de Lesconil vers Plobannalec. Un projet de loi qui risque de mettre à mal le bourg de Lesconil. Cette loi divise la commune, entraînant la démission d'une partie du conseil municipal (5 élus), et la suspension du projet à la fin du mois d'octobre 2015. Le 6 novembre 2015, la municipalité ne dispose plus du nombre suffisant d'élus pour mener à bien les affaires de la commune. Les médias locaux annoncent donc la tenue prochaine de nouvelles élections municipales, avec des répercussions possibles pour la communauté de communes du Pays Bigouden Sud.

### Manifestations culturelles et festivités
Durant l'été, de nombreuses animations ont lieu (festou-noz, kermesses, concerts). Les manifestations les plus importantes sont la Fête de la langoustine et la Fête des vieux métiers.
La Fête de la langoustine a lieu tous les ans, le deuxième samedi du mois d'août. Elle rassemble environ 15 000 visiteurs, qui peuvent déguster les produits locaux, visiter des chalutiers ou faire un tour en mer.
La Fête des vieux métiers, au manoir de Kerhoas, en juillet, rassemble des artisans et des machines anciennes, au son des bombardes et binious. La culture et le patrimoine locaux y sont présentés : production alimentaire, artisanat, musique…

### Santé
La commune compte des médecins, un kinésithérapeute, des services de soins infirmiers et une pharmacie. L'hôpital le plus proche se trouve à Pont-l'Abbé, à 5 kilomètres de Plobannalec et à 8 kilomètres de Lesconil. La maternité la plus proche se trouve à Quimper, à 22 kilomètres de Plobannalec et à 25 kilomètres de Lesconil.

### Sports
Les activités sportives sont organisées par des associations variées : football, volley, badminton, tir à l'arc, galoche bigoudène. Le port accueille un Centre nautique, pour l'apprentissage de la navigation en dériveur, planche à voile, kayak de mer…

### Cultes
Un culte est assuré dans deux églises catholiques et dans un temple protestant.

## Économie

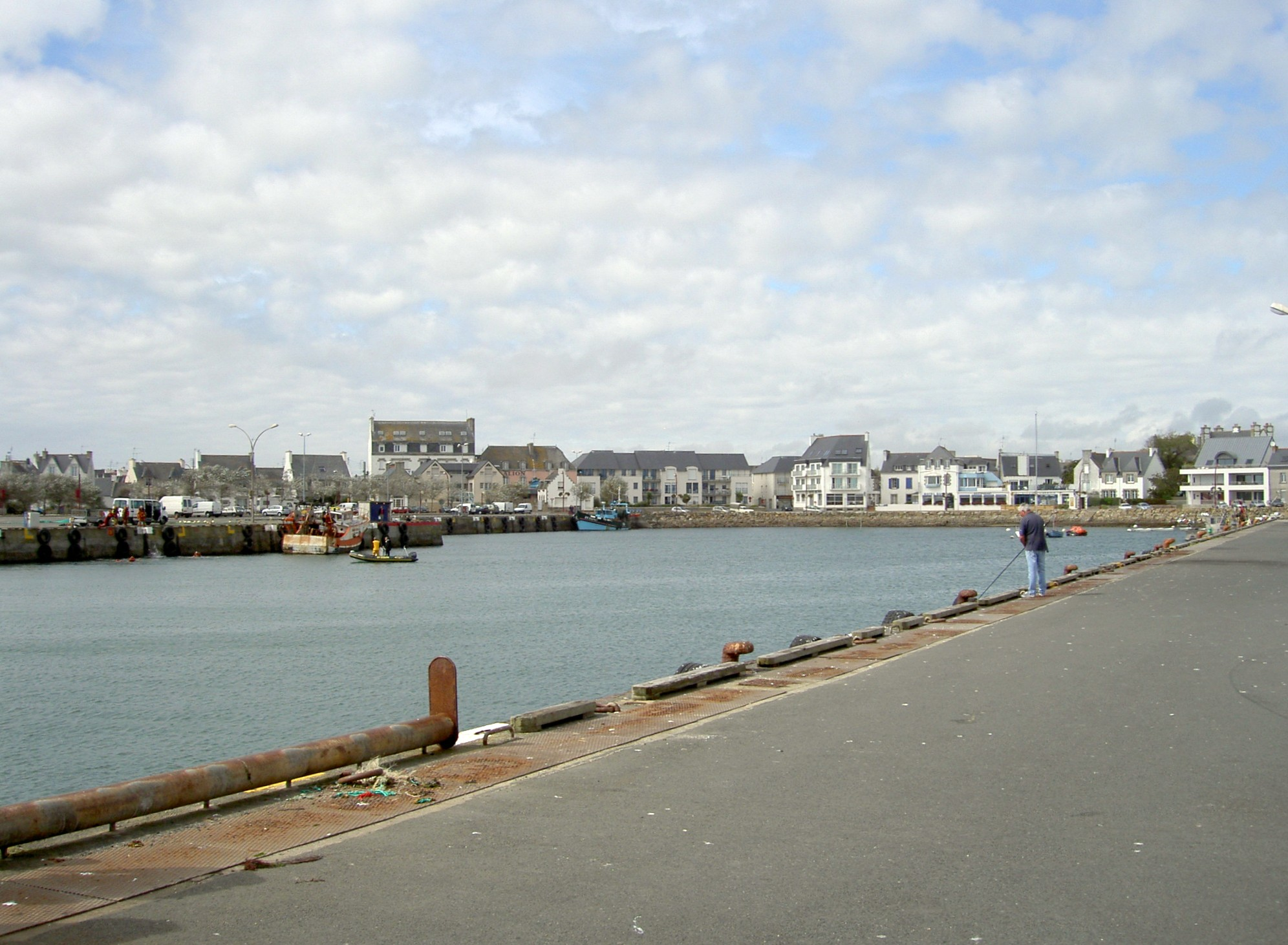
Le port de Lesconil désert, en septembre 2008, quelques mois après la fermeture de la criée.

### Agriculture
L'agriculture est en constant recul depuis 1930. En 1950, la commune compte encore 544 actifs agricoles. En 2000, il n'en reste plus qu'une trentaine.

### Pêche
Au milieu des années 1970, Lesconil compte jusqu'à 57 malamoks à la vente. Quarante ans plus tard, il n'y a plus de criée. La pêche au chalut a quasiment disparu du port. En 2015, il reste un chalutier et trois canots.

### Tourisme
La plupart des hôtels d'aujourd'hui ont été créés entre 1920 et 1933. Le tourisme estival représente donc une activité importante pour la commune, et ce, depuis les années 1920, bien avant les congés payés.
Il n'y a que deux petites plages sur le territoire même de la commune (l'une au pied du sémaphore, l'autre de création artificielle, entre le port et le Ster). Mais les plus fréquentées sont les Sables blancs (à l'est du Ster, plage longue d'un kilomètre, sur le territoire de Loctudy) et la Grande Plage (à l'ouest, sur le territoire de Treffiagat.
Depuis la fin des années 1990 et le recul de la pêche, le nautisme de loisir est de plus en plus présent. De 1997 à 2000, en vue du Vendée Globe 2000, le skipper Bernard Stamm construit un monocoque de 60 pieds, Superbigou.

#### Bernard Stamm à Lesconil

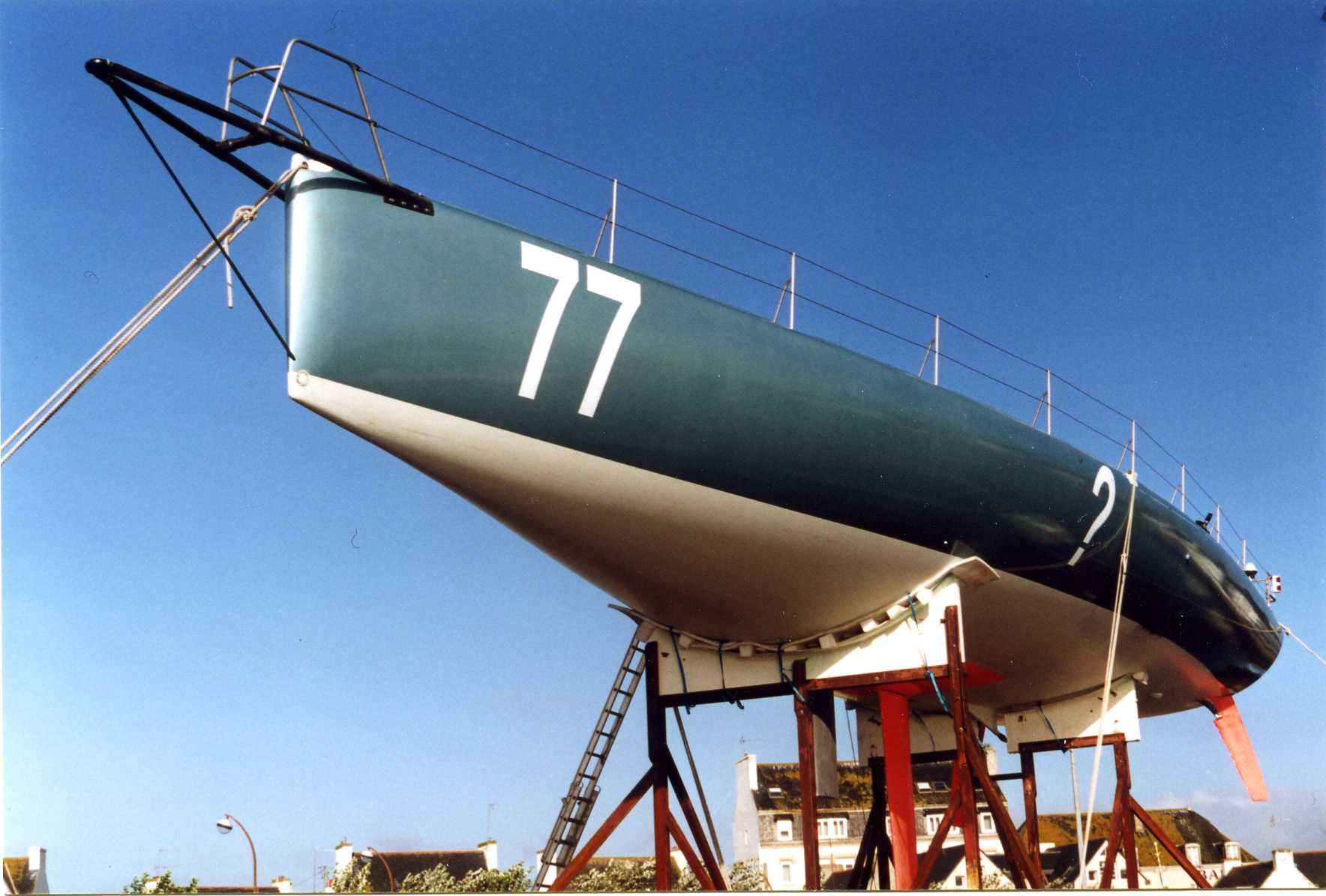
L'Imoca Superbigou de Bernard Stamm à Lesconil, avant sa mise à l'eau.

C’est à Lesconil que le Suisse Bernard Stamm choisit de construire « de ses mains » un voilier Open 60 pieds (18,28 mètres), tout carbone, qu’il compte engager dans le Vendée Globe 2000. Le Centre nautique met un hangar à sa disposition, et le chantier démarre en 1997. Les habitants et les estivants apportent à ce bricoleur fauché un concours un peu sceptique au début, puis de plus en plus enthousiaste. Le bateau, baptisé Superbigou en hommage à l’héroïne de BD locale, est mis à l’eau le 11 février 2000. « Quand il m'a parlé de construire seul son Superbigou pour le Vendée Globe, se souvient l'architecte finistérien Pierre Rolland, je me suis dit que ce type était un peu dérangé. Mais le plus incroyable, c'est qu'il a réussi. »
Stamm trouve in extremis des sponsors : la veille de la course, Superbigou devient Armor Lux - Foies gras Bizac. Après neuf jours de mer, classé quatrième de la flotte, il doit abandonner sur avarie de pilotes automatiques et de barre.
Il se rattrape, le 6 février 2001, en pulvérisant le record de traversée de l’Atlantique (en monocoque et en équipage) en 8 jours, 20 heures, 55 minutes et 35 secondes. L’équipage de Stamm est composé de lui-même, de Christophe Lebas, de Jean-Baptiste L’Ollivier et de François Scheeck. Le précédent record (8 jours, 23 heures, 59 minutes) était détenu depuis octobre 1998 par Mari Cha III, voilier de 44,70 mètres, 1 600 m2 de voilure, avec un équipage de 22 hommes mené par le Britannique Robert Miller.
Stamm et son bateau remportent ensuite à deux reprises la course autour du monde en solitaire avec escales…
- Ils remportent l’édition 2002-2003 (Around Alone), profitant de la première étape pour battre le record de traversée de l'Atlantique en solitaire, sur monocoque (10 j 11 h 55 min 19 s)[201] et remportant quatre étapes sur cinq[202].
- Le bateau étant rebaptisé Cheminées Poujoulat, ils remportent l’édition 2006-2007 (Velux 5 Oceans).

#### Années 2000
La volonté de la municipalité, depuis 2008, est de populariser Lesconil comme port d'escale pour les plaisanciers — avec une centaine de places de ponton envisagées.
En 2022 le camping L'Océan breton, situé près du manoir de Kerlut, a été élu « camping préféré des Français » par l'association Camping-and-co.com.

## Culture locale et patrimoine

### Monuments et lieux touristiques

#### Les monuments de lapréhistoriqueset de laprotohistoriques
La commune compte plusieurs dolmens, menhirs néolithiques et stèles protohistoriques.
- Là où se trouvaient les quinze tumulus de Menez Goarem ar Feunteun, à Lesconil, il reste un dolmen datant du néolithique, visible de la rue Jules-Ferry. Il est classé monument historique par arrêté du 10 novembre 1921.
- Le site du Quélarn, près de Plobannalec, contient un dolmen et de nombreux mégalithes couchés. Ce site est ce qui reste d'un cairn long de 50 mètres, autrefois composé de six dolmens[205].
- Plusieurs autres dolmens (Kerfuns, Kervadol, Kervignon, Tronval) et menhirs (Men Rouz, Men ar Groaz, Kerdalaë-Plonivel, Kerloc'h) sont dispersés dans la commune. Men rouz, qui s'élevait au milieu du Ster Nibilik, est particulièrement remarquable. Les eaux atteignaient son sommet aux plus grandes marées. Lorsque l'on a comblé la partie ouest du bras de mer et construit un bureau de poste, le menhir a été incrusté dans une muraille de soutènement du terre-plein[HPL 8]. Il est encore visible. Il doit son nom, Men Rouz, « la Pierre sombre », au manteau de goémon qui le recouvrait. Le menhir de Men ar Groaz est encastré dans le phare. Il se trouvait jadis sur un îlot. Ce dernier a été rattaché au continent par la construction d'un terre-plein entre 1959 et 1961.
- La Stèle de Kervadol, aujourd'hui au Musée départemental breton à Quimper.

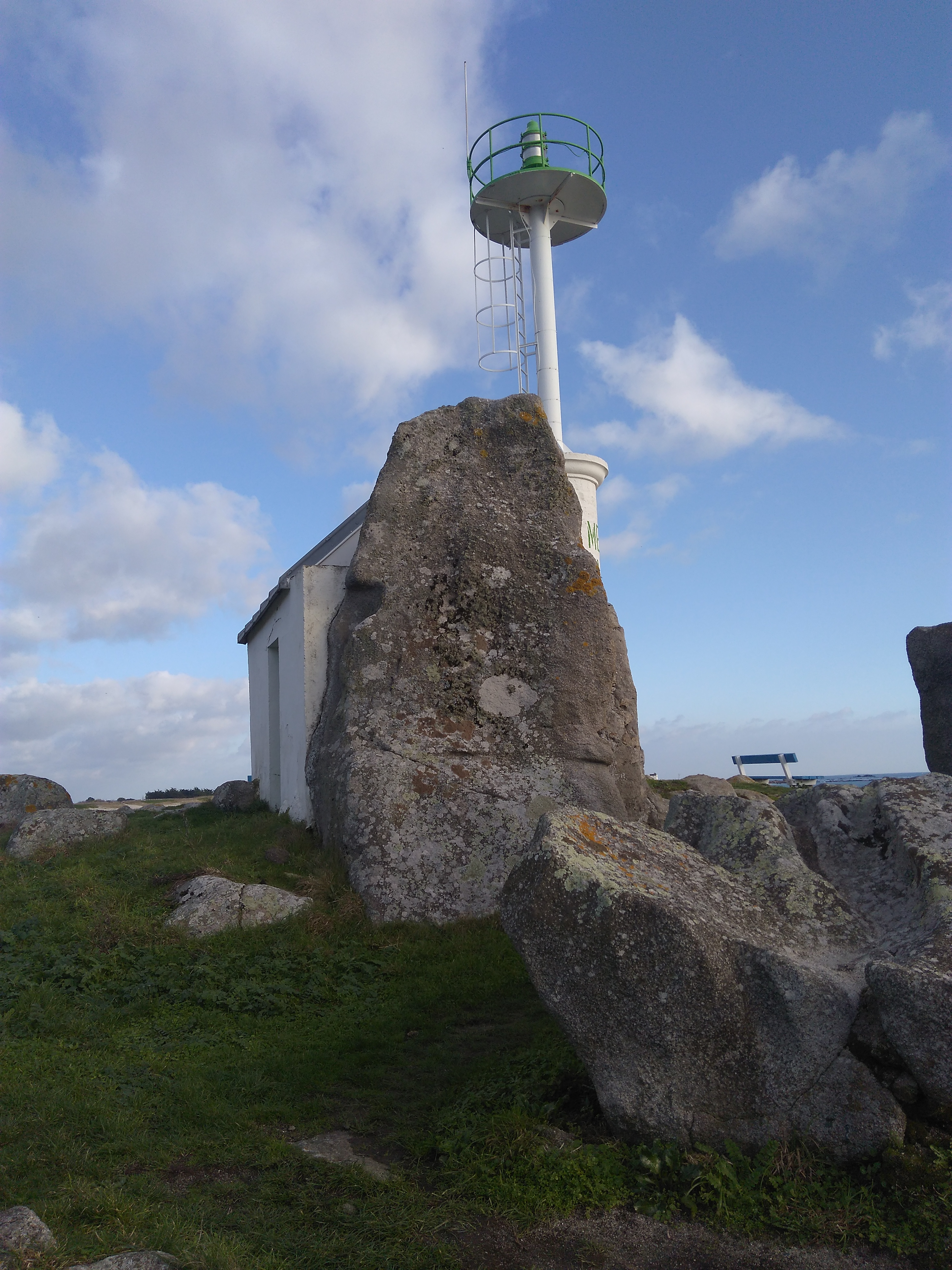
Le menhir de Men ar Groaz, à l'entrée du port de Lesconil. L'îlot sur lequel il se trouvait est à présent relié au continent
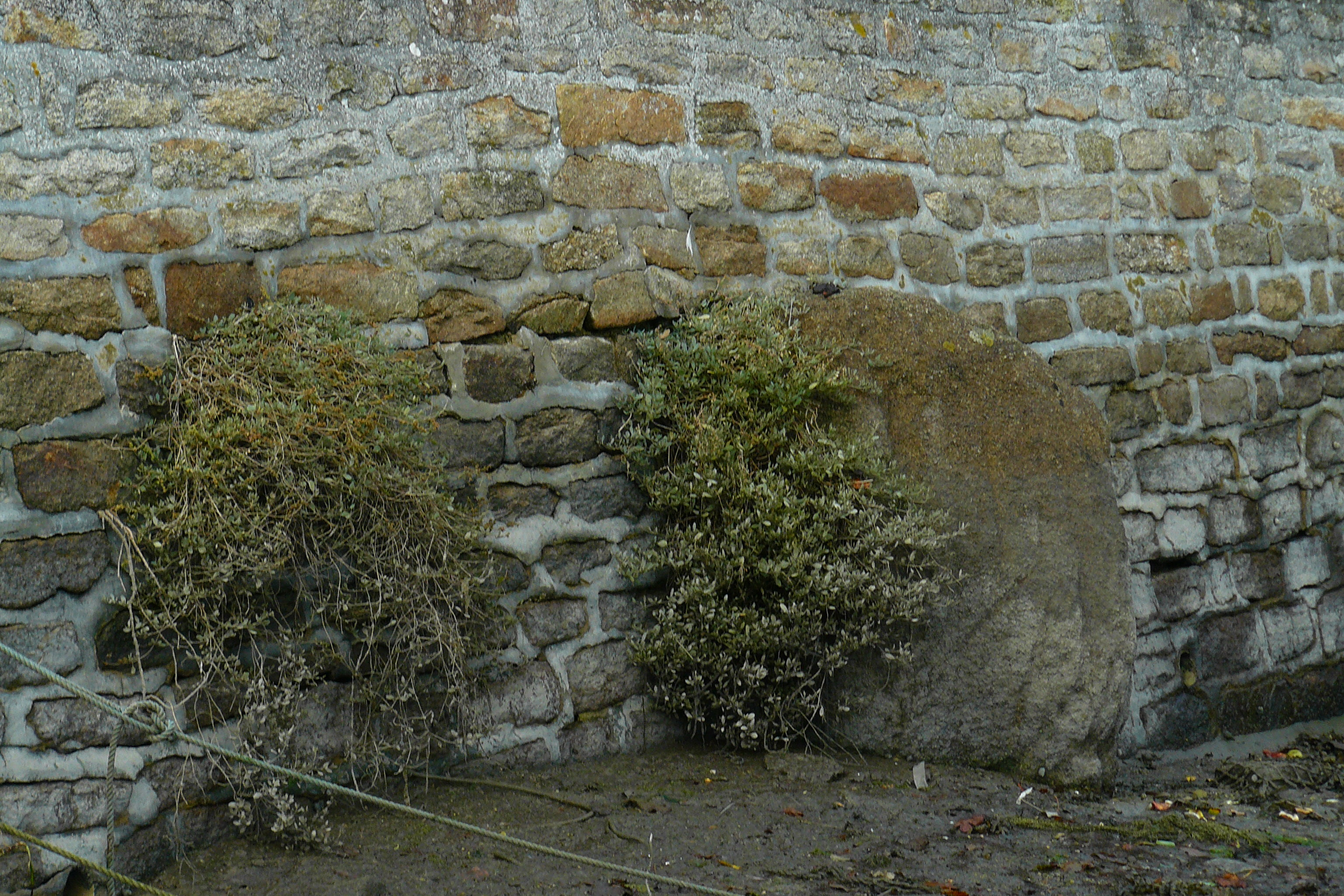
Le menhir de Men Rouz, malheureusement en partie sous les remblais d'un parking et incrusté dans un mur de soutènement
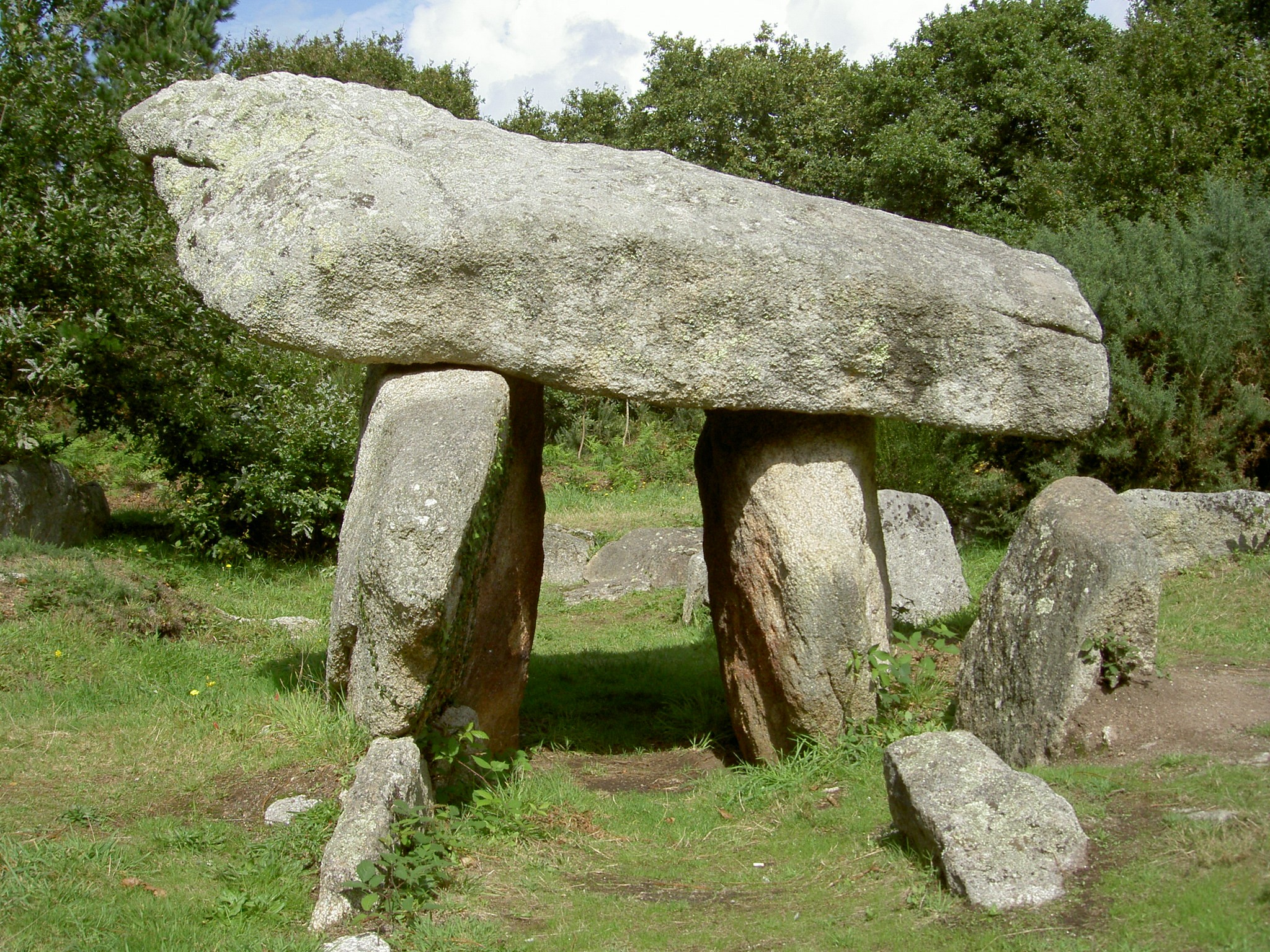
Dolmen de Quélarn
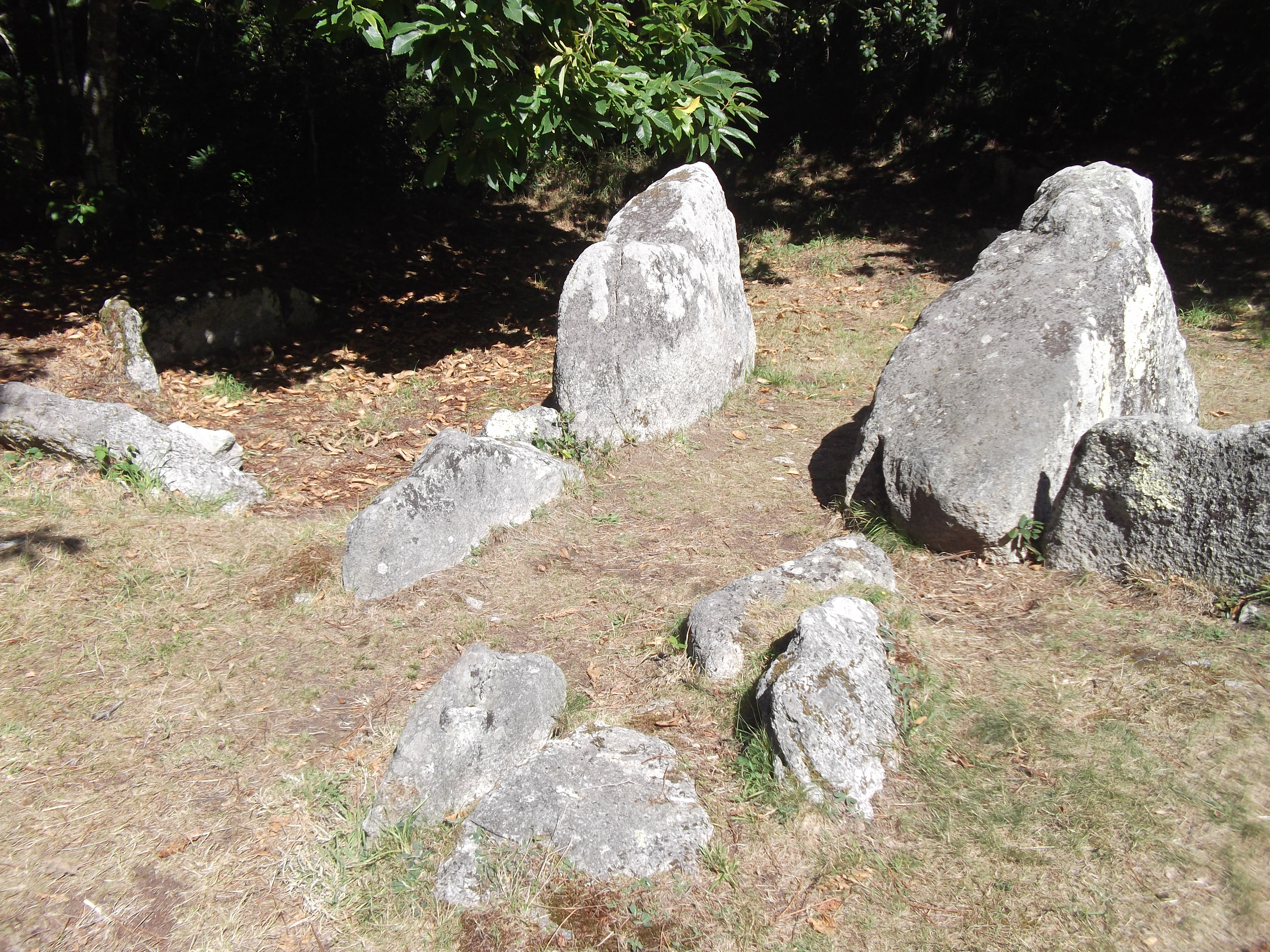
Vestiges du Cairn de Quélarn
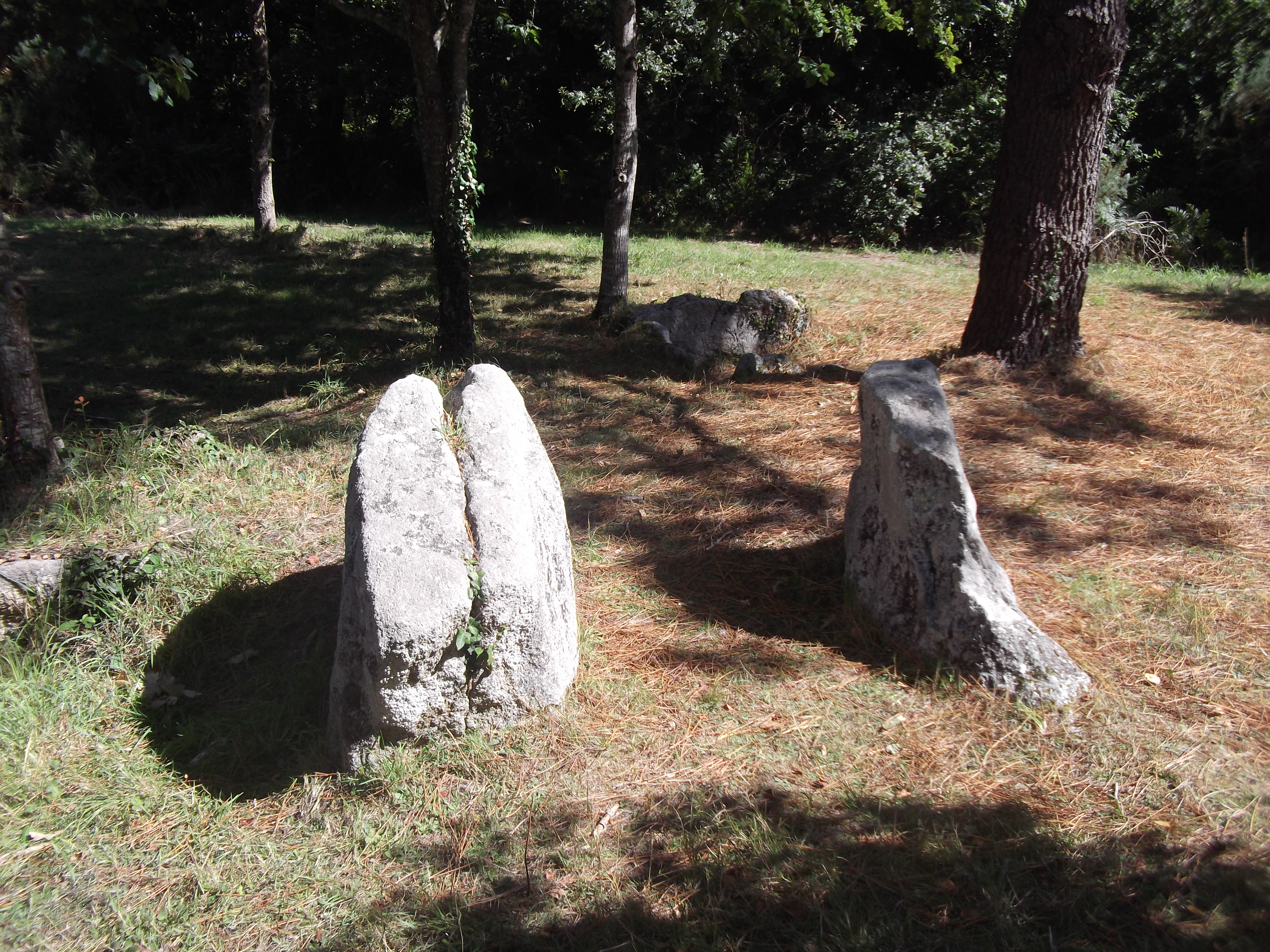
Restes du Cairn de Quélarn
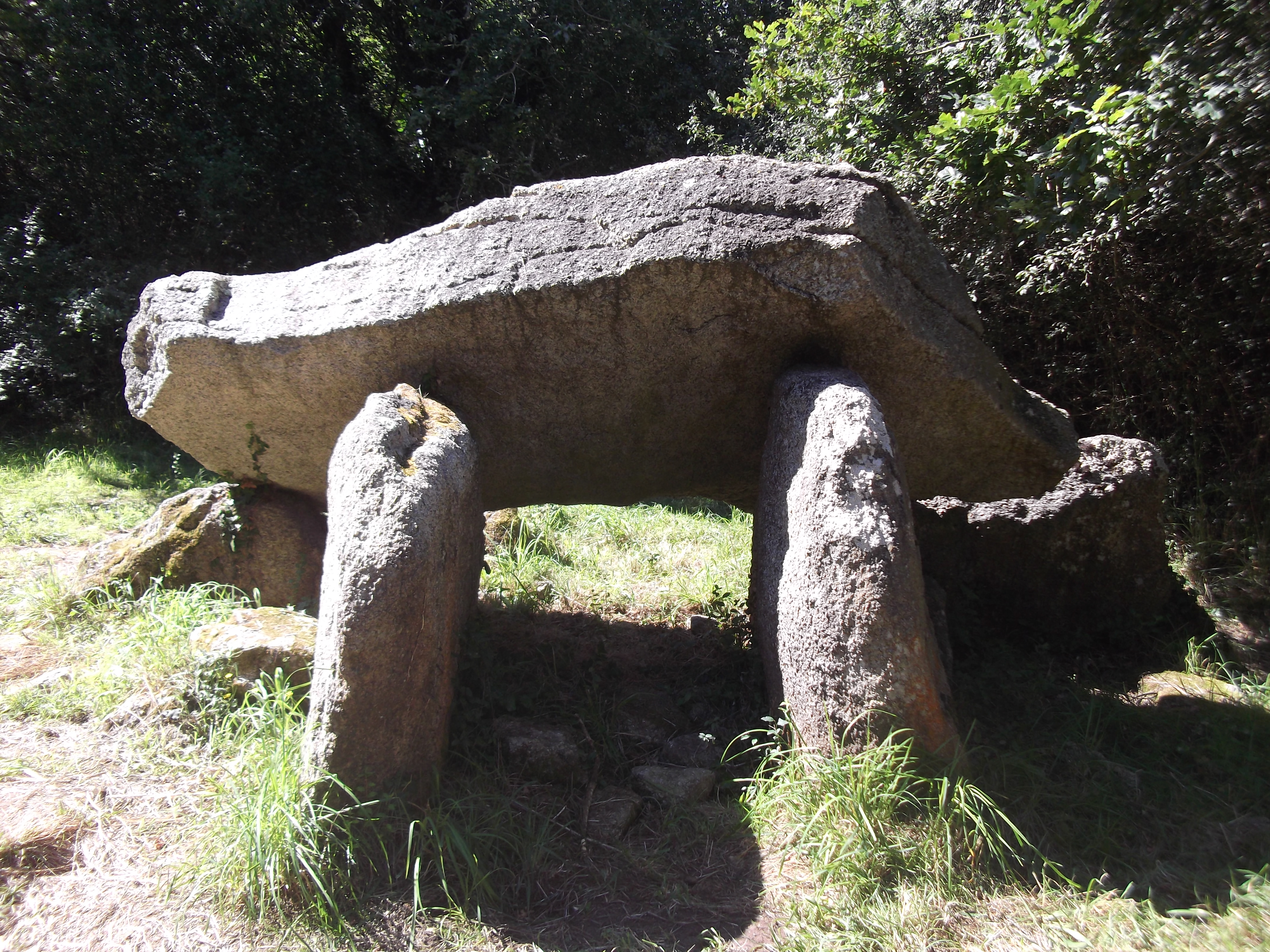
Dolmen de Tronval, vu du Nord
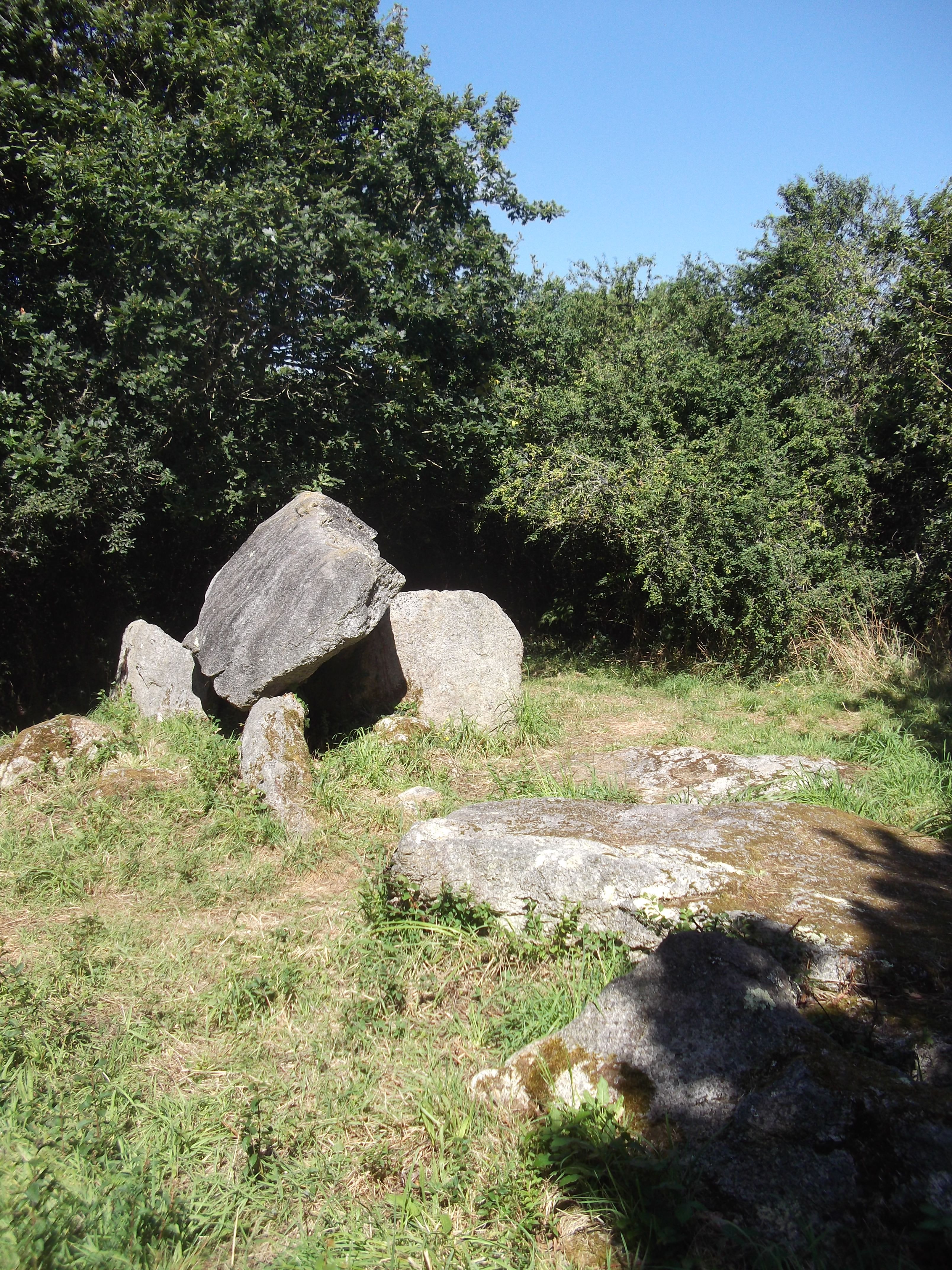
Dolmen de Tronval, vu de l'Est (profil)
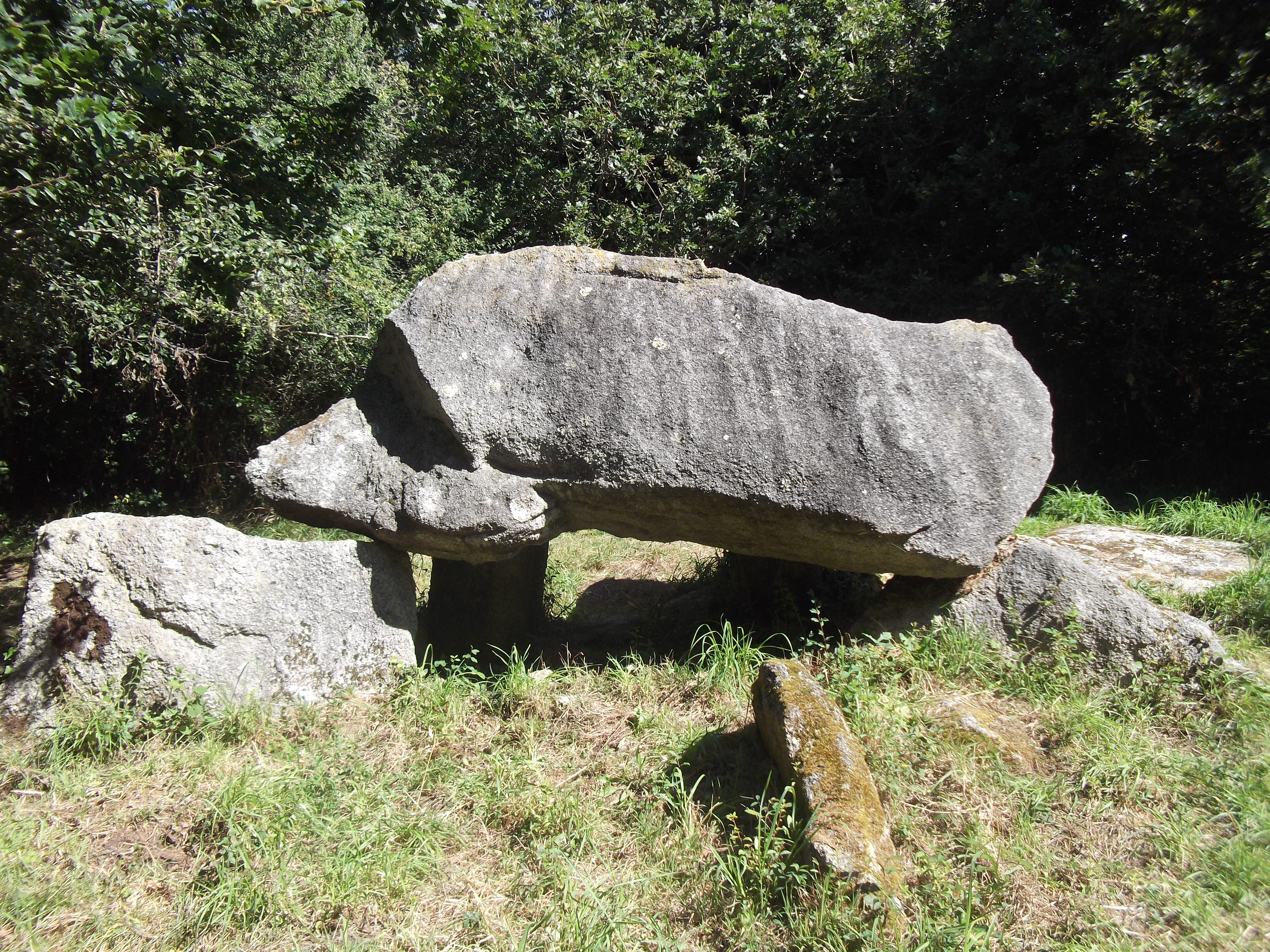
Dolmen de Tronval, vu du Sud
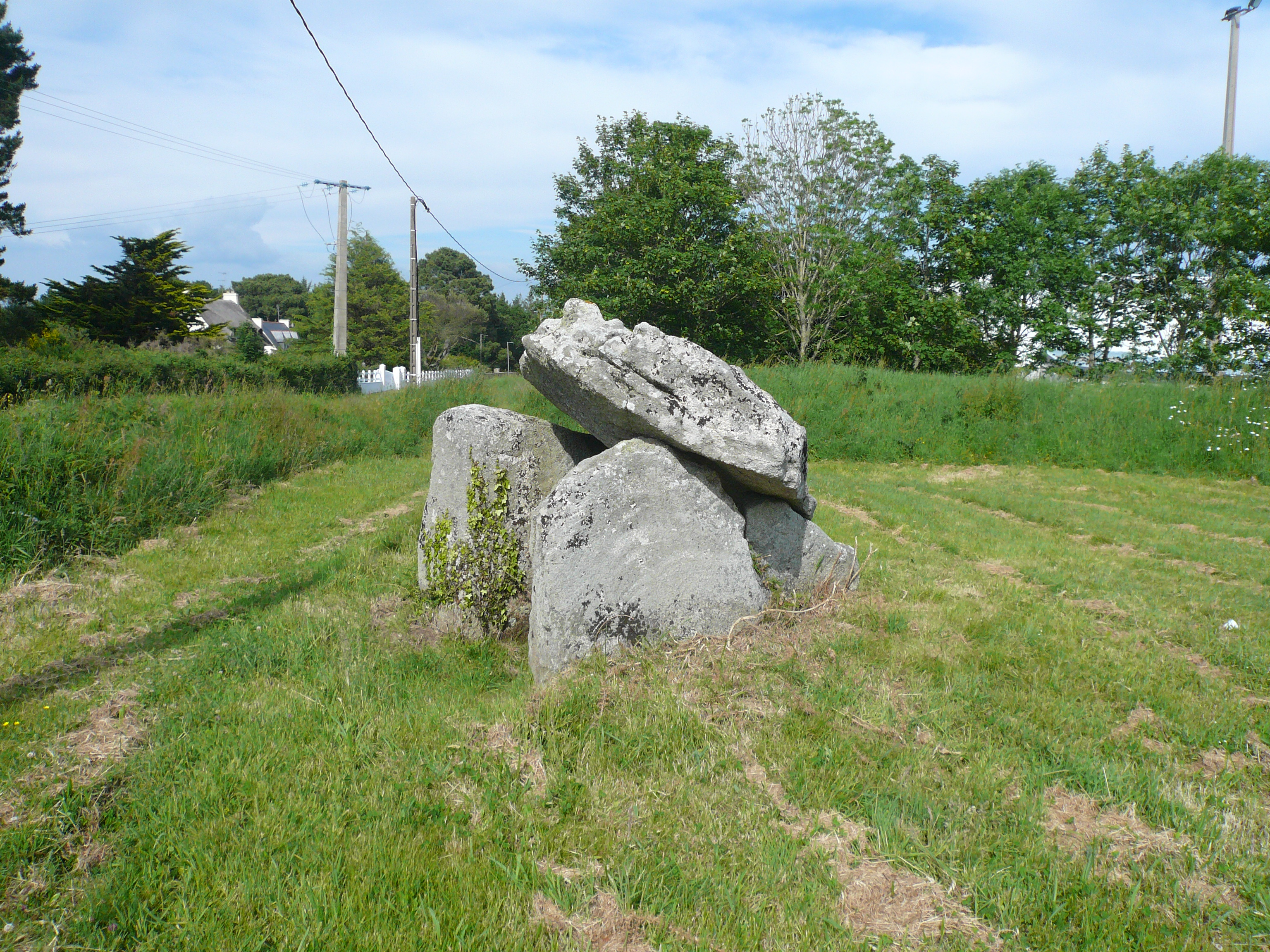
Le Dolmen de Kervignon
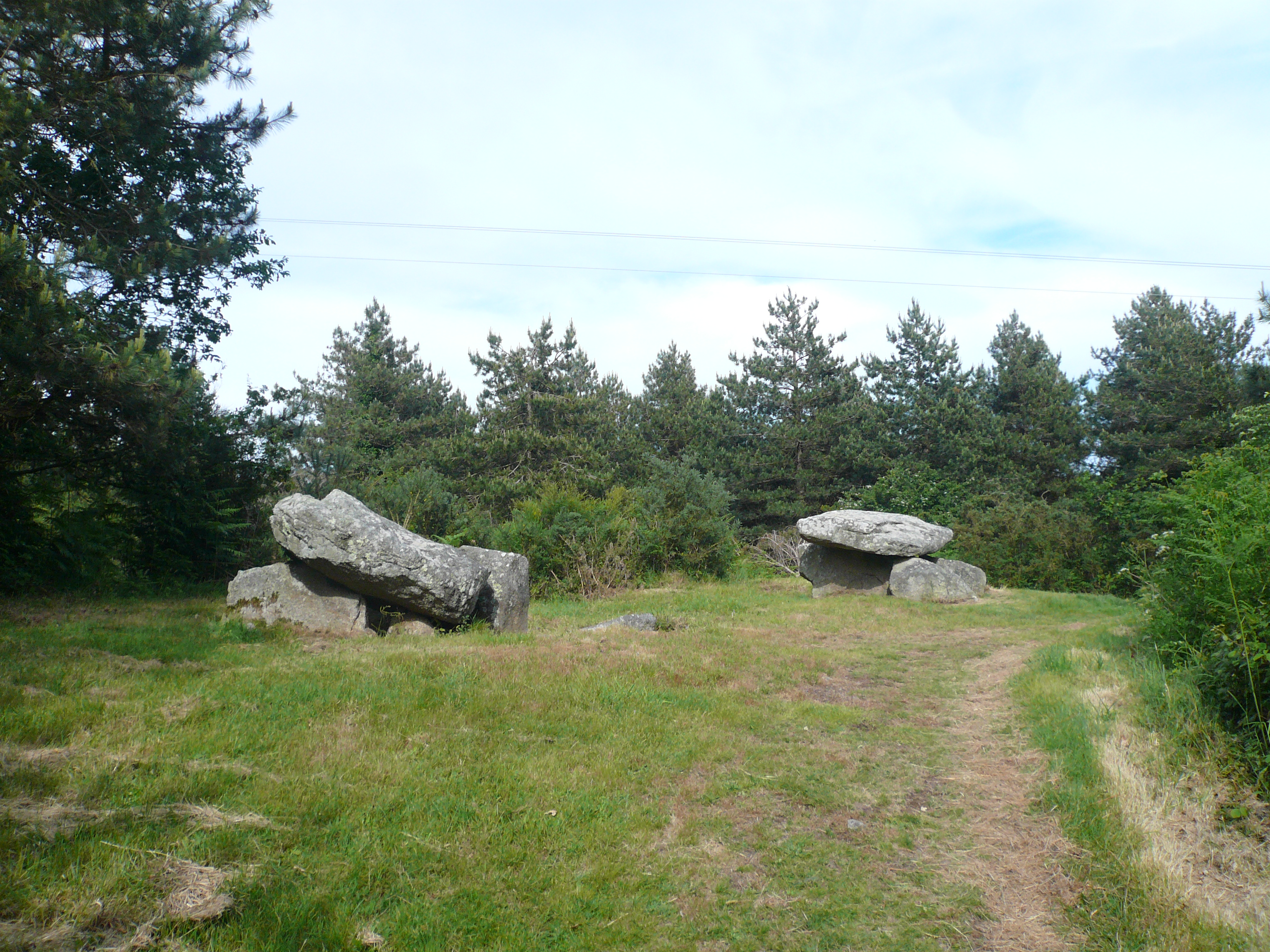
Les deux Dolmens de Kervadol

#### Les manoirs

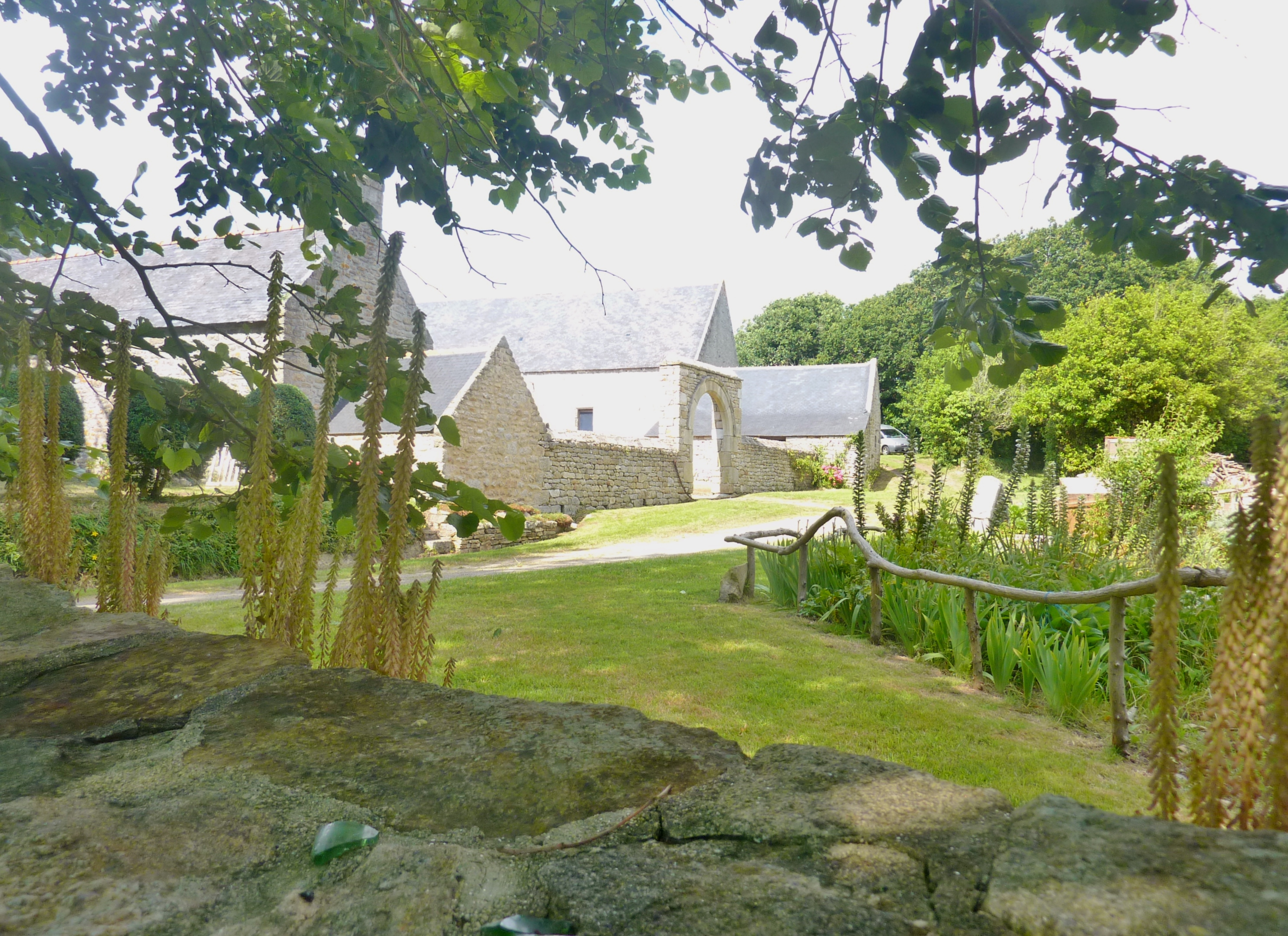
Le manoir de Kerhoas, ancienne demeure seigneuriale bigoudène du XVe siècle.

- Le manoir de Kerhoas, entre le Ster et Plonivel, présente l'organisation typique de la demeure seigneuriale bigoudène du XVe siècle, qui est en même temps une ferme. Pourvu d'une fontaine et d'un four à pain, le manoir semble n'avoir subi que peu de modifications depuis sa construction. Il a longtemps appartenu à la famille Du Haffond (connue pour avoir eu maille à partir avec les Bonnets rouges en 1675). Inscrit aux monuments historiques depuis 1992[206], résidence privée de la famille Aymer de La Chevalerie, le manoir s'ouvre à l'occasion de la fête des vieux métiers et du patrimoine[207].
- Le manoir de Kerlut est un petit château sur le Ster, en granit taillé. Il est édifié de 1896 à 1898 par le comte Arthur Janvier de La Motte[208]. Un camping occupe maintenant le domaine[209].

#### Les lieux de cultes chrétiens
- La chapelle Saint-Brieuc de Plonivel, ancienne église paroissiale jusqu'à la Révolution française[24]. De l'église de la fin du XVe siècle et du début du XVIe siècle, de style gothique flamboyant, ne subsiste que les deux travées de la nef avec ses piliers cylindriques sans chapiteaux, deux d'entre eux, massifs, supportant l'ancien clocher désormais disparu. Tout le reste de l'édifice date du remaniement de 1774, en particulier le chœur, le chevet polygonal, le clocher actuel, le porche (refait en partie dès 1758), la sacristie, les fonts baptismaux. Le maître-autel, de style baroque et la chaire à prêcher datent aussi de la fin du XVIIIe siècle. Parmi les statues se trouvent une pietà et une statue de saint Benoît qui datent du XVIe siècle, une Vierge à l'Enfant[210], un Christ en croix et une statue de sainte Marguerite du XVIIe siècle, deux statues de saint Brieuc et de la Vierge situées dans le chœur, etc. Une statue de saint Mélar provient d'une ancienne chapelle ruinée située à proximité. Des vitraux en dalle de verre provenant de l'atelier Le Bihan[211] ont été installés en 1978[212]. Le placître entourant la chapelle correspond à l'ancien cimetière ; son mur d'enceinte contient dans sa partie ouest une croix pattée datant du Moyen Âge[213] et dans l'angle sud-est une croix monolithique de section octogonale[214]. L'ancien presbytère est situé à proximité. Le pardon est célébré le premier dimanche de mai. L'ensemble est soit classé, soit inscrit à l'inventaire supplémentaire des monuments historiques.

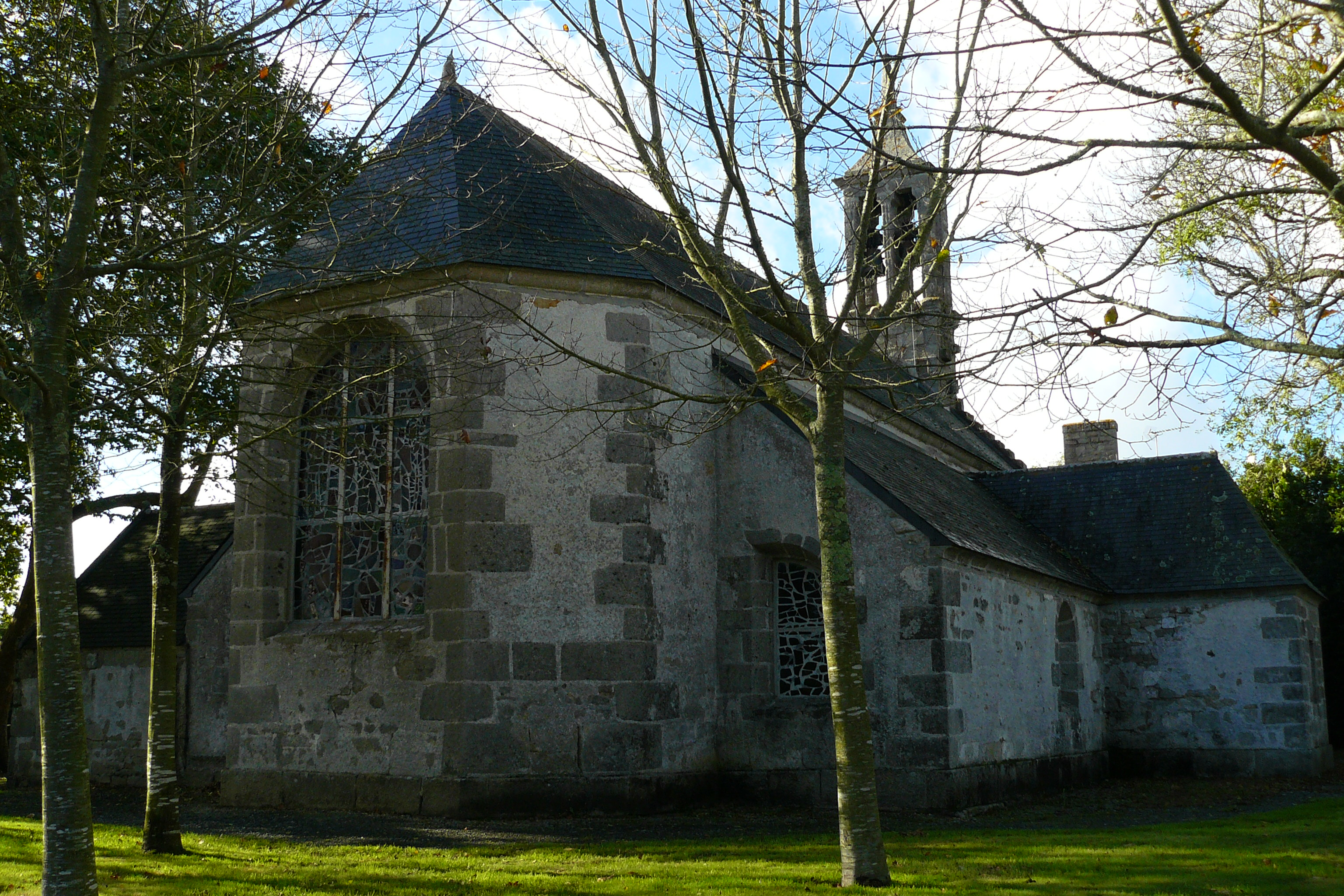
La chapelle Saint-Brieuc, ancienne église paroissiale de Plonivel (vue extérieure)
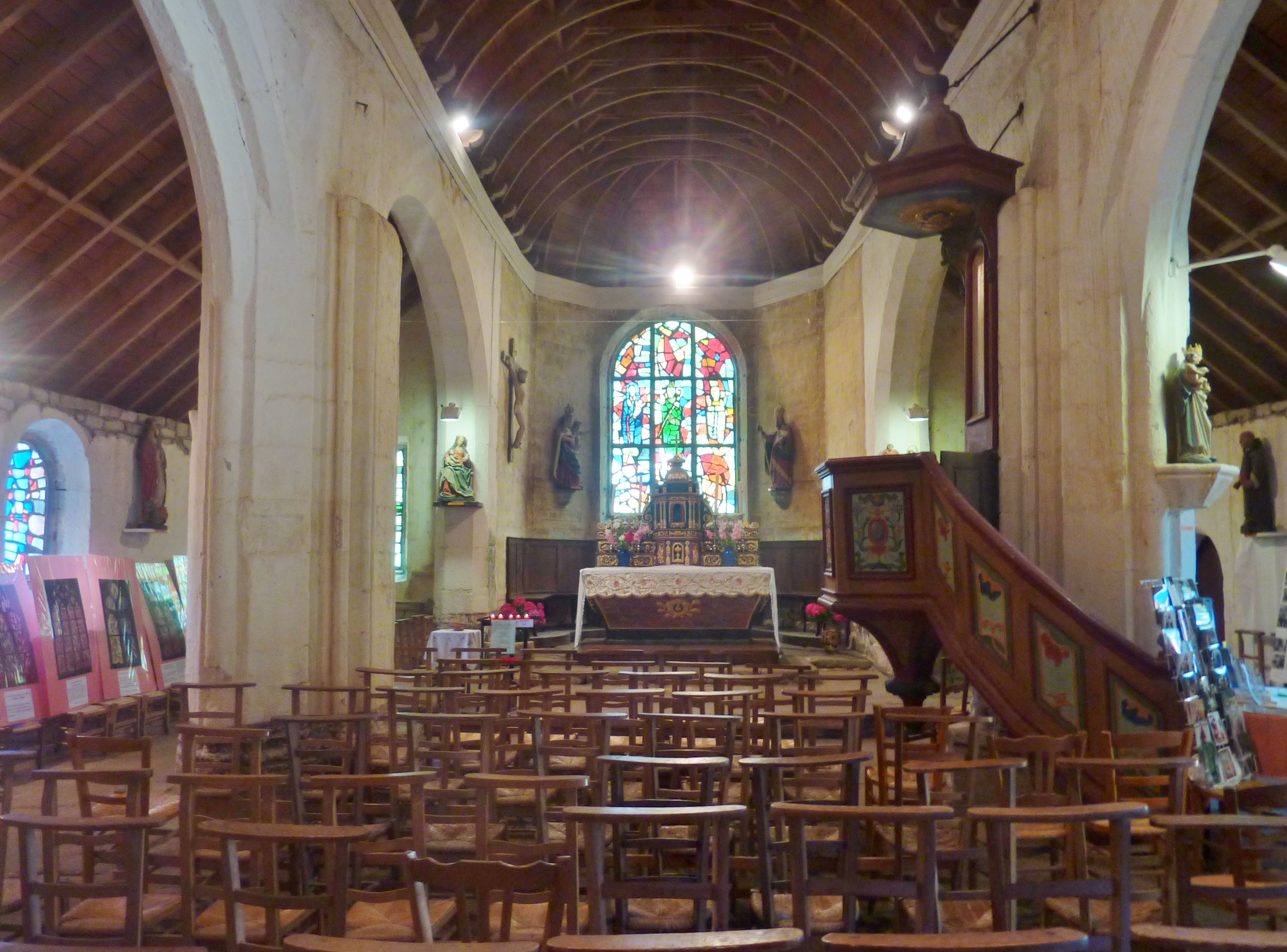
La chapelle Saint-Brieuc de Plonivel, vue intérieure d'ensemble
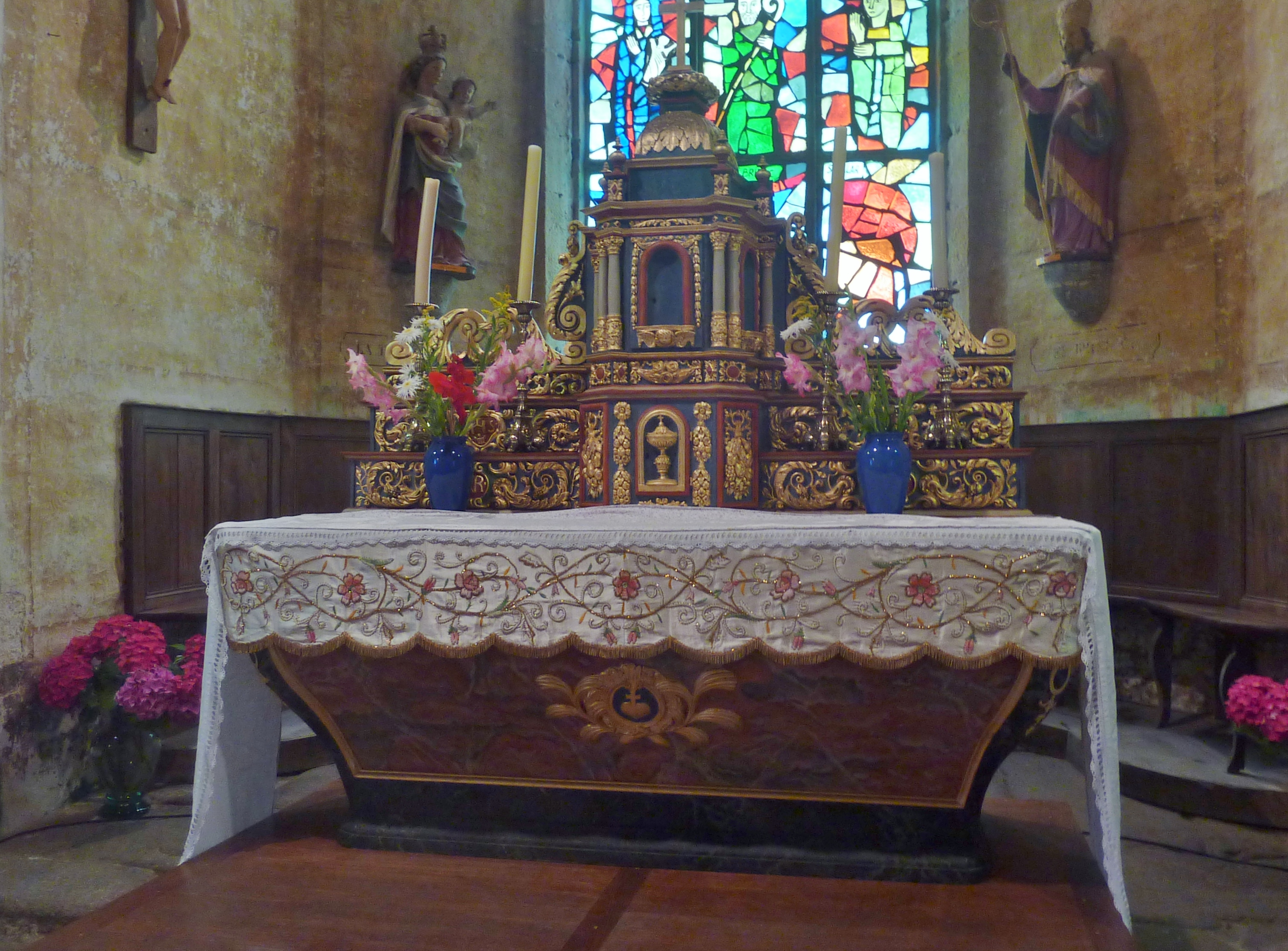
Chapelle Saint-Brieuc de Plonivel, le maître-autel, de style baroque (fin du XVIIIe siècle)
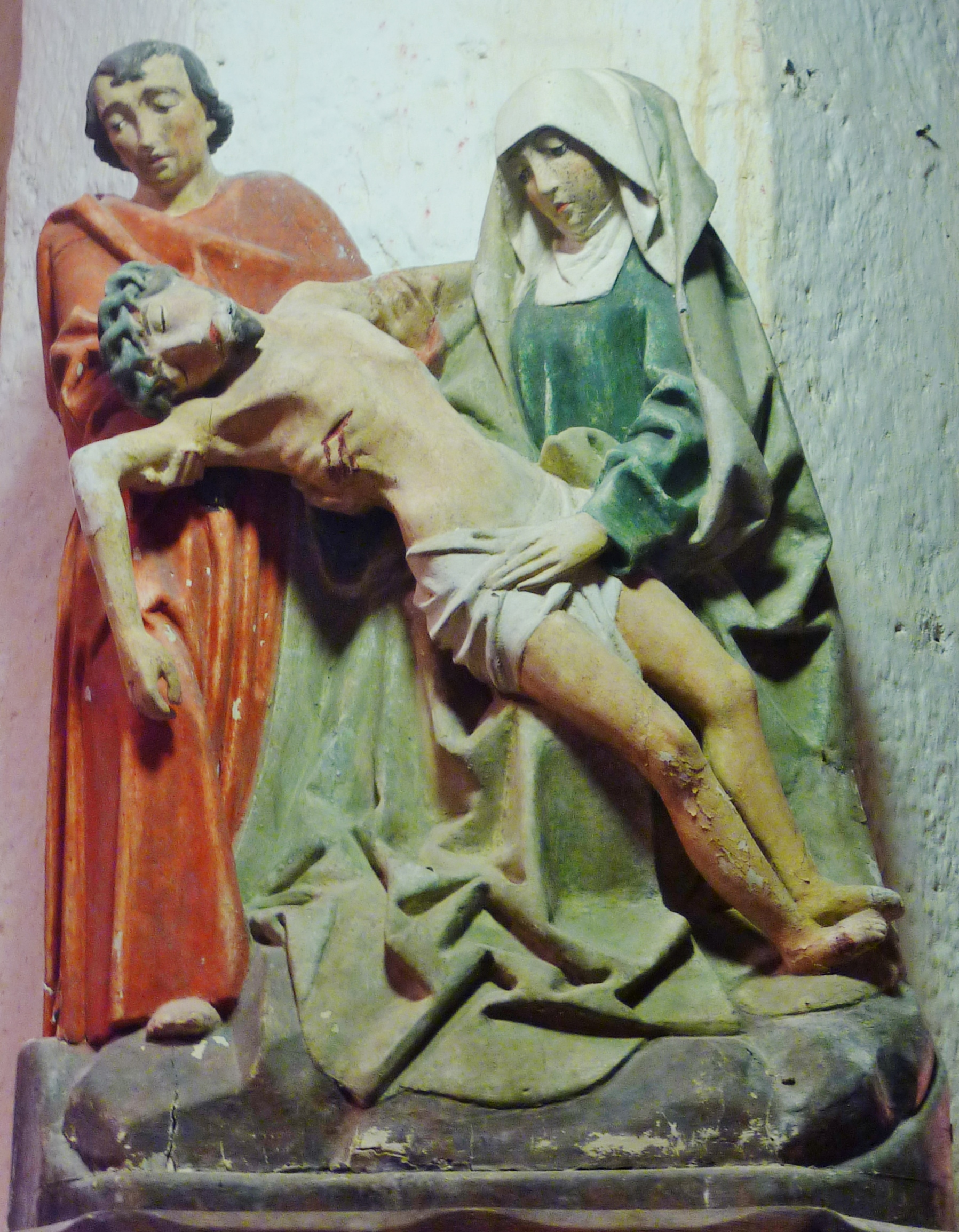
Chapelle Saint-Brieuc de Plonivel, pietà datant du XVIe siècle
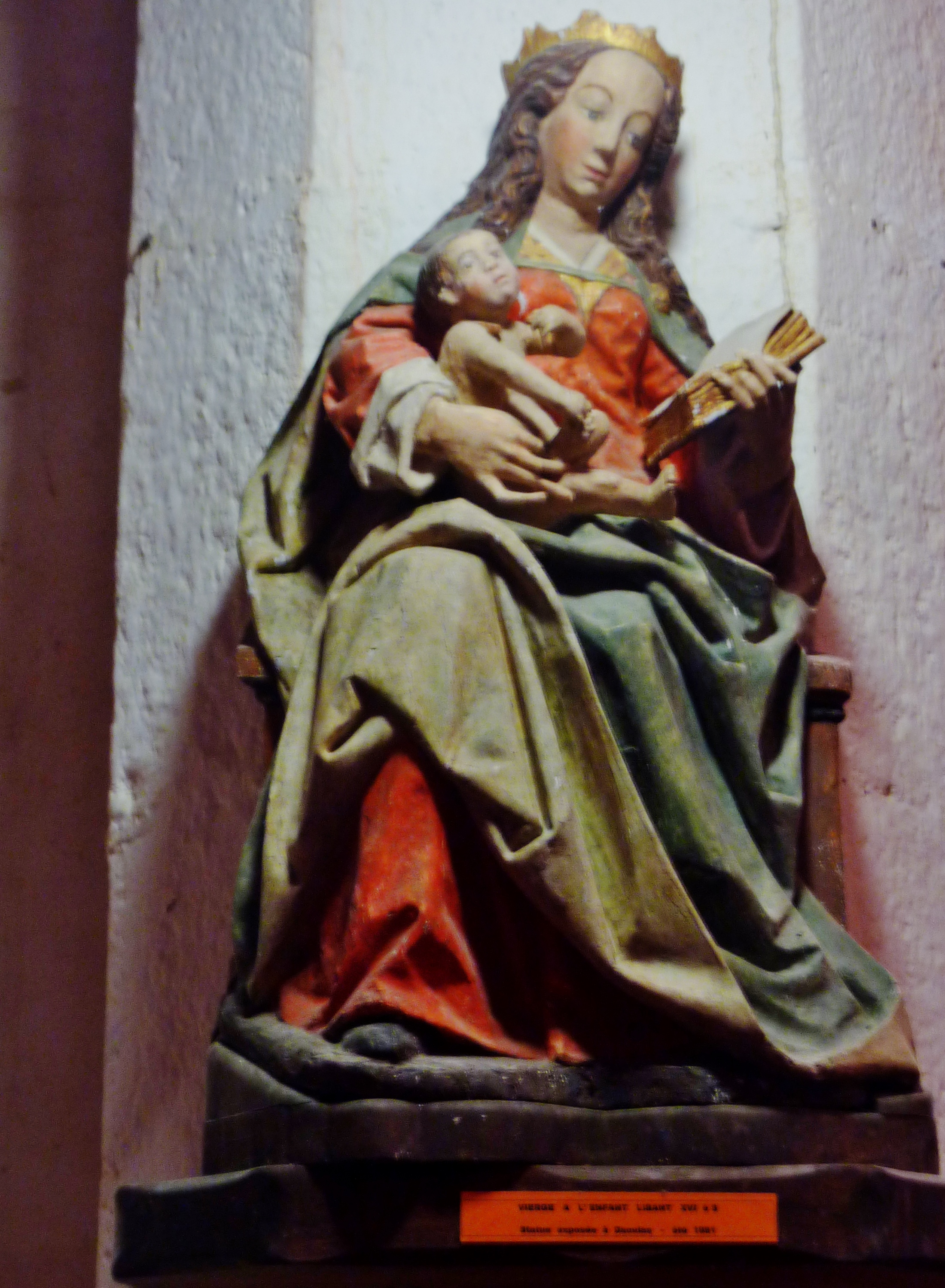
Chapelle Saint-Brieuc de Plonivel, Vierge à l'Enfant datant du XVIIe siècle
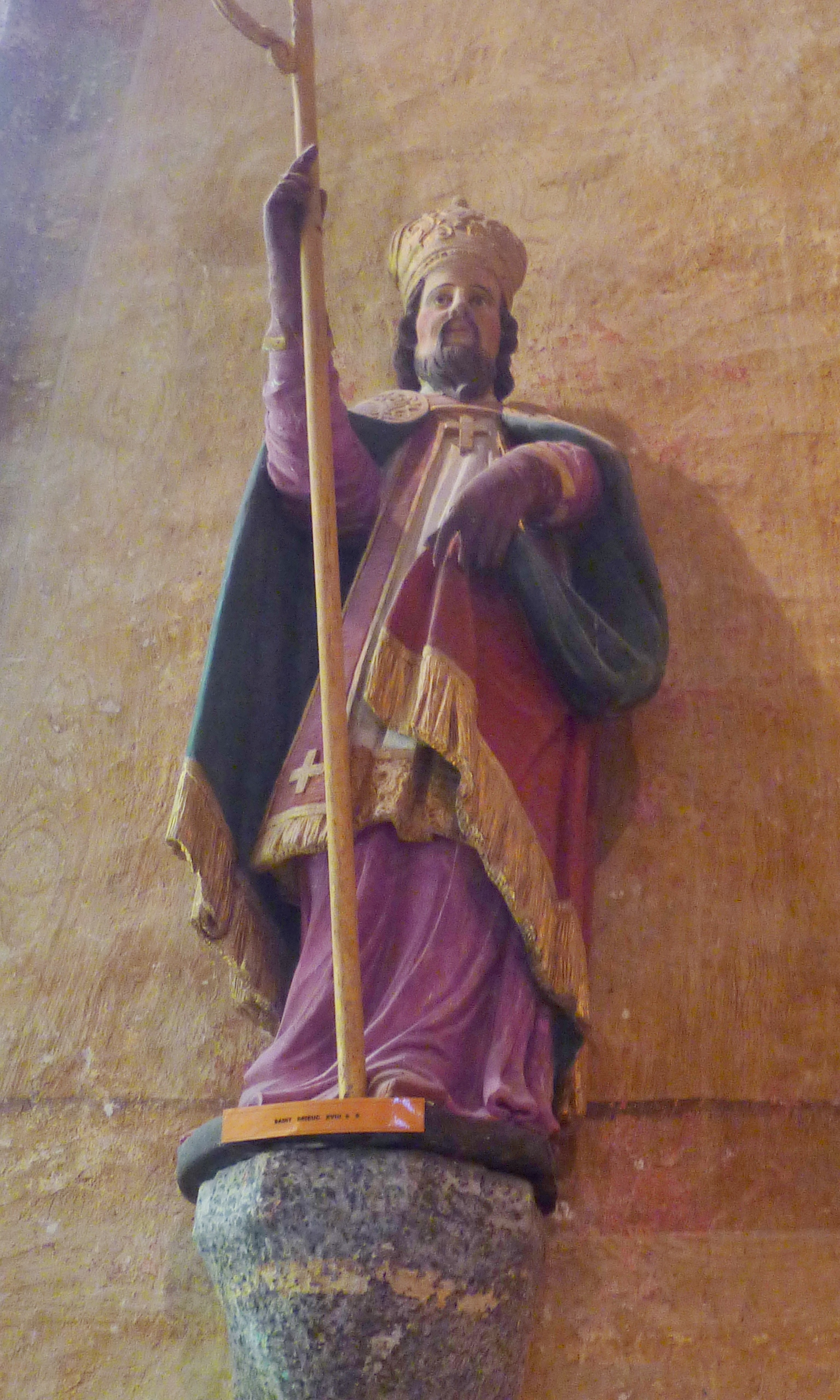
Chapelle Saint-Brieuc de Plonivel, statue de saint Brieuc
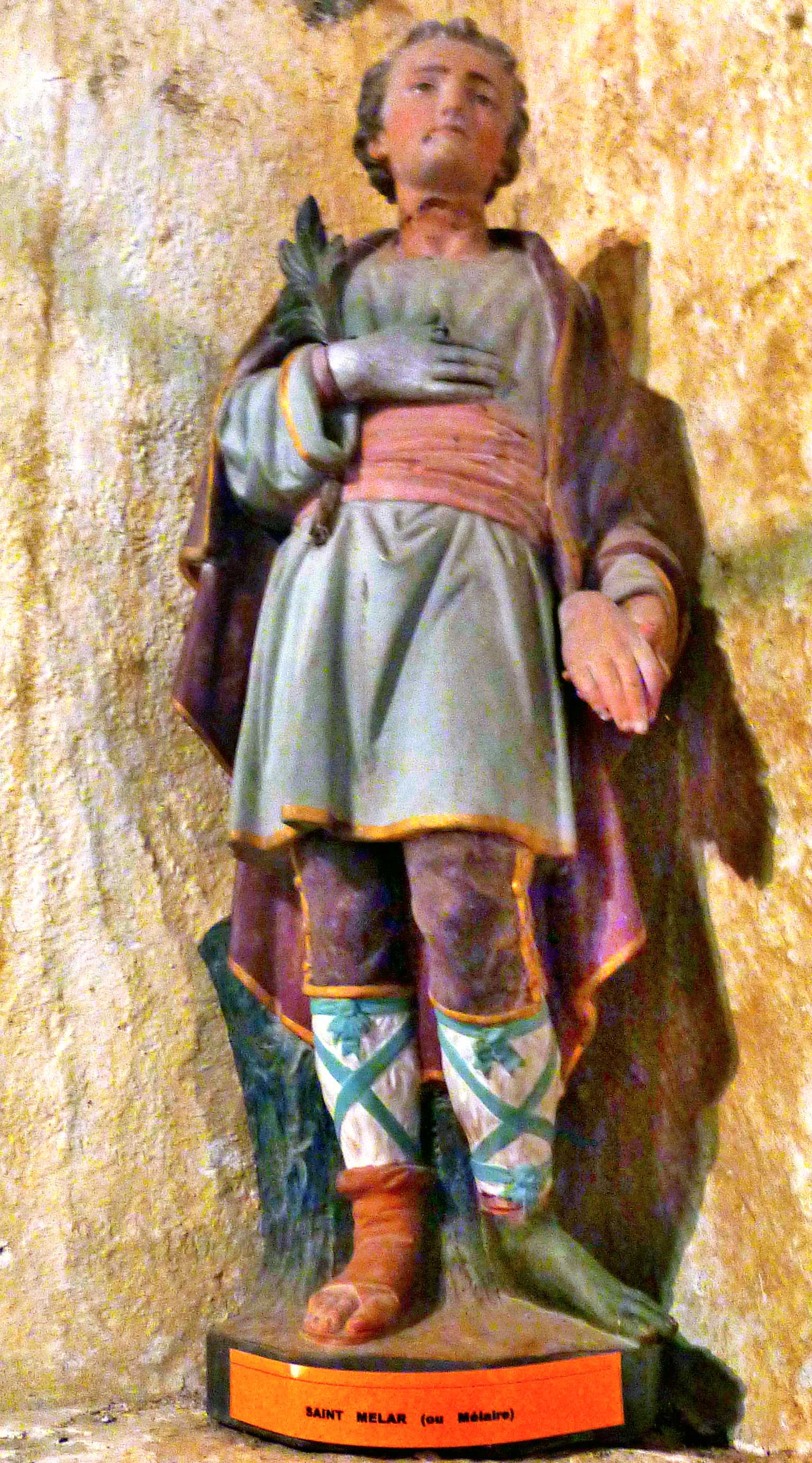
Chapelle Saint-Brieuc de Plonivel, statue de saint Mélar (avec sa main coupée)
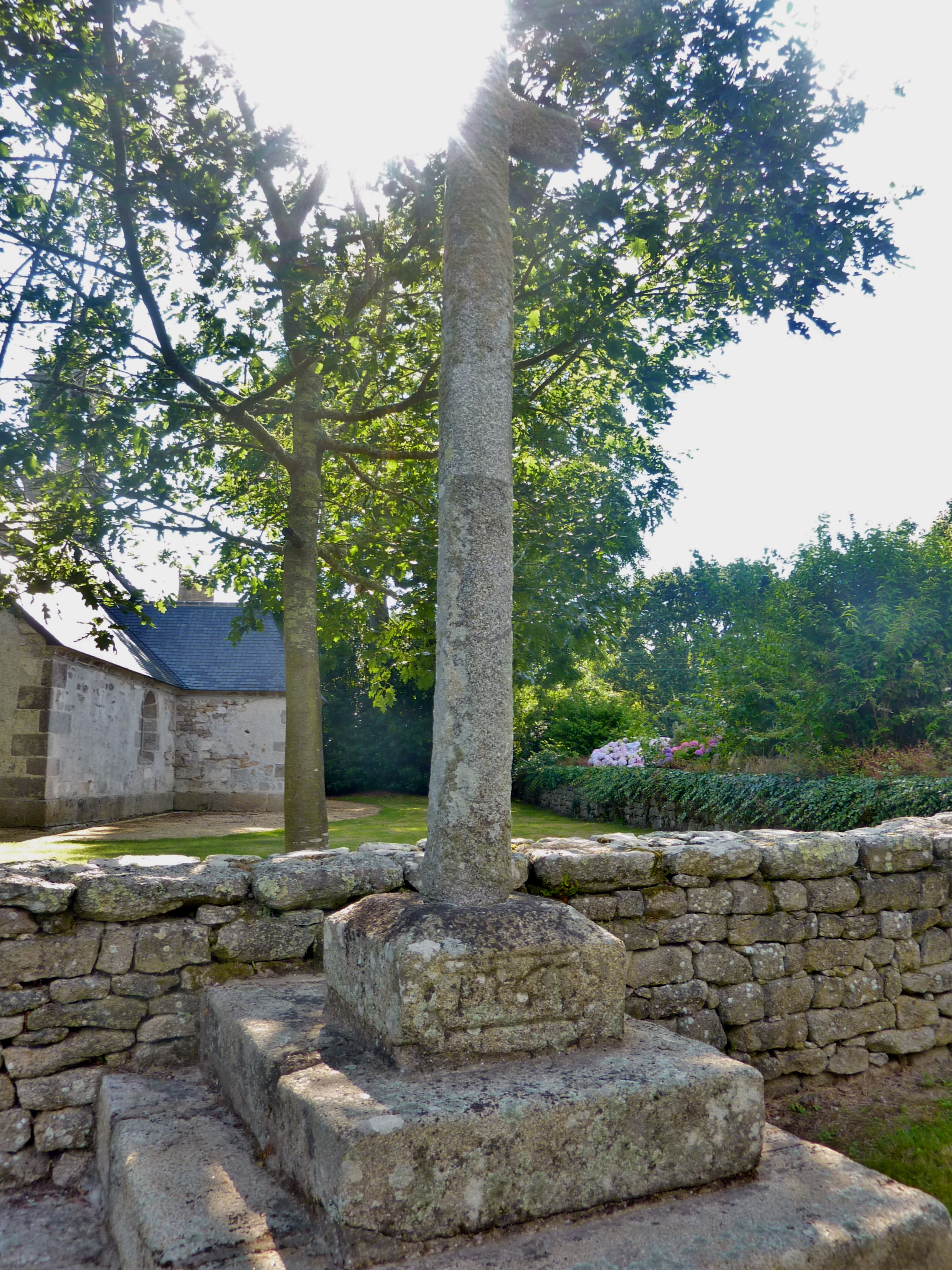
Chapelle Saint-Brieuc de Plonivel, le calvaire du placître

- L'église paroissiale Saint-Alour[215], dédiée à saint Alour, construite entre 1876 et 1889 par l'architecte diocésain Joseph Bigot et son fils Gustave Bigot, est de style néogothique et a un plan en forme de croix latine ; son gros œuvre est en granite ; l'église est flanquée de deux porches au sud et au nord ; sa chambre de cloches est entourée d'une galerie surmontée d'une flèche octogonale encadrée de quatre frontons ajourés surmontés de pinacles ; sa sacristie est flanquée d'une tour d'angle abritant un escalier à vis. L'église possède un vitrail aux morts de la Première Guerre mondiale, dû au maître-verrier bordelais G.P. Dagrant et édifié à l'initiative du chanoine Jézégou, recteur de la paroisse de 1907 à 1946. Ce vitrail représente le corps d'un fantassin en uniforme bleu horizon, gisant entre ses parents représentés en costume bigouden ; une fillette, sœur du soldat, est réconfortée par une religieuse de la Congrégation des Filles du Saint-Esprit, présente dans la paroisse depuis 1862 ; le vitrail contient aussi des représentations d'un prêtre, de Clemenceau, du Sacré-Cœur, de saint Louis, de Jeanne d'Arc et du curé d'Ars[216].

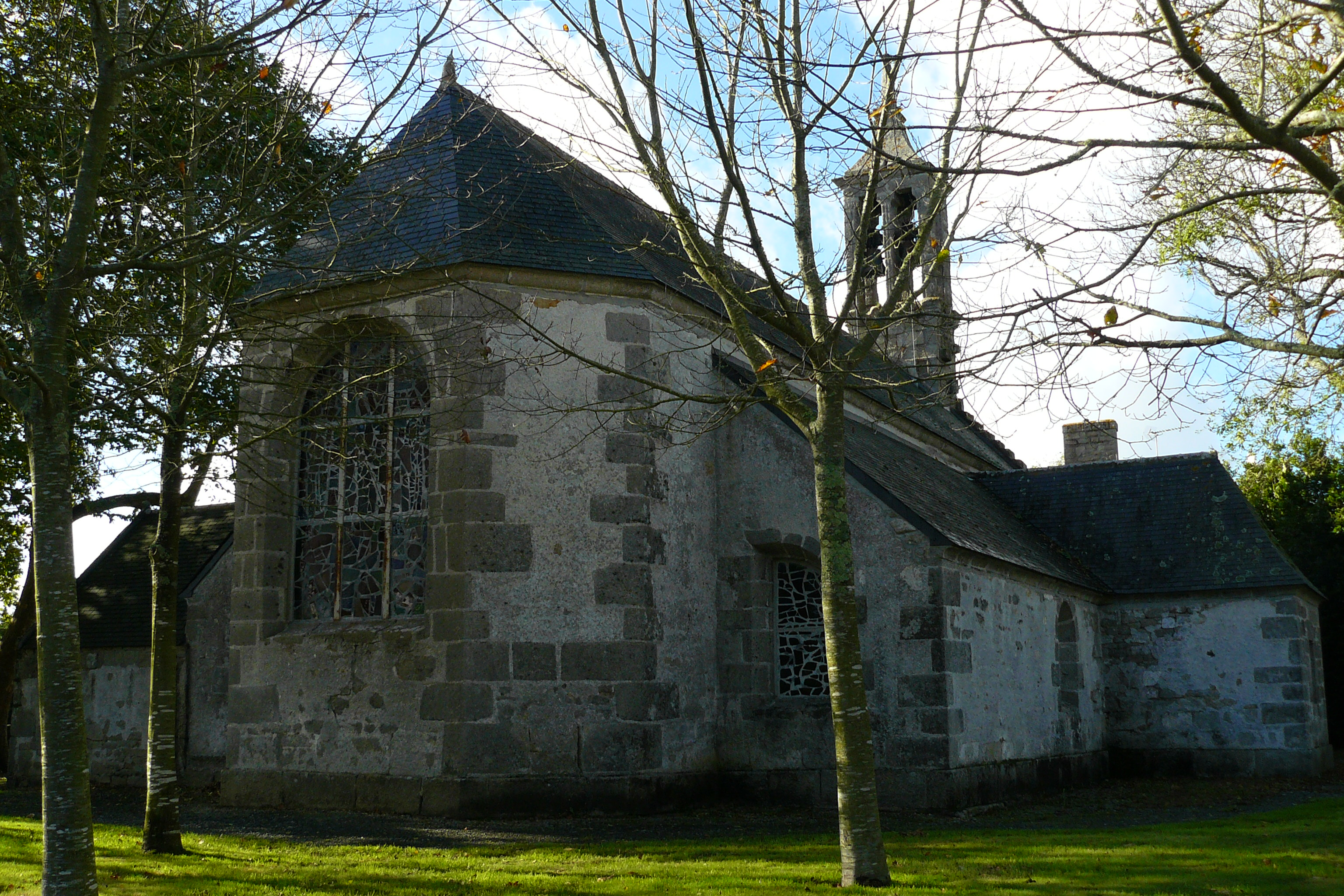
Chapelle de Plonivel.
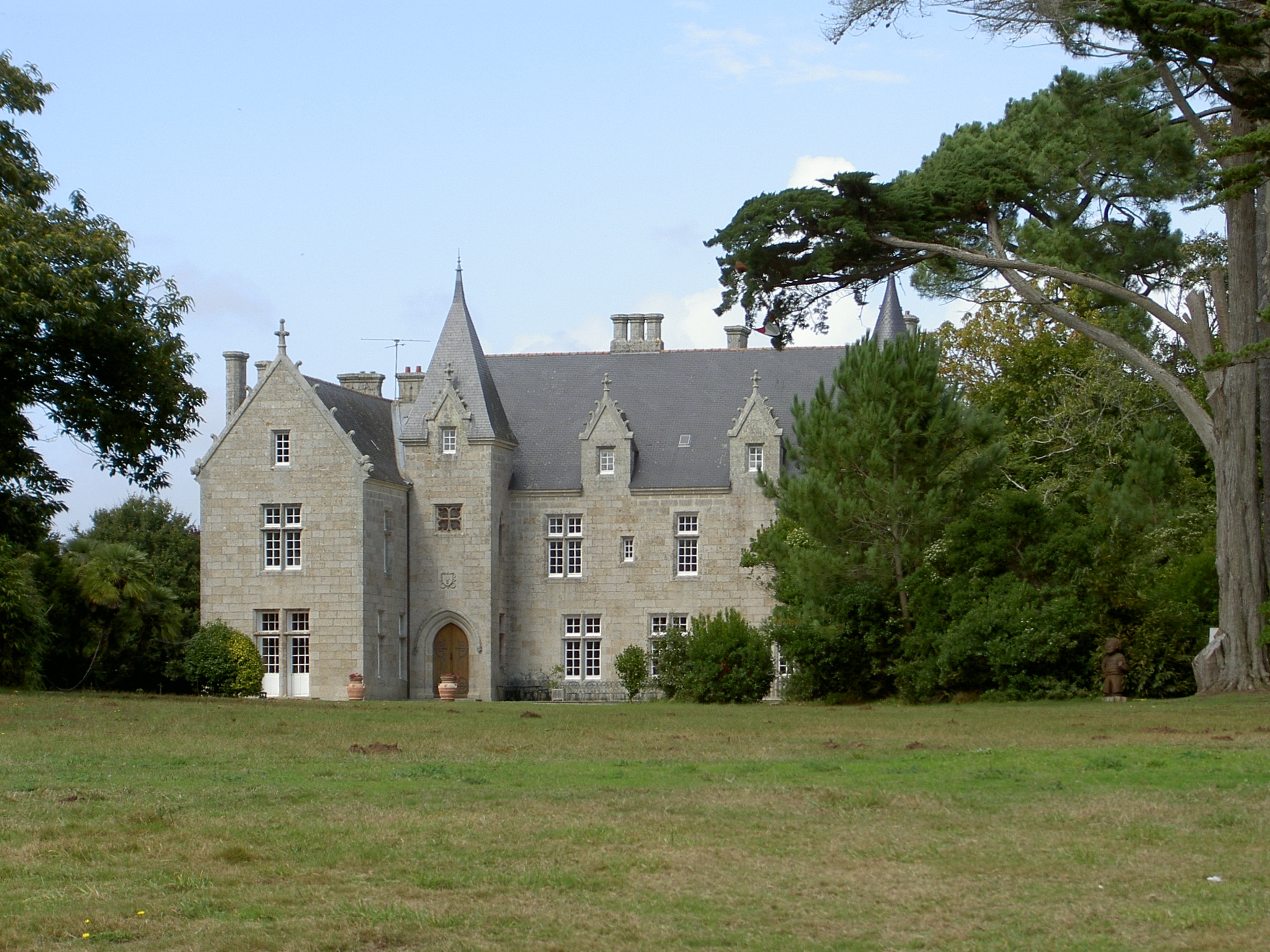
Manoir de Kerlut.
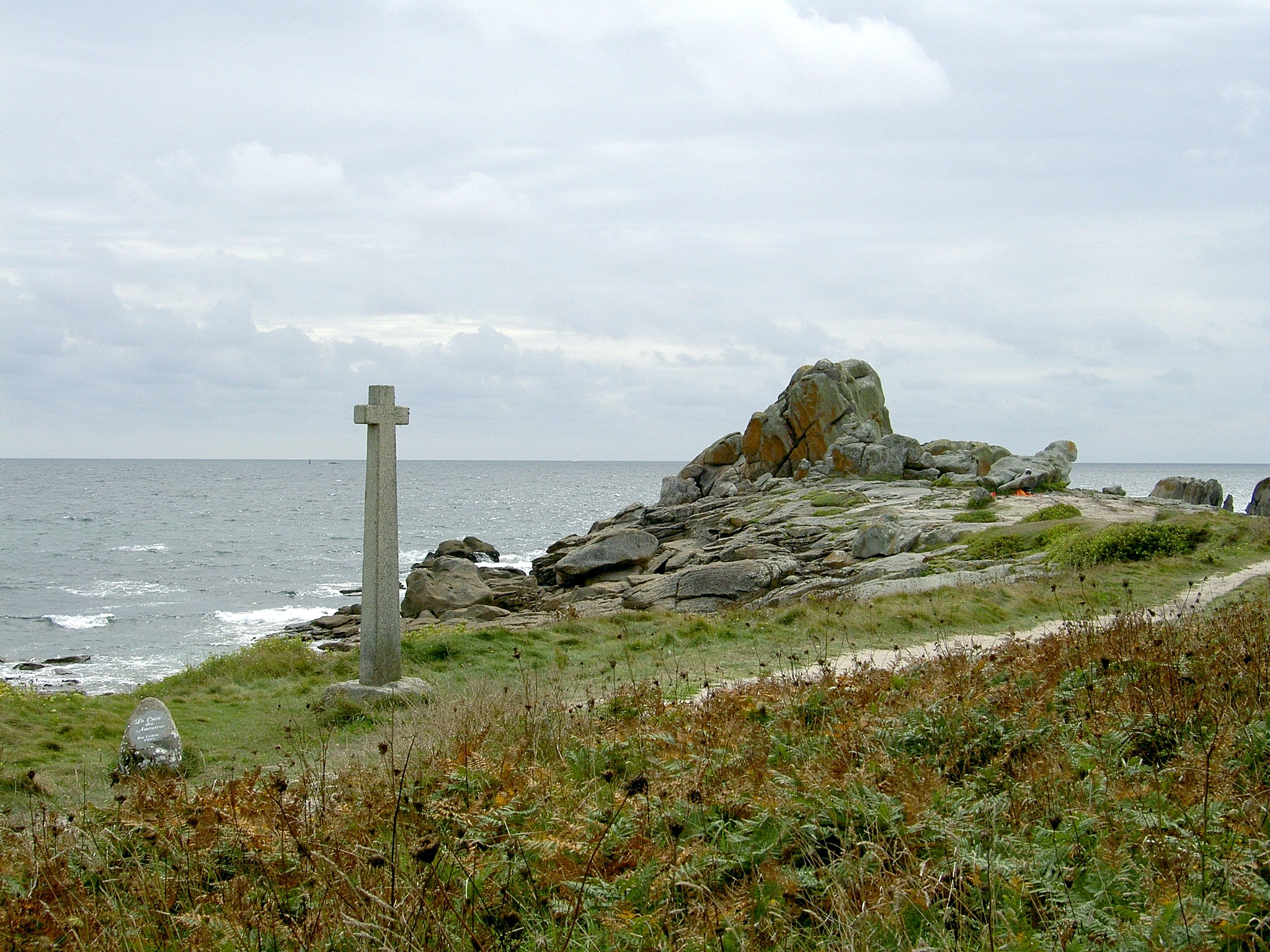
Croix des amoureux.
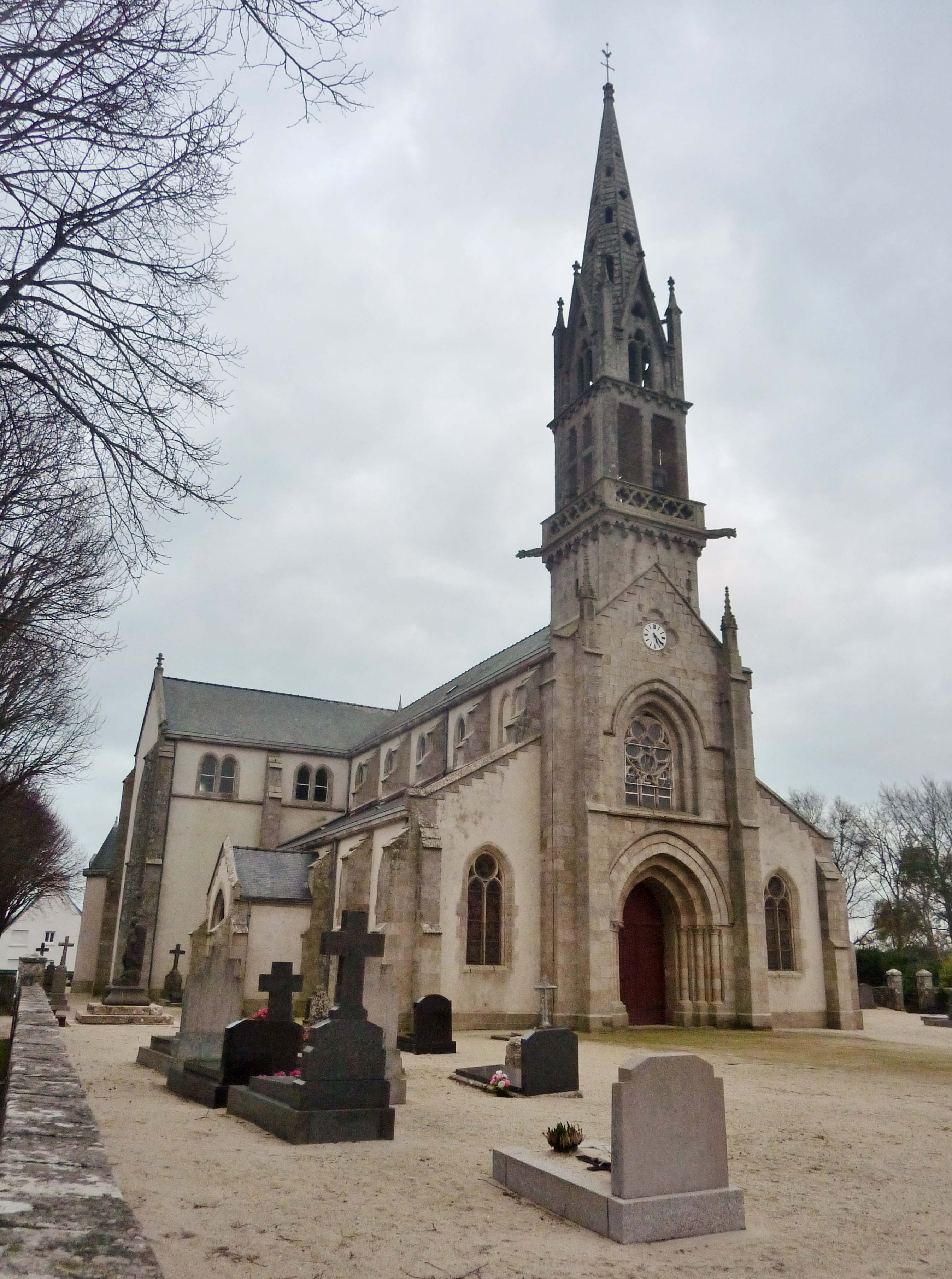
L'église paroissiale Saint-Alour

- Les chapelles détruites ou en ruine
  - La chapelle de Saint-Alour ou Saint-Alor, au Sud-Est du bourg. Détruite. Un quartier porte ce nom.
  - La chapelle Saint-Mélair ou saint-Mélar, à la limite avec Loctudy, dans le quartier de Plonivel. Ruines.
- La commune est parsemée de nombreuses croix[217] :
  - La croix des amoureux, à Lesconil, face à la mer, date du Moyen Âge. D'environ deux mètres de haut pour une base carrée de trente centimètres, taillée dans un bloc de granit, elle est brisée en 1925 par des vandales, et restaurée dans les années 1990. Le socle, restitué par les anciens propriétaires fonciers, est d'origine. Selon la légende, les fiancés qui se rendent au pied de la croix, faisant le serment d'être fidèles, y échangent leur premier baiser. Croix métallique commémorant la mort accidentelle d'Arthur de Witkowski en 1898 : 
Il est mort subitement
Mr Arthur de Witkowski
14 juillet 1898
Passants priez pour lui

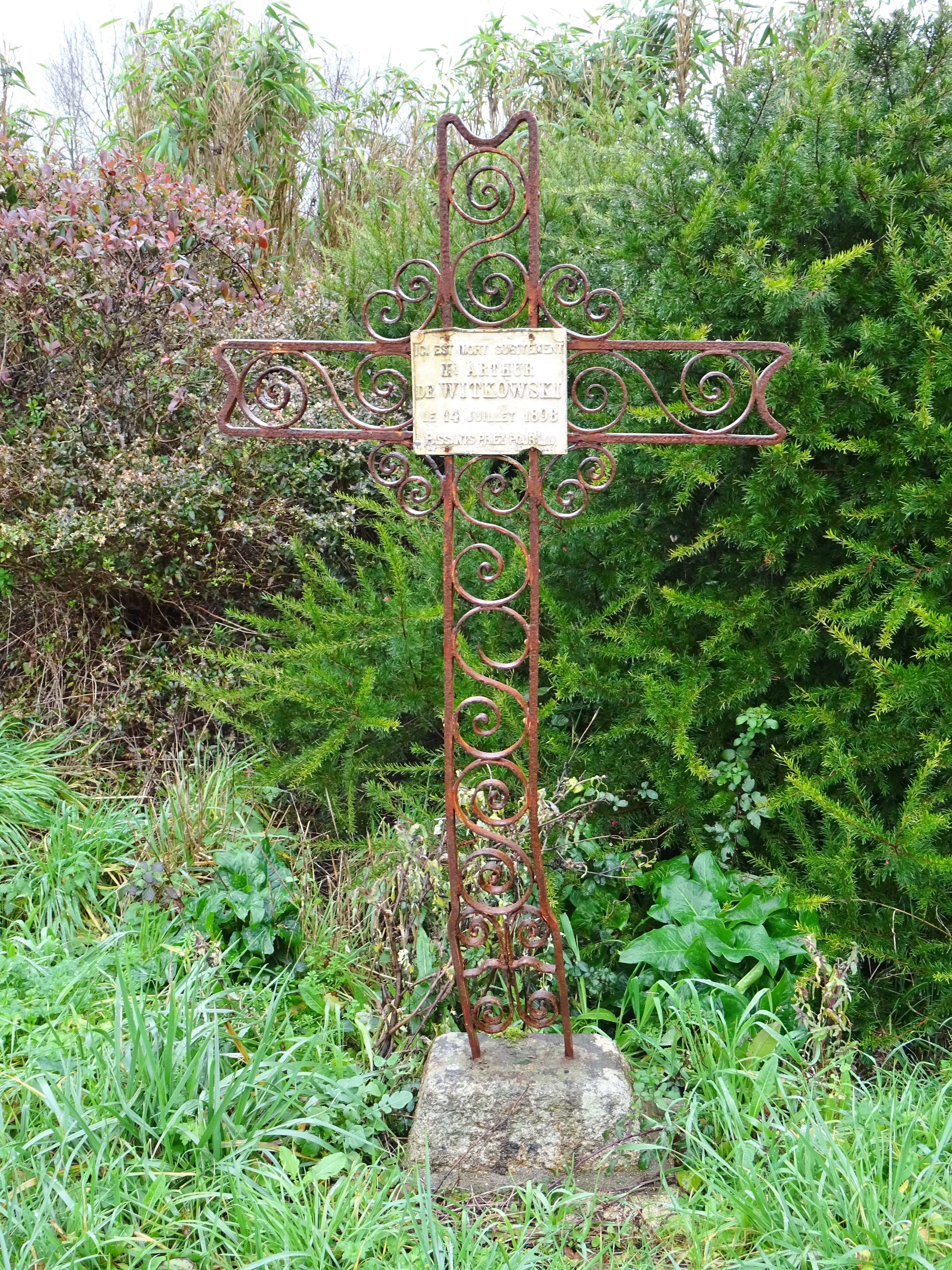
Croix métallique commémorant la mort accidentelle d'Arthur de Witkowski en 1898 :
Il est mort subitement
Mr Arthur de Witkowski
14 juillet 1898
Passants priez pour lui

  - La croix Arthur de Witkowski, à Plobannalec, au bord de la rue de Penmarc'h. Arthur, né en 1842 à Issoire, meurt accidentellement près du bourg le 14 juillet 1898.
  - La croix de Kerandraon, du Moyen Âge.
  - La croix de Kerdalaé-Plonivel, du XVIe siècle.
  - La croix de Kerfulou, du XIXe siècle.
  - La croix de Kerlouargat, de 1741.
  - La croix de Kerstaloff, du Moyen Âge[23].
  - La croix de Kervignon, de quatre mètres de haut, construite au Moyen Âge[205].
  - La croix de l'église de Lesconil, du XIXe siècle.
  - La croix de l'église de Plobannalec, du XIXe siècle.
  - La croix du parking de Plobannalec, des XVIe et XIXe siècles.
  - La croix encastrée dans le mur ouest de la chapelle de Plonivel, du haut Moyen Âge.
  - La croix de l'enclos de Plonivel, du XVIe siècle[23].

#### L'ancien chantier Le Cœur
Un ancien chantier naval, converti en musée, et qui ouvre en 2019 près du port de Lesconil, dans le cadre du label de port d'intérêt patrimonial.

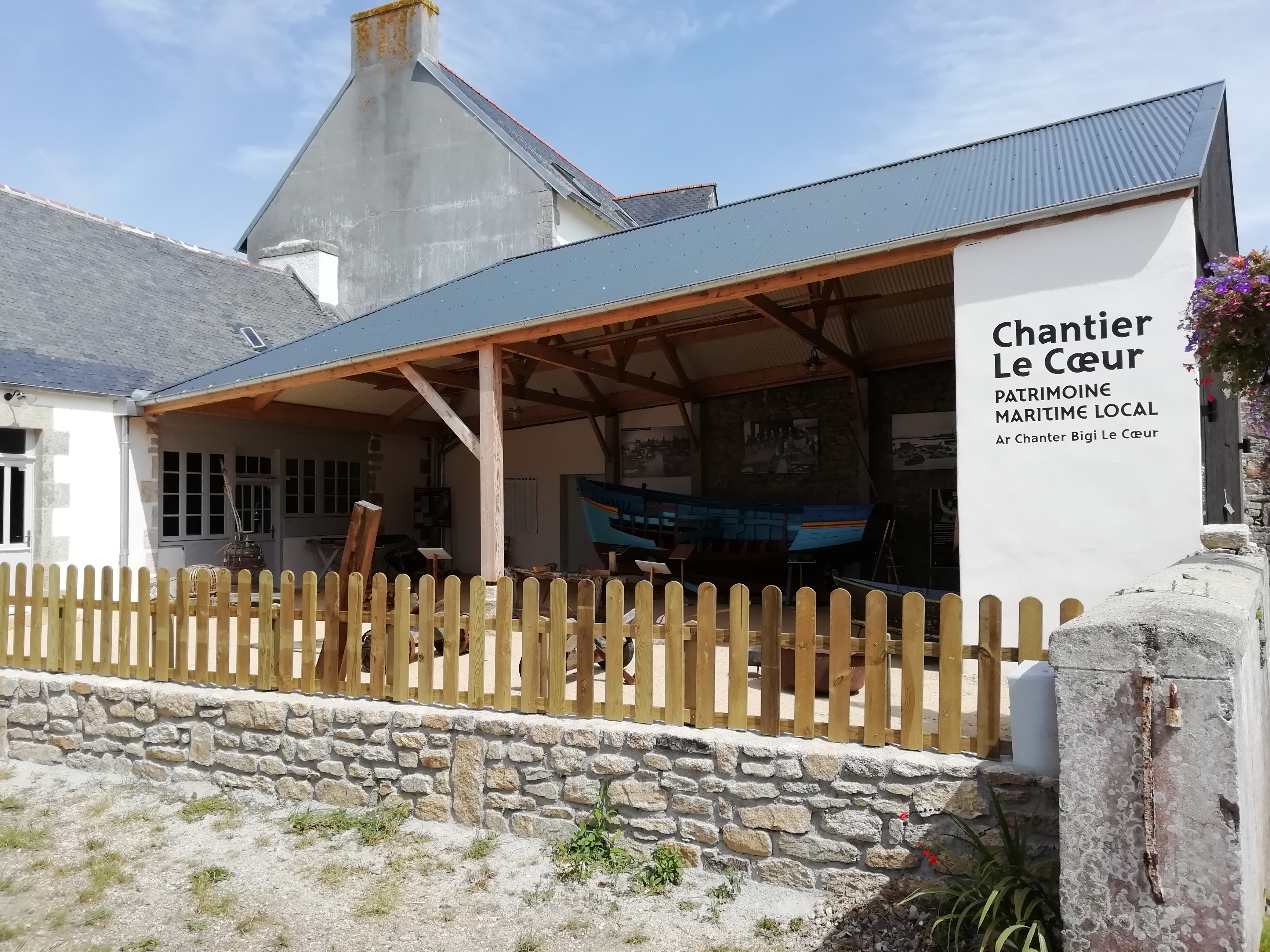
Vue générale du chantier, devenu musée
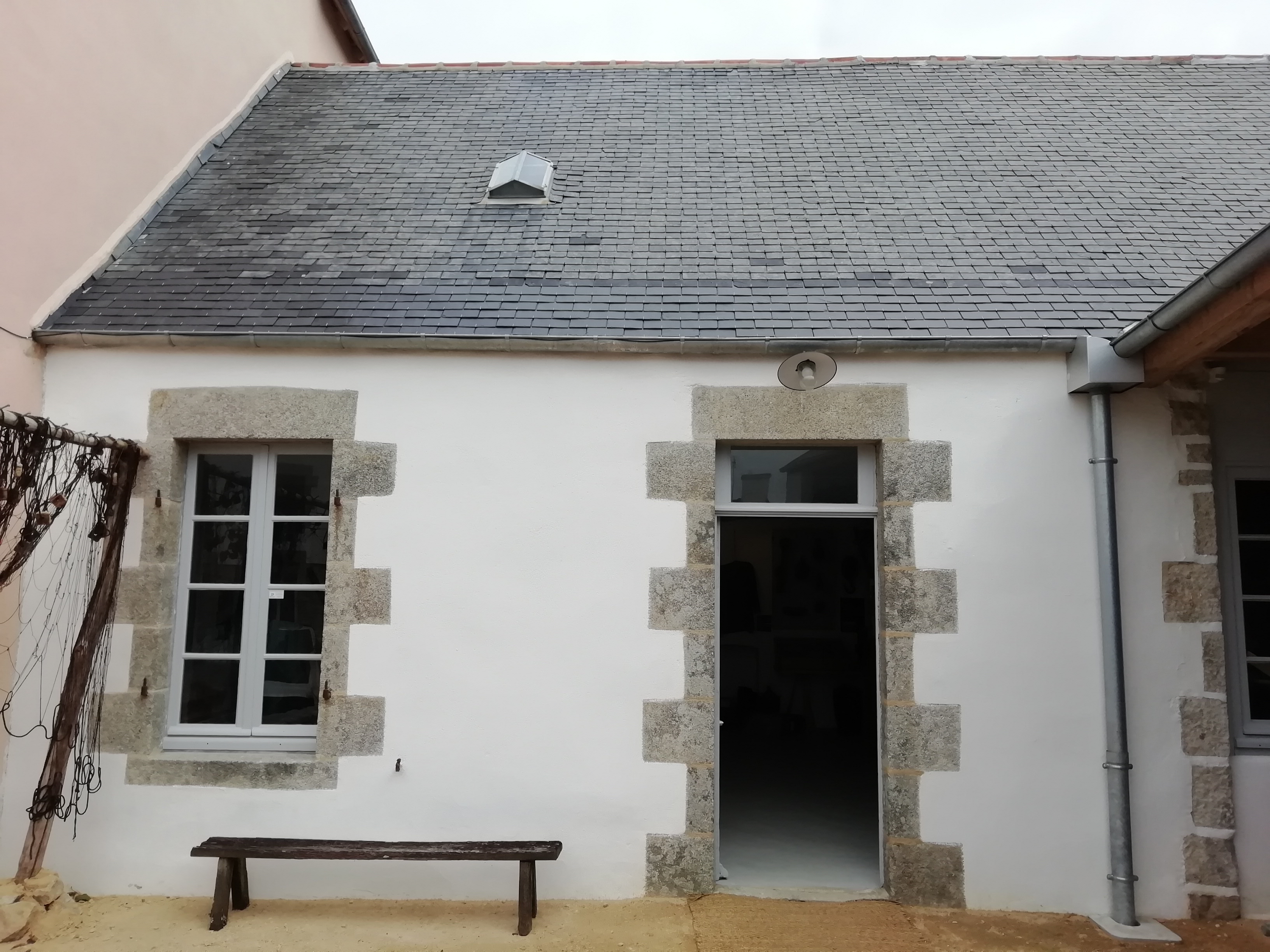
Maison d'habitation
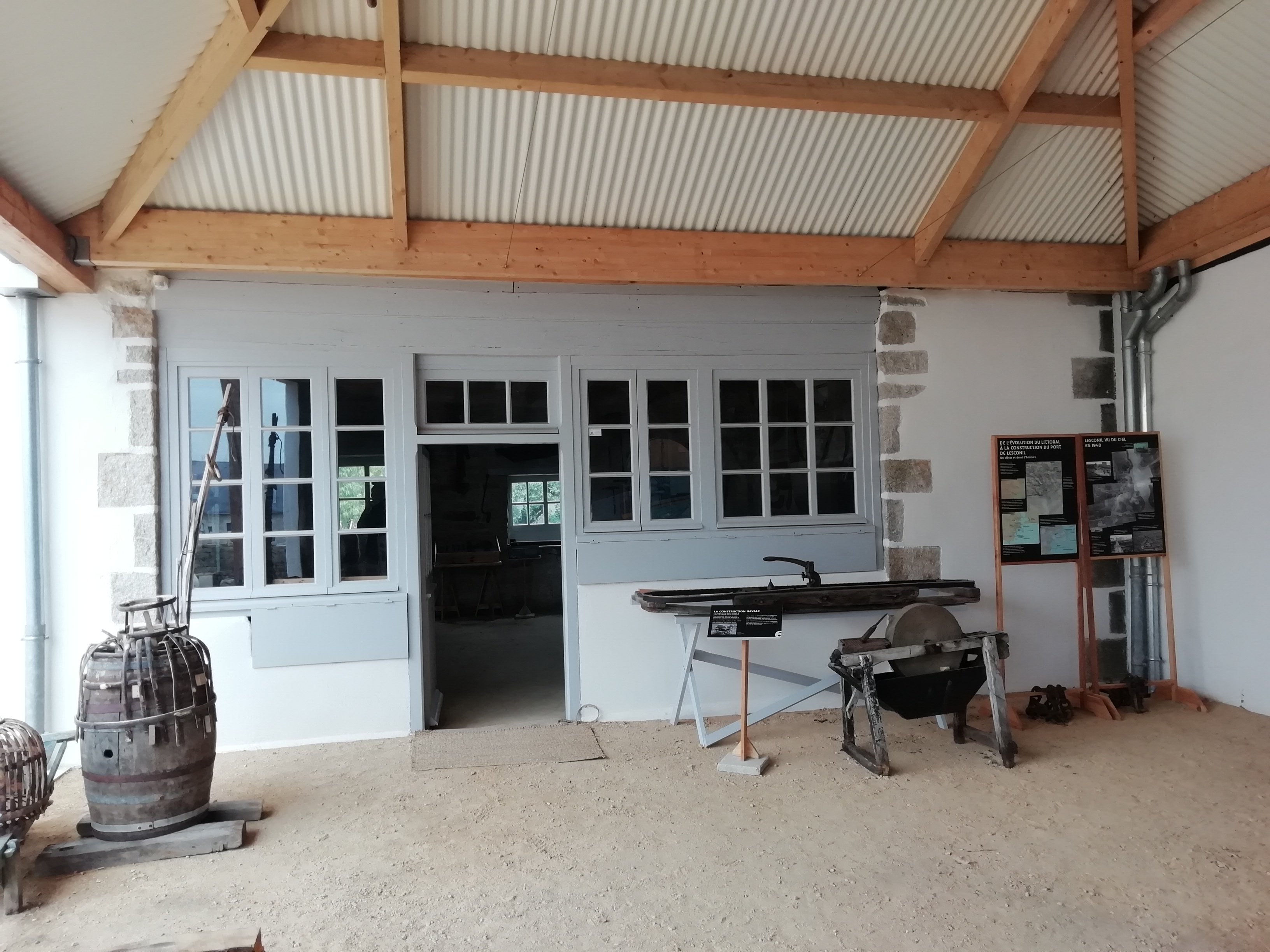
Atelier, extérieur, vu depuis le hangar
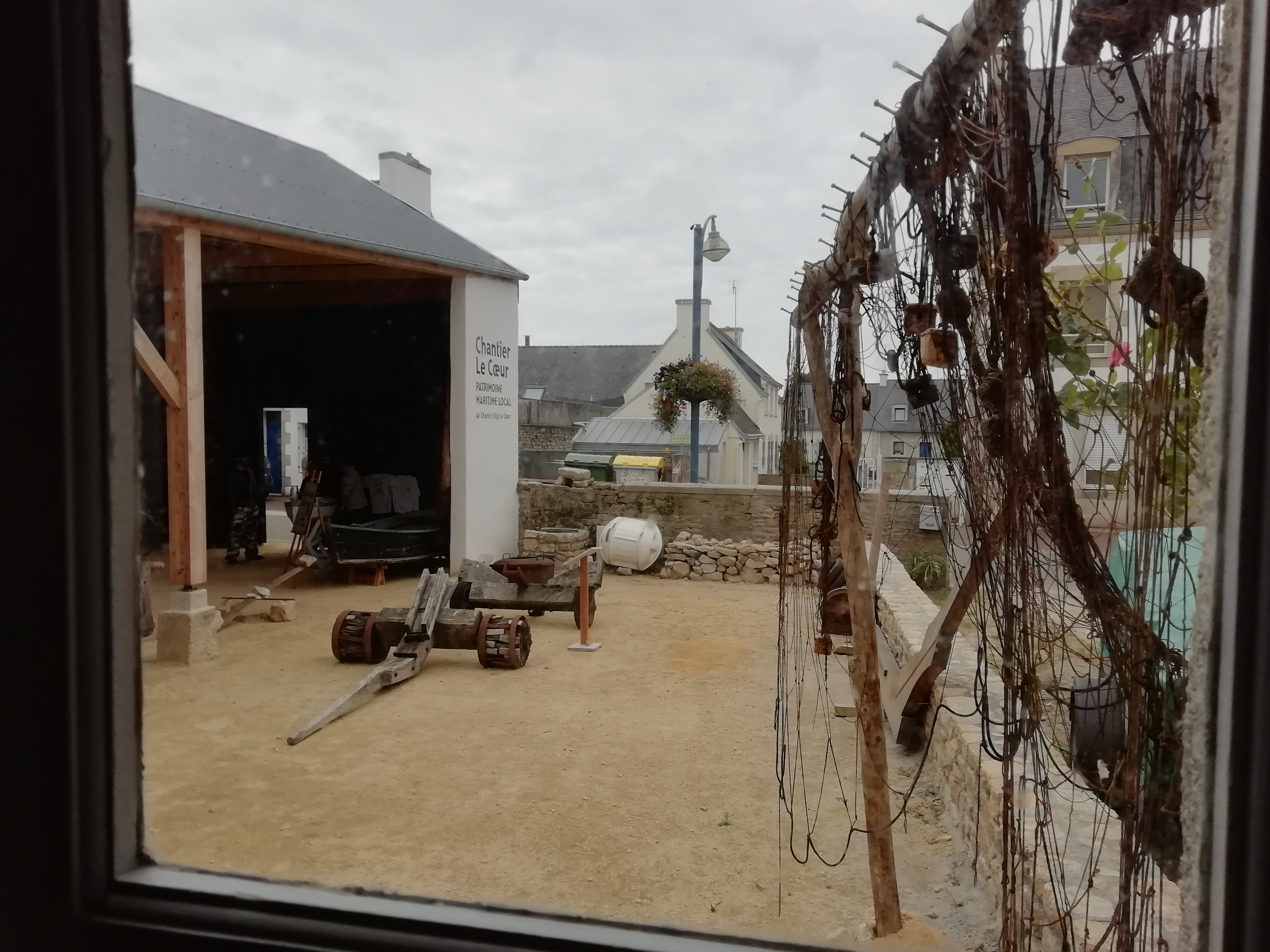
Hangar, vu depuis la maison
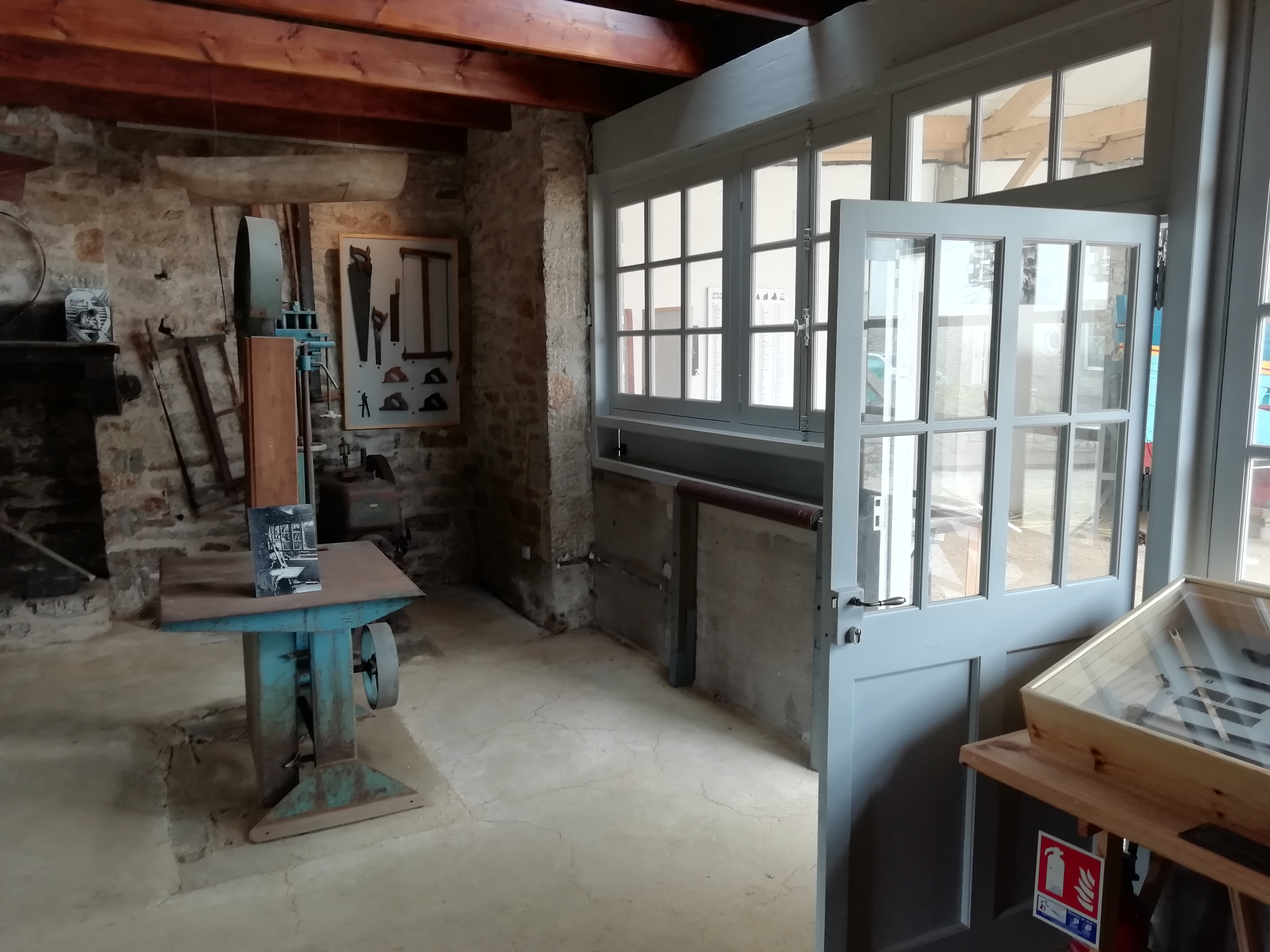
Atelier, intérieur
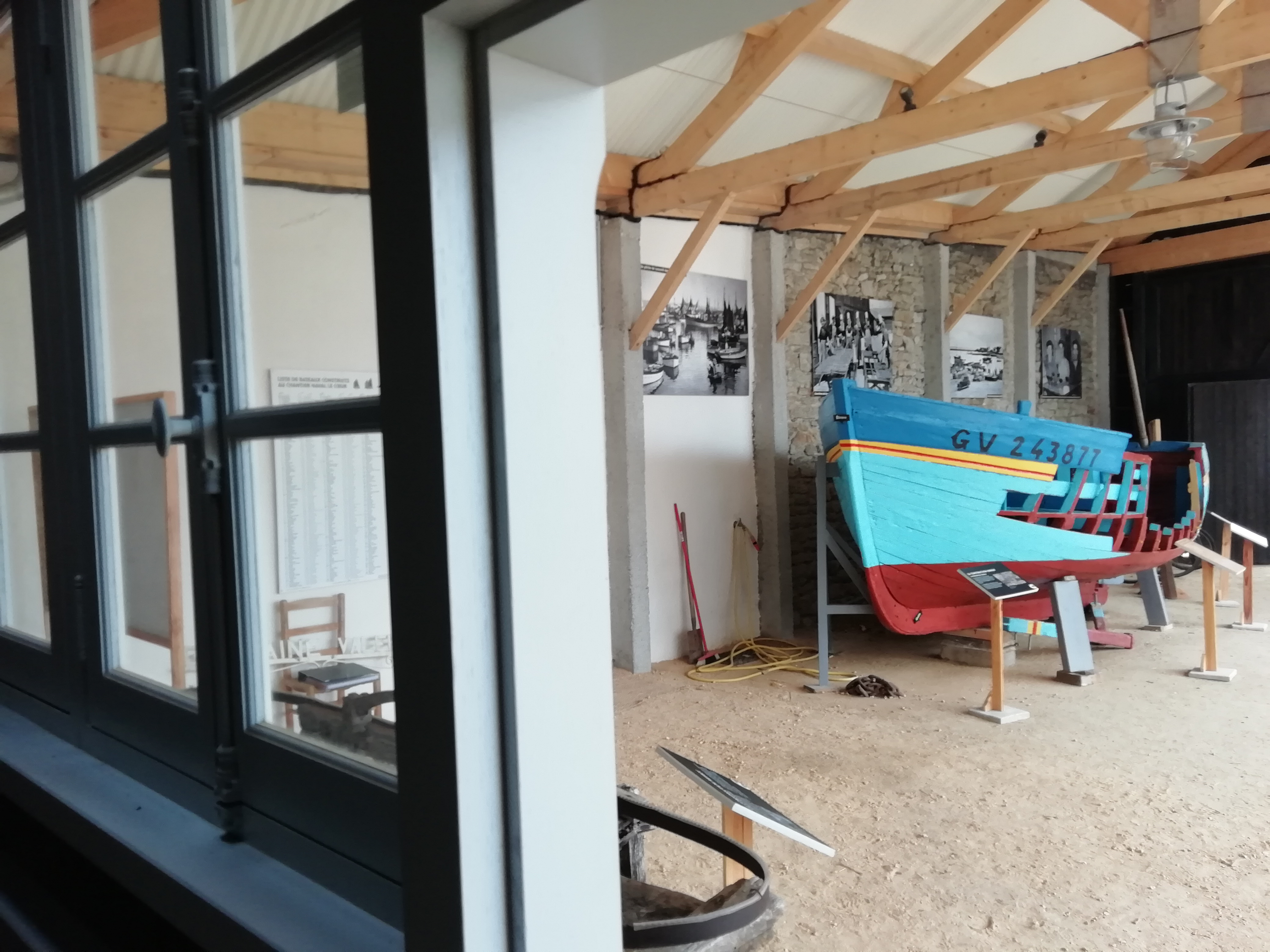
Hangar, vu depuis l'atelier
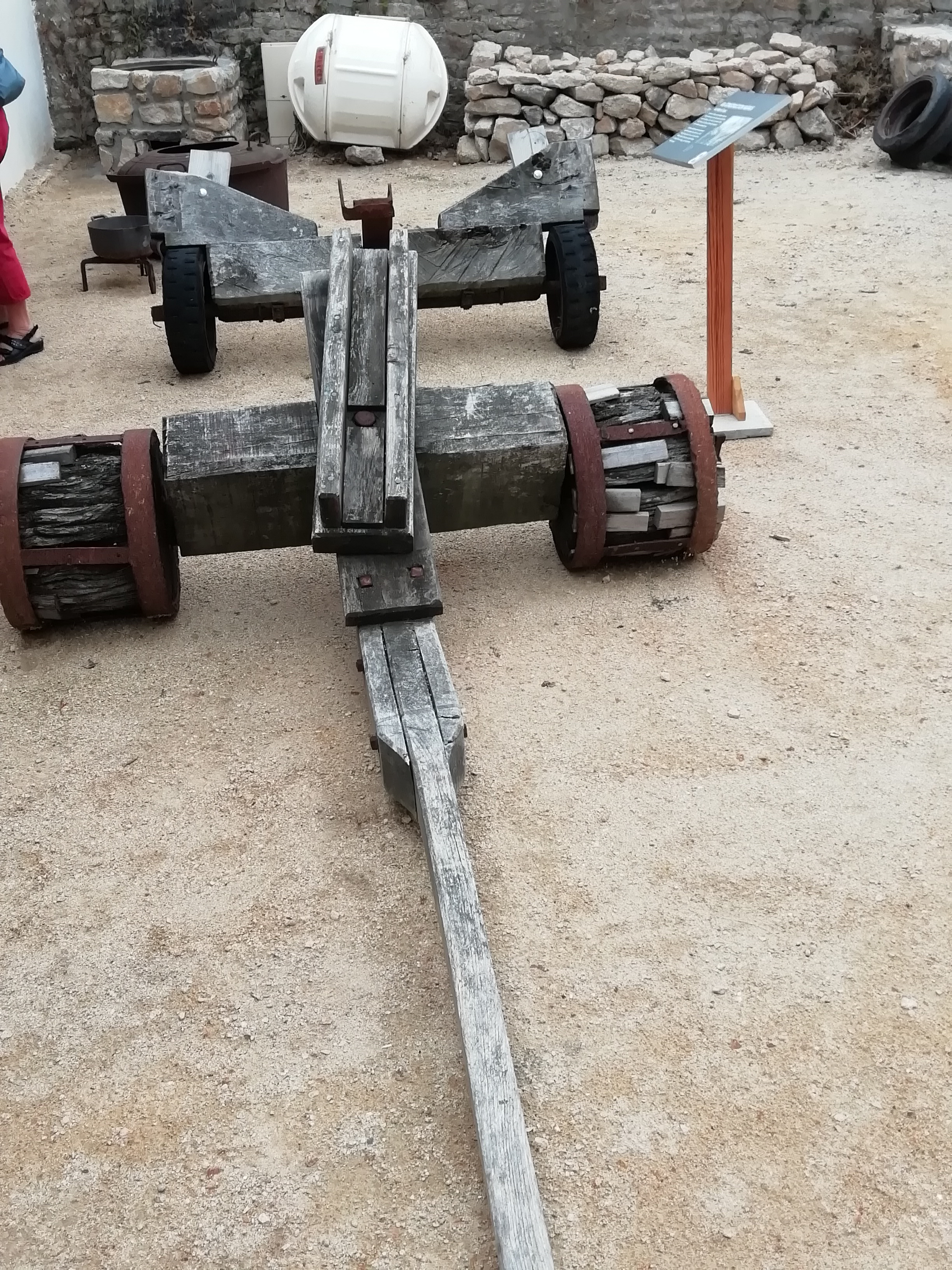
Remorque de mise à l'eau des bateaux

### Patrimoine naturel

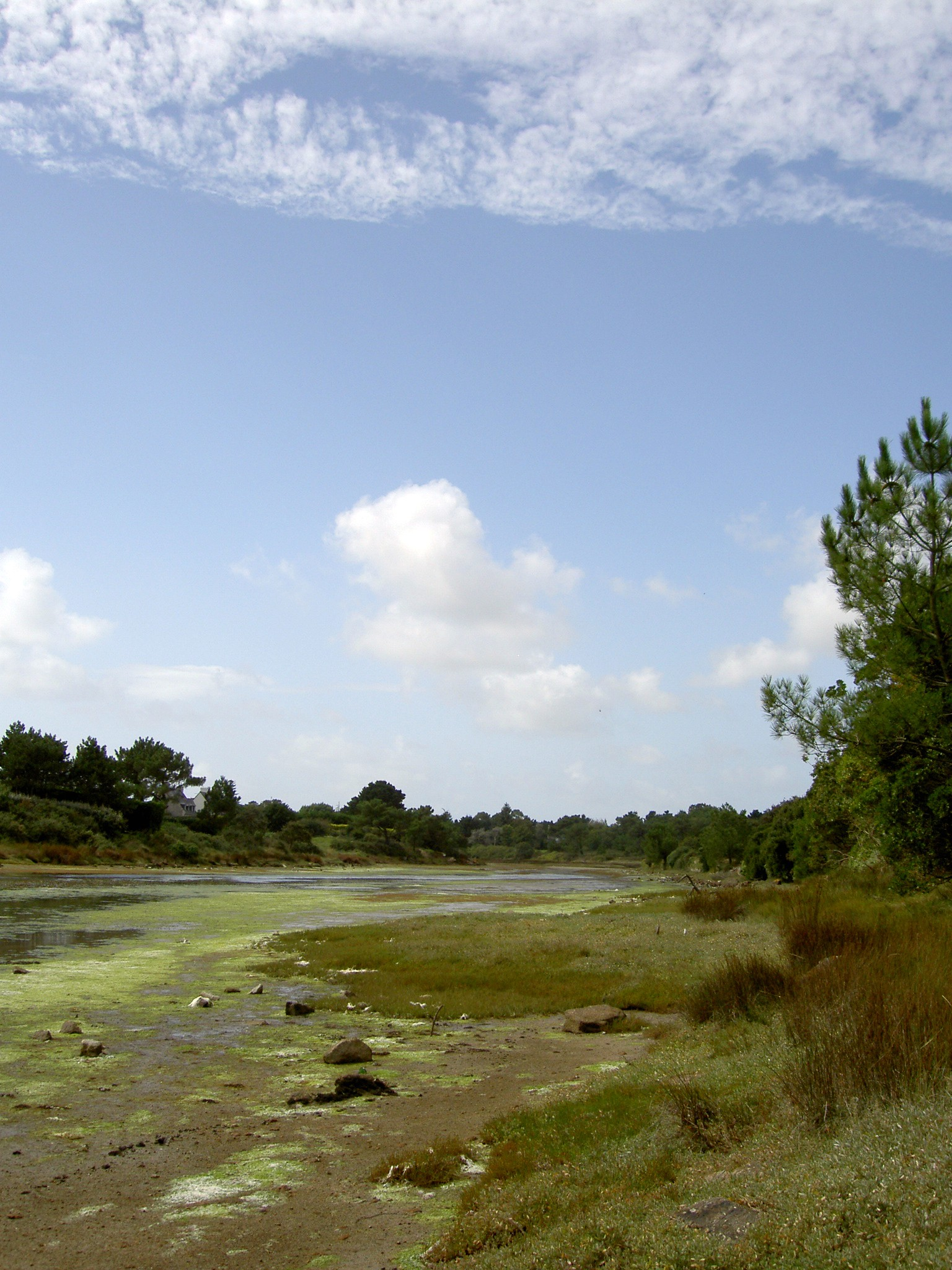
Portion du Ster à marée basse.

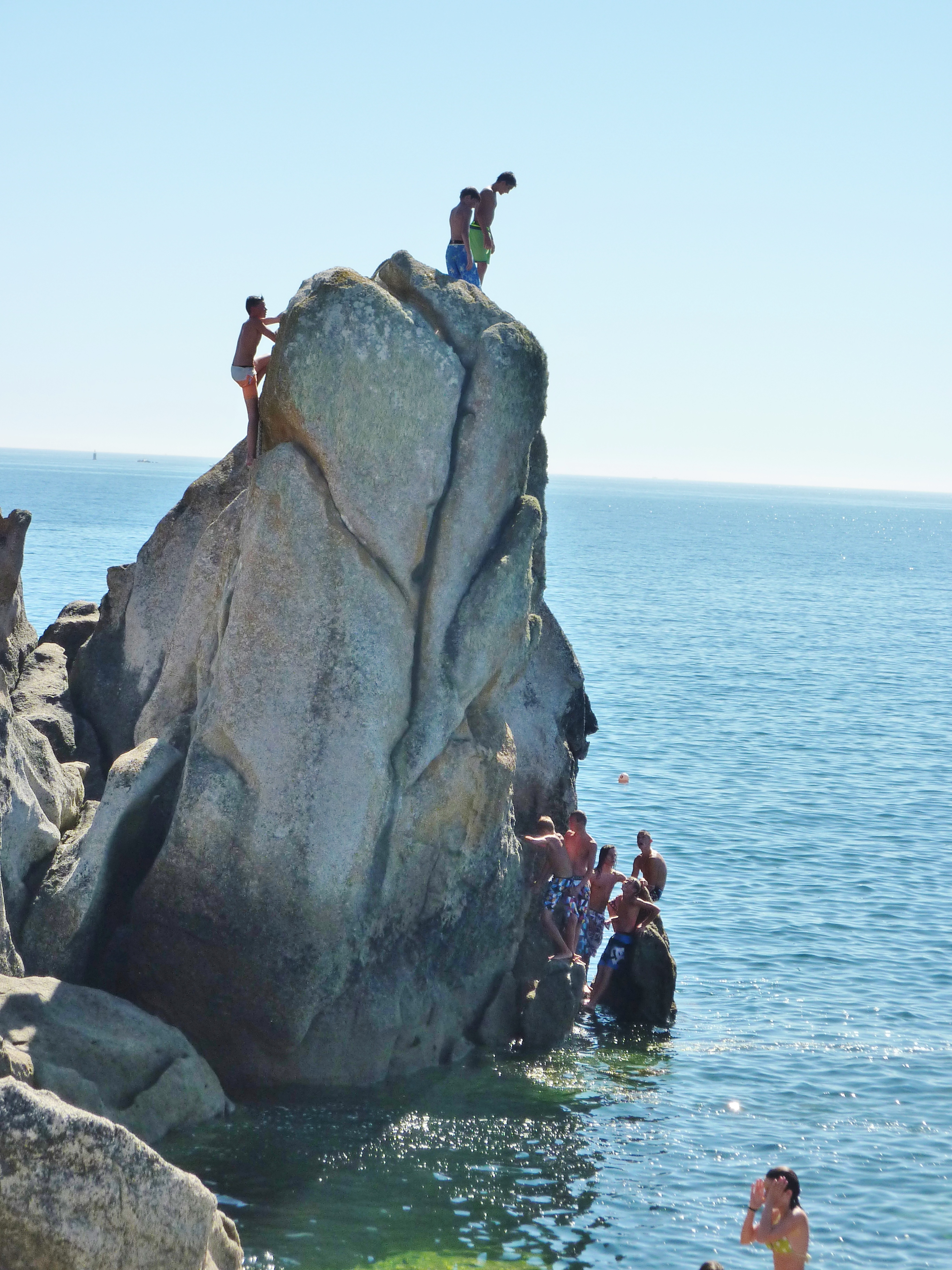
Lesconil : le rocher Goudoul.

- Le Ster, ou ster de Lesconil, est un lieu très apprécié, tant des pêcheurs à pied que des scientifiques. C'est une rivière dont l'eau est de bonne qualité[218]. Avant de se jeter dans la mer à l'est de Lesconil, elle devient une ria de 36 hectares dont la variété biologique est très grande. Riche en plancton, le Ster « joue un rôle important dans le renouvellement des espèces de poisson[218] ».

À partir de 1950, des travaux d'aménagement y sont entrepris (un pont-digue vient notamment l'enjamber, en 1968). L'équilibre naturel est alors perturbé « au niveau de la dynamique sédimentaire du site ». Le Ster devient peu à peu un marais maritime, et va finir par se fermer. De plus, le pont-digue bloque le sable de la dérive littorale : des bancs se forment. Toute la zone (port, dune, plage) est modifiée.
Début 2013, des travaux de réestuarisation commencent. Le petit passage d'eau existant (6 m) est élargi de 7,50 m, et le pont-digue est ouvert sur une longueur de 12 m. Le total des ouvertures représente donc maintenant 25,50 m. Le 15 juin, les travaux prennent fin et le Ster est remis en eau.
- En bord de mer, les restes du lavoir de Pors-ar-Feunteun, dont subsiste le mur de protection érigé en 1928[220] et plusieurs rochers pittoresques dont le rocher Goudoul.

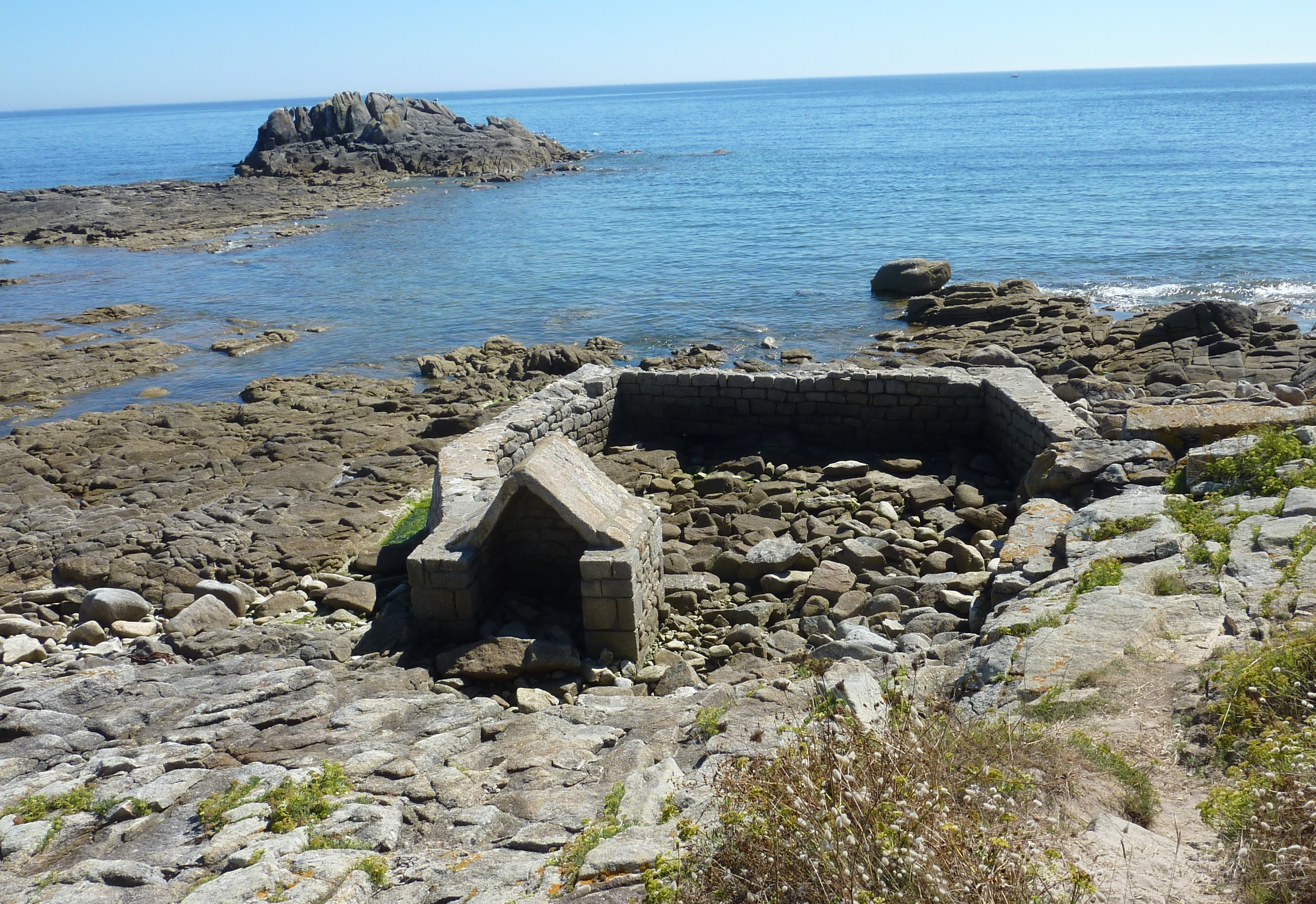
L'ancien lavoir de Pors ar Feunteun en bord de mer - 1.
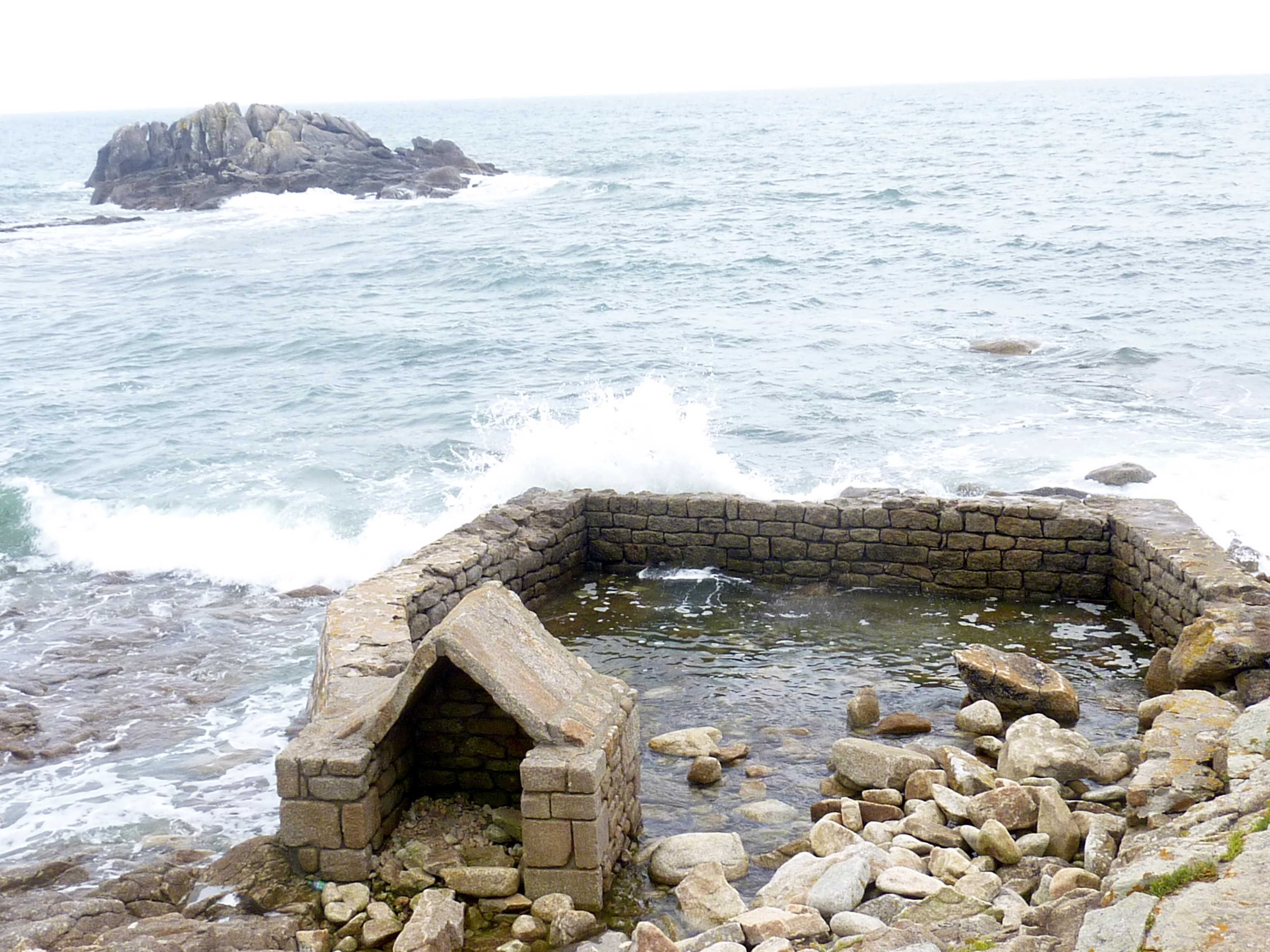
L'ancien lavoir de Pors ar Feunteun en bord de mer - 2.

- Les fontaines et lavoirs de Kerloc'h et Kerlaouen.

### Patrimoine culturel

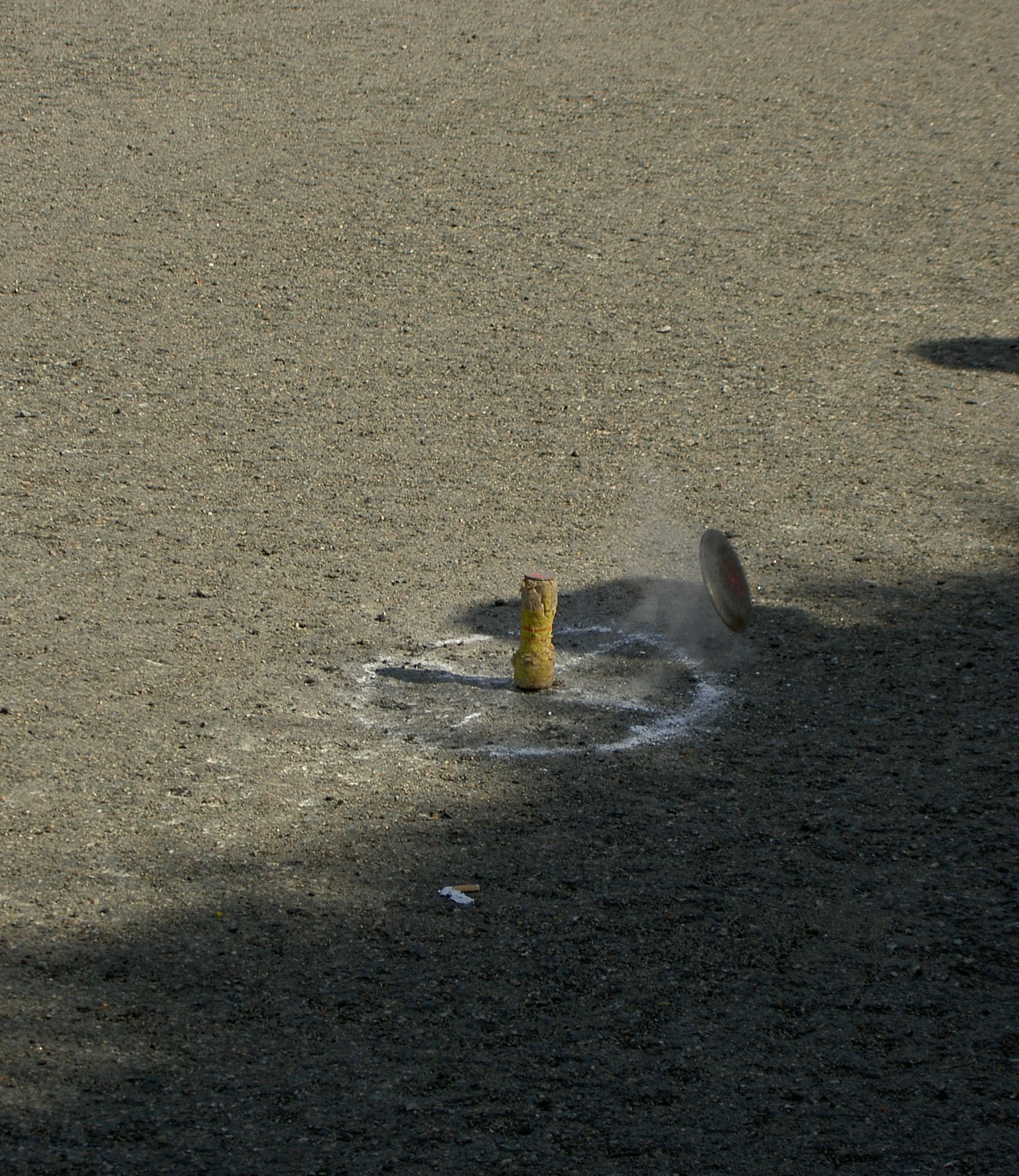
Jeu de Galoche à Lesconil.

La commune fait partie du Pays Bigouden. Ses habitantes ont donc longtemps porté le costume traditionnel. Au début du XXe siècle, la taille de la coiffe augmente pour atteindre sa hauteur maximale (33 centimètres) dans les années 1950. Cette coiffe est en tulle brodé et empesé. Elle forme une mitre, assortie d'une jugulaire et accompagnée de deux rubans. Longue et difficile à mettre en place, peu pratique à porter, elle a, au XXIe siècle, quasiment disparu, en dehors des fêtes folkloriques.
Le jeu traditionnel pour les hommes est la galoche bigoudène, une forme de jeu de palets complexe : le but est, à l'aide de palets en fer de 850 grammes (ar pezhioù), de faire tomber une petite pièce (al liper) perchée sur un petit cylindre en bois (ar galochenn).
À la sortie du bourg de Plobannalec en direction de Lesconil, une statue érigée dans la décennie 1980 représente la tête de Janus, dieu romain à double face ; pour les sculpteurs, cette statue représente la dualité de la commune, entre sa partie terrestre et sa partie maritime.

### Tableaux représentant Plobannalec ou Lesconil
- André Dauchez : Les dunes à Lesconil (huile sur panneau)[223] ; Lesconil (eau-forte, 1909, Bibliothèque nationale de France) ; Les pins de Lesconil (1910)[224] ; Rivière de Lesconil (eau-forte, 1910, Bibliothèque nationale de France) ; Le moulin de Lesconil (eau-forte, 1904, Bibliothèque nationale de France) ;  La mer à Lesconil (1911, galerie Brugal, Pont-l'Abbé)[225].

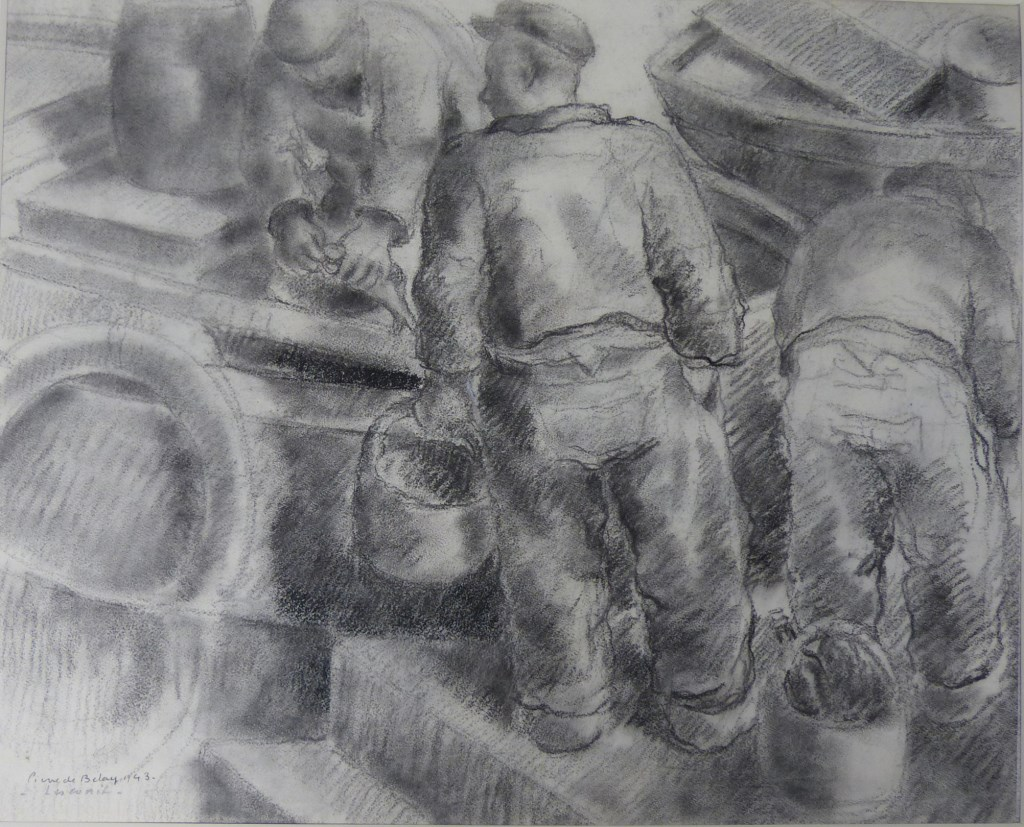
Pierre de Belay, Port de Lesconil, dessin au fusain, crayon et gouache sur papier, 1934

- Pierre de Belay : Port de Lesconil, dessin au fusain, crayon et gouache sur papier, H. x L. : 50,2 x 65 cm, 1934, Musée des Beaux-Arts de Quimper, Bateaux à Lesconil, 1944 ; Les marins de Lesconil, 1945 ; Barques au sec à Lesconil, 1946, Lesconil, la voile rouge.
- Tsugouharu Foujita : Paysage de Lesconil[226] ; L'église, près de Lesconil (1950)[227] ; Lesconil, paysage de Bretagne (1950, aquarelle et mine de plomb sur papier) ; L'arrière-cour (1950, située à Lesconil, aquarelle, encre et mine de plomb sur papier) ; Les volets bleus (1950, aquarelle, encre et mine de plomb sur papier) ; Marée basse, à Lesconil (1950)[228] ; etc.

« Un long séjour en Bretagne, pendant les deux mois d'été [1950] les [le couple Foujita] remet en forme. La tranquillité du petit port de Lesconil incite Foujita à réaliser quelques paysages où il décrit avec une grande pureté les maisons basses et les plages. Sur la toile « glacée », le lavis façonne les toits d'ardoise alors qu'un blanc crayeux habille les murs de pierre et que de timides teintes remplissent les ciels et la plage. »

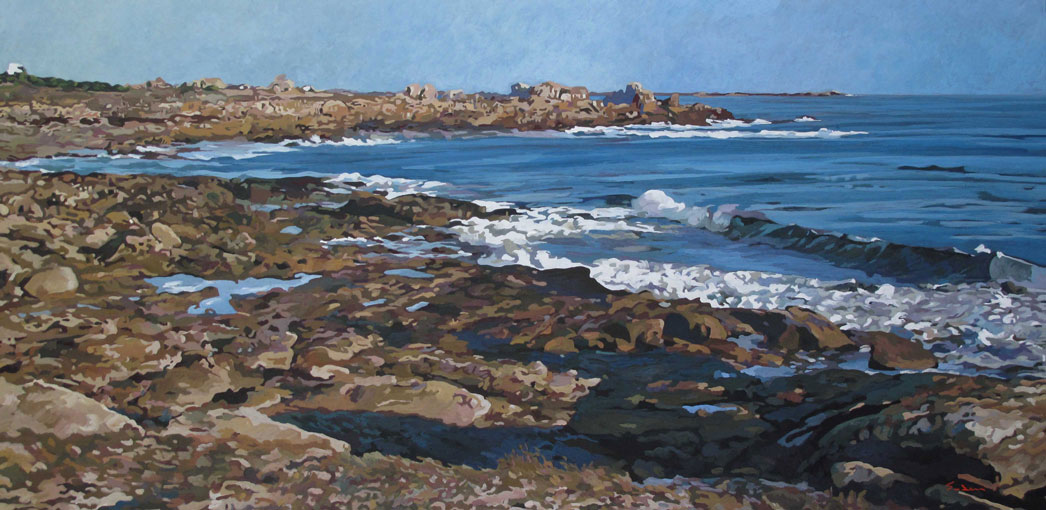
Du Goudoul à Lesconil, gouache sur papier, 39 x 78 cm, 2014

- Zinaïda Serebriakova : Denis Larzul, pêcheur à Lesconil (pastel, 1934, collection fondation Sérébriakoff, Paris) ; Marché de Lesconil (pastel, 1934, collection fondation Sérébriakoff, Paris)[230]
- François Méheut : Casiers à Lesconil, Bateau à sec.
- Jean Le Merdy : Les chalutiers à Lesconil, huile sur toile.
- Jean Rigaud : Maisons à Lesconil, Contre jour à Lesconil, le Ster Nibilic
- Guy Désert : Hommage à Michel King, 1976, Chez Jeanne, huile sur toile, 1985.
- Marcel Depré
- Robert Humblot
- Michel Sementzeff
- Michel King : Le port de Lesconil, Le chemin de la plage à Lesconil, Roses trémières à Lesconil, Canots dans les herbes à Lesconil, Temps gris à Lesconil, Le Steir Nibilic.

### Photographie
- Une photographie faite par Mathieu Rivrin et représentant une vague déferlante sur la digue du port de Lesconil lors de la tempête Justine le 30 janvier 2021, sur laquelle on pouvait imaginer voir Poséidon a connu la célébrité[231].

## Légendes et coutumes
- La légende de Men ar Groaz : le nom Men ar Groaz proviendrait d'une ancienne croix de mission, disparue, qui aurait été implantée sur cet ilôt de marée lors d'une mission prêchée par le prédicateur Julien Maunoir ; le nom aurait au fil du temps été transformé en Men ar gwaz (la « Roche aux fées ») ou Maen ar Gwrac'hed, la « Roche des sorcières ». Les femmes venaient, la nuit tombée, y faire des incantations païennes afin de pouvoir procréer. Ces pratiques avaient été favorisées par la présence à proximité de l'ensemble mégalithique de Menez Goarem ar Feunteun[232].

## Personnalités liées à la commune
- Le premier recteur de Lesconil, en 1924, à la création de la commune, est Jean-Baptiste Le Mel.
- Un membre de la famille Janvier de La Motte, Arthur Joseph (né en 1845 à Drain), fait construire à la fin du XIXe siècle le château de Kerlut, où il meurt en 1912.
- Gabriel Bounoure, écrivain et critique littéraire, né le 12 mai 1886 à Issoire, a passé sa retraite à Lesconil où il est mort le 23 avril 1969[233]. Sa maison est située devant l'embouchure du Ster.
- Alain Le Breton (Alain Sébastien Le Breton), né le 4 novembre 1888 à Lesnalec en Plobannalec, membre de la Compagnie de Marie (des pères missionnaires), parti en Afrique après la Première Guerre mondiale, d'abord au Nyassaland, puis au Mozambique et enfin à partir de 1933 à Madagascar où il devint préfet apostolique de Vatomandry entre 1935 et 1939, puis vicaire apostolique de Tamatave entre 1939 et 1955, et enfin évêque de Tamatave jusqu'à sa mort le 15 mars 1957.
- Paul Charlemagne (1892-1972), artiste peintre ayant séjourné à Lesconil, sa toile Marie Faou, femme de pêcheur à Lesconil (1930) conservée par le Musée national d'art moderne en portant témoignage[234].
- Le conteur Marcel Divanach (1908-1978) passe son enfance à Lesconil. Il revient y finir ses jours.
- Louis Larnicol (1908-1944), instituteur et résistant français, né à Plobannalec, membre des Francs-tireurs et partisans, réfugié chez son oncle éponyme à Lesconil où il est arrêté le 9 juin 1944, emprisonné dans l'établissement scolaire pont-l'abbiste Saint-Gabriel, puis tué, dans la nuit du 10 au 11 juin[235]. Son corps n'ayant jamais été retrouvé, une plaque lui rend hommage, avec d'autres, au cimetière de Lesconil.
- Alain Bombard, dont les beaux-parents M. et Mme Calvet ont une maison d'été près du sémaphore, fait de nombreux séjours estivaux à Lesconil vers les années 1950. Il s'adonne avec ardeur à la pêche sous-marine, notamment aux abords du rocher du Goudoul.
- Le dessinateur Stephan vit à Plobannalec et à Lesconil dans les années 1970 et 1980. C'est à partir de l'observation des femmes du port qu'il crée le personnage de BD Superbigou.
- Bernard Stamm, skipper suisse, a conçu et fabriqué son premier bateau pour le Vendée Globe, Superbigou, dans un des chantiers navals de Lesconil aux environs de 1997/1998.
- Marcel Depré, peintre de la marine (1919-1990), présent dans les années 60-70 à Lesconil[236].
- Youen Durand, né le 12 septembre 1922 à Plobannalec-Lesconil et mort le 24 novembre 2005 à Pont-l'Abbé, peintre. Il a vécu à Lesconil et est connu pour ses tableaux constitués de coquillages.
- Jean-Pierre Salaun, peintre (1925-2012), né à Versailles, mais qui s'installe et développe à Lesconil un Salon de peinture dans les années 1970[237].
- Yann Paranthoën, homme de radio, Questionnaire pour Lesconil, documentaire radio qui remporta en 1980 le Prix Italia.
- Alain Duault, animateur spécialisé dans la musique classique, est attaché à Lesconil depuis les années 1970[238].